# Garry Kasparov
Pour les articles homonymes, voir Weinstein et Kasparov.
Garry (ou Garri ou Gary) Kimovitch Kasparov (en russe : Гарри Кимович Каспаров, /ˈɡarʲɪ ˈkʲiməvʲɪtɕ kɐˈsparəf/), né Garik Kimovitch Weinstein (en russe : Гарик Кимович Вайнштейн, Garik Kimovitch Vaïnchteïne) le 13 avril 1963 à Bakou (RSS d'Azerbaïdjan, en URSS), est un joueur d'échecs soviétique puis russe, d’origine arménienne. En exil depuis 2013, il a acquis la nationalité croate en 2014 et vit aujourd'hui à New York.
Il est le treizième champion du monde d'échecs de l'histoire, entre 1985 et 2000. Il a gagné de nombreux tournois : trente en tant que champion du monde (record à égalité avec Karpov) sur trente-huit disputés (un de moins pour Karpov) dont onze tournois victorieux consécutifs, record du monde. Il est considéré comme l'un des meilleurs joueurs de l'histoire.
En janvier 1990, il est le premier joueur à dépasser les 2 800 points Elo. En juillet 1999, il atteint le classement Elo le plus élevé jusqu'alors, avec 2 851 points. Ce record n'a été battu que 14 ans plus tard, en 2013, par Magnus Carlsen.
En 2005, Kasparov renonce à reconquérir son titre de champion du monde perdu en 2000. Il s'engage en politique dans l'opposition au président russe Vladimir Poutine. En 2007, le magazine américain Time le place dans la liste des Time 100, une liste des cent personnes les plus influentes dans le monde. En 2012, il devient président de l'ONG Human Rights Foundation, qui promeut les droits de l'homme dans le monde.
Il reste impliqué dans l'univers des échecs. Il entraîne Magnus Carlsen en 2009, publie trois séries de livres sur les échecs et sa carrière : My Great Predecessors (2003-2006), Garry Kasparov on Modern Chess (2007-2010) et Garry Kasparov on Garry Kasparov (2011-2014). Il brigue la présidence de la Fédération internationale des échecs (FIDE) en 2014.

## Famille et enfance

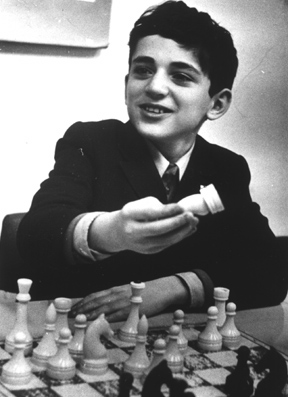
Garik Vaïnstein à 11 ans.

Garik Kimovitch Vaïnstein (transcription allemande : Weinstein) nait le 13 avril 1963 d'un père russe de confession juive, Kim Moïssevitch Vaïnstein,, et d'une mère d'origine arménienne du Haut-Karabagh, Klara Chaguenovna Kasparova. Ses parents se sont rencontrés au laboratoire industriel de Bakou (Azerbaïdjan) où ils travaillaient comme ingénieurs. Le père de Garik vient d'une famille de musiciens. Le père de Kim, Moïsseï (mort en 1971), est compositeur et chef d'orchestre. Le frère cadet de Kim Vaïnstein, Léonide Vaïnstein, est compositeur en Azerbaïdjan.
Le père de Garik, opposé à ce qu'il apprenne la musique, lui apprend les échecs lorsqu'il a cinq ans. Il lui donne également le goût de la géographie. La mère de Garik lui transmet sa passion pour l'histoire.
Son père tombe malade l'été 1970 et meurt en 1971, à l'âge de trente-neuf ans, d'un lymphome de Hodgkin. La mère de Garik ne l'emmène pas à l'enterrement et l'enfant, qui n'admettra son décès qu'à douze ans, dit à son école que son père est parti en voyage d'affaires. Son grand-père maternel, Chaguen, un ouvrier du pétrole et fervent communiste, prend sa retraite en 1971 et s'occupe de Garik. Ils ont ensemble de nombreuses conversations sur le régime soviétique. En 1975, Garik prend le nom de sa mère, qui avait gardé son nom lors du mariage, en russifiant son nom, devenant Garri (Garry ou Gary) Kasparov.
En janvier 1990, Kasparov est victime des pogroms anti-arméniens de Bakou (du 13 au 16 janvier) et doit fuir la capitale azérie, comme des milliers d'Arméniens, en direction de l'Arménie.

### Vie privée
Garri Kasparov a quatre enfants : Polina (née en 1993 de sa première épouse, Macha — Maria Arapova — épousée le 3 mars 1989), Vadim (né en 1997, de sa deuxième épouse Julia), Aida (née en 2006, de sa troisième épouse Daria) et Nickolas (né le 6 juillet 2015, de son épouse Dasha).

## Carrière aux échecs

### Débuts et formation aux échecs
Garik Vaïnstein apprend à jouer aux échecs avec son père, qui n'était qu'un amateur, alors que sa mère était douée. En septembre 1970, elle était à Moscou, où son père était hospitalisé. Les oncles de Garik, Léonide Vaïnstein et Konstantin Grigorian, l'inscrivent au cercle d'échecs du Palais des pionniers de Bakou. À la fin de l'année, Garik atteint le grade de joueur de troisième catégorie. En 1972, il donne une partie simultanée contre des ouvriers du pétrole à Bakou. En juin 1972, il atteint la phase finale du championnat de blitz adulte de Bakou, marquant neuf points sur neuf dans le tour préliminaire. Par ce résultat, Garik reçoit le grade de joueur de première catégorie à neuf ans. En janvier 1973, il termine troisième du championnat junior de Bakou. En mars 1973, il marque quatre points sur quatre lors d'une tournée de l'équipe junior d'Azerbaïdjan en Lettonie et en Estonie. En juillet 1973, il participe aux Jeux soviétiques de la jeunesse à Vilnius où il est remarqué par Aleksandr Nikitine, désigné au début de l'année entraîneur de l'équipe nationale d'échecs par le Comité d'État aux sports.

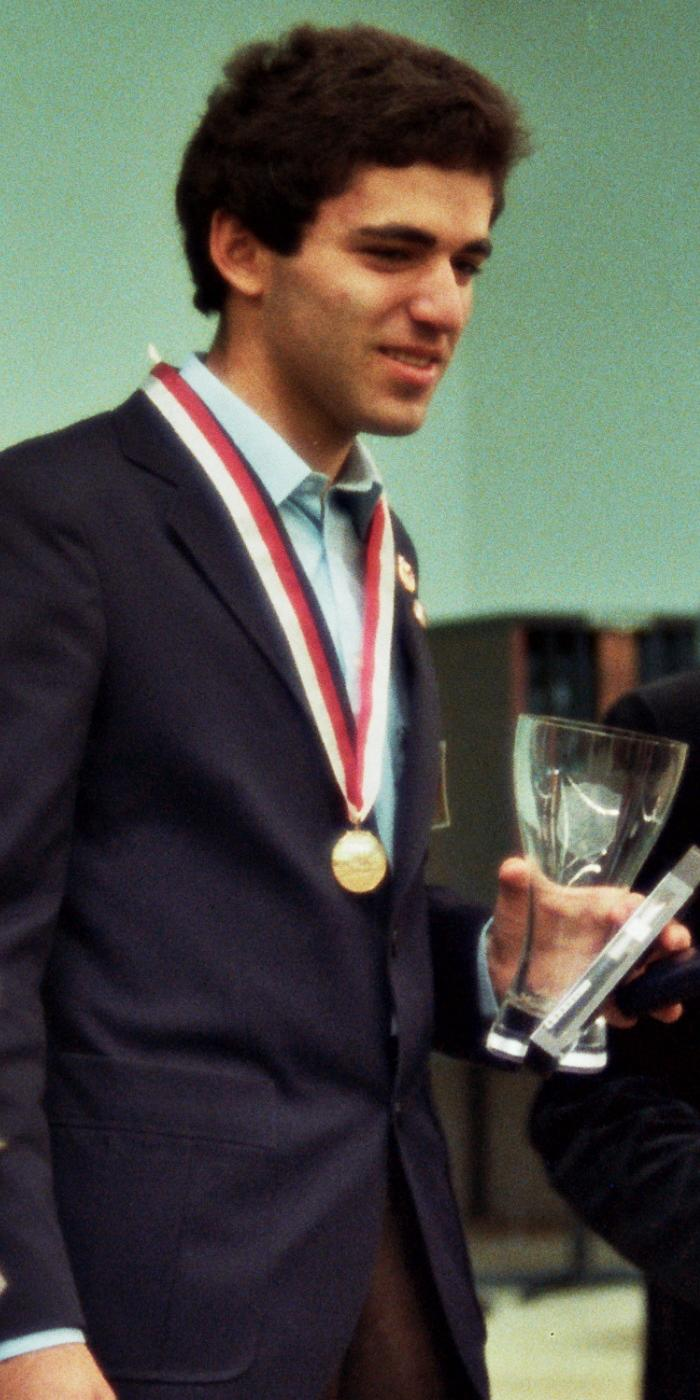
Kasparov à l'issue du championnat du monde junior en 1980.

En août 1973, Nikitine recommande Kasparov à Mikhaïl Botvinnik, qui, après trois ans d'interruption, avait rouvert l'école Botvinnik, meilleure école d' échecs en URSS. Kasparov suit les cours de l'ancien champion du monde, de Nikitine et de Mark Dvoretski, spécialiste des fins de parties. D'autres maîtres contribuent à sa formation, comme Alexandre Ivanovitch Chakarov, dans le domaine des ouvertures. Au fil des années, lors de ses passes d'armes pour le championnat du monde, il sera aidé d'une équipe de « secondants » : Iossif Dorfman, Zurab Azmaiparashvili, Sergueï Dolmatov, Ievgueni Vladimirov et Iouri Dokhoïan.

### Changement de nom (1974-1975)
En 1975, s'appelant encore Vaïnstein, Garik termine septième du championnat d'URSS junior (joueurs de moins de 18 ans). Garri acquiert le nom de famille Kasparov en août 1975, lors d'un conseil des familles Vaïnstein et Kasparov. La décision revient à la mère de Kasparov, Klara Kasparova; l'entraîneur Nikitine avait plaidé pour ce changement, car la carrière de Kasparov pouvait être freinée à cause d'un « mauvais nom ». Dès 1974, avec l'accord de Botvinnik, Garik avait commencé à en parler avec sa mère. En 1975-1976, les relations entre Israël et l'URSS sont rompues. En 1976, l'URSS boycotte l'olympiade d'échecs de Haïfa, alors qu'elle avait envoyé son équipe à Tel Aviv en 1964.

### Premiers succès en URSS (1975-1978)

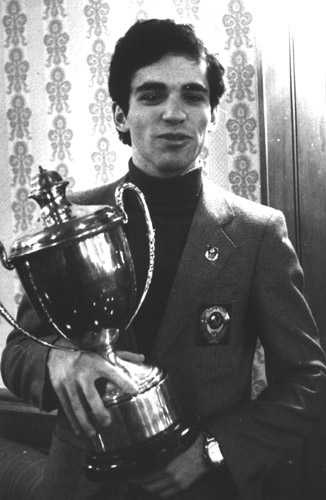
Kasparov en 1980 (vainqueur du tournoi international de Bakou).

En octobre-novembre 1975, Garri, sous son nouveau nom, remporte la coupe de la ville de Bakou (adultes) et sa victoire est relayée par l'hebdomadaire de Moscou, 64. En novembre 1975, il rencontre pour la première fois le nouveau champion du monde Anatoli Karpov (alors âgé de 24 ans) lors d'un tournoi de parties simultanées à Moscou. Karpov remporte facilement la partie. En 1976 et 1977, Garri Kasparov devient le plus jeune champion d'URSS junior de l'histoire, et est envoyé en France pour disputer les premiers championnats du monde cadets (moins de seize ans). Ce furent ses premiers voyages en dehors de l'URSS.
En janvier-février 1978, il remporte le mémorial Sokolski à Minsk, puis le tournoi de sélection de Daugavpils et se qualifie pour la finale du championnat d'URSS adulte à Tbilissi où il termine neuvième.

### Premiers succès internationaux (1979-1983)
En 1979, à l'âge de 16 ans et encore inconnu en Occident, Kasparov remporte son premier tournoi international de grands maîtres à Banja Luka en Yougoslavie, terminant invaincu avec 11,5 points sur 15 devant de grands noms de l'époque comme l'ancien champion du monde Tigran Petrossian et les grands maîtres András Adorján, Jan Smejkal et Ulf Andersson. En juillet, il obtient son premier classement Elo international, 2 545, qui le place au 38e rang mondial.

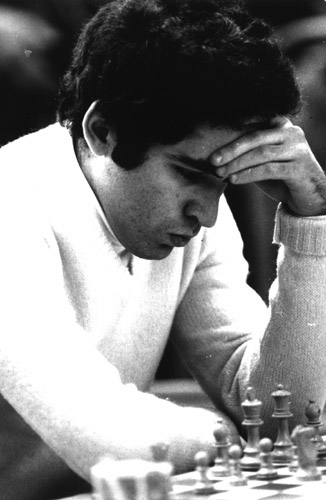
Kasparov au tournoi de Tilburg en 1981.

En 1980, il remporte le championnat du monde junior et obtient le titre de grand maître international ; l'année suivante, en décembre 1981, il remporte le championnat d'URSS ex æquo avec Lev Psakhis. En 1982, il sort vainqueur du tournoi international de Bugojno et de l'interzonal de Moscou et entre ainsi dans le cycle des candidats au championnat du monde. Dans ce cycle, en 1983, il élimine Aleksandr Beliavski (+4, −1, =4) en quart de finale (Note : ici, et dans la suite de cet article, la notation (+4, –1, =4) signifie un bilan de quatre victoires, une défaite et quatre parties nulles).
En 1983, la demi-finale des candidats contre Viktor Kortchnoï aurait dû se dérouler initialement à Pasadena en Californie sous les auspices de la Fédération internationale des échecs (FIDE). Cependant, les autorités soviétiques refusent de laisser Kasparov se rendre aux États-Unis et la FIDE le déclare perdant par forfait. Le président de la FIDE, le Philippin Florencio Campomanes, parvient cependant à organiser le match à Londres, avec l'accord de Kortchnoï qui obtient la fin du boycott organisé par la fédération soviétique et dont il faisait l'objet depuis sa défection à l'ouest en 1976. À Londres, Kasparov élimine Kortchnoï (+4 –1 =6), puis, à Vilnius dans la finale disputée en 1984, l'ancien champion du monde de 1957, Vassily Smyslov (+4 –0 =9).
En janvier 1984, Kasparov occupe la première place au classement Elo, devant le champion du monde Anatoli Karpov.

### Vainqueur du championnat du monde face à Karpov (1984-1985)

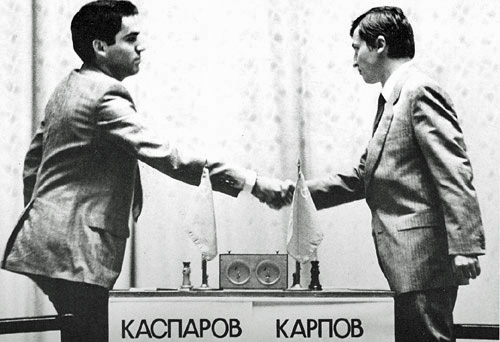
Kasparov (à gauche) et Anatoli Karpov lors du Championnat du monde d'échecs 1985.

Kasparov dispute son premier championnat du monde en 1984 à Moscou contre Anatoli Karpov, le champion du monde en titre depuis 1975. Après 5 mois et 48 parties, aucun des deux joueurs ne parvenant à obtenir les 6 victoires nécessaires, ce match interminable est finalement interrompu par la FIDE pour « préserver la santé des joueurs ». Cette interruption est critiquée par Kasparov alors qu'il était mené 5-3 après avoir été mené 5-0, rattrapant son retard sur la fin du match. Les éditions ultérieures prévirent un maximum de 24 parties.
C'est en 1985, lors du deuxième match contre Karpov, qu'il devient champion du monde, à l'âge de 22 ans sur le score de 13-11 (+5, −3, =16).

### Défense du titre mondial (1986-1990)
Après le match de 1985, Anatoli Karpov avait droit à un match revanche l'année suivante. Kasparov conserve son titre (+5 =15 –4) en 1986 lors du championnat disputé dans deux villes : la première moitié à Londres et la fin à Léningrad.
En 1987, Karpov remporte la finale du tournoi des candidats. À la fin de l'année, les deux adversaires disputent leur quatrième match en quatre ans, cette fois-ci à Séville. Kasparov égalise (+4 =16 –4) lors de la vingt-quatrième et dernière partie. Selon les conditions du match, en cas d'égalité au score (12–12) le champion du monde conserve son titre.
Trois ans plus tard, en 1990 à New York et Lyon, Kasparov retrouve Karpov. Deux parties avant la fin du match, Kasparov était sûr de conserver son titre. Les deux dernières parties furent disputées pour décider la répartition des prix, score final : 12,5–11,5 (+4, =11, –3).

### Victoire dans la coupe du monde GMA (1988-1989)

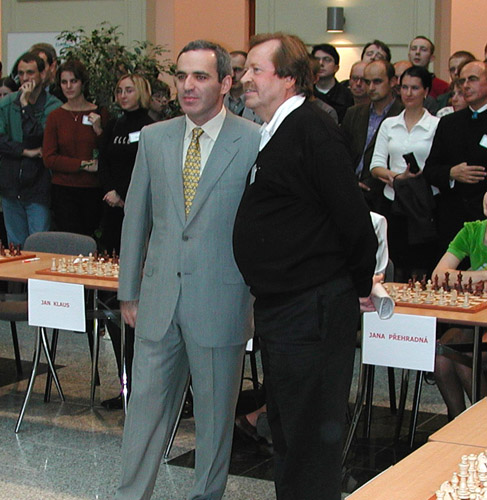
Kasparov avec Bessel Kok.

En 1986, Kasparov estime que les intérêts des joueurs professionnels ne sont pas défendus au sein de la FIDE, et crée alors avec l'homme d'affaires et mécène néerlandais Bessel Kok une association de joueurs professionnels de haut niveau, la GMA (Grand Master Association) ; celle-ci organise entre 1988 et 1990 des compétitions prestigieuses comme les six tournois de la coupe du monde GMA (1988 — 1989), remportée par Kasparov. Des dissensions internes au sein de l'association, le retrait du principal sponsor (Bessel Kok) et la création de la PCA (Professional Chess Association) ont raison de la GMA au début des années 1990.

### Rupture avec la FIDE (1993-1995)
En 1993, Kasparov fonde la Professional Chess Association (PCA) avec le vainqueur du tournoi des candidats FIDE, le britannique Nigel Short. En septembre, la PCA organise à Londres un championnat du monde dit « classique » en se réclamant de la tradition commencée par Wilhelm Steinitz.
En septembre 1993, Kasparov l'emporte sur Short par le score de 12,5 à 7,5 (+6, =13, –1) dans le cadre d'un Championnat du monde organisé par la PCA, organisme non reconnu par la FIDE, ce qui lui vaut une exclusion provisoire.

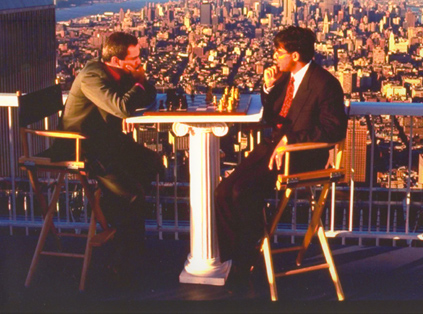
Kasparov face à Viswanathan Anand en 1995.

La FIDE ne reconnaît pas ce match et considère que les deux joueurs se sont exclus du cycle du championnat du monde ; elle organise un match entre Anatoli Karpov et Jan Timman pour le titre de Champion du monde FIDE. C'est le début d'un schisme qui durera jusqu'en 2006. Kasparov admit plus tard que cette séparation d'avec la FIDE était une grave erreur.
La FIDE exclut brièvement Kasparov et Short du classement Elo à titre de représailles, mais les réintègre avant la fin de l'année 1993.
En 1995, Kasparov conserve son titre de champion du monde PCA en battant l'Indien Viswanathan Anand au World Trade Center à New York 10,5 à 7,5 (+4, =13, –1).

### À la recherche de sponsors (1996–1999)
À la suite du retrait du sponsor principal (Intel) de la PCA en 1996, l'organisation du championnat du monde est transférée à l'éphémère World Chess Council en 1998 ; les droits sont ensuite revendus à une organisation privée, Brain Games Network en 2000, puis rachetés en 2002 par le Einstein Group et finalement transférés à Dannemann en 2004.
En 1998, Alekseï Chirov bat Vladimir Kramnik dans un match de 10 parties (+2, –0, =7), mais Kasparov estime qu'il est impossible de trouver un sponsor pour un match contre Chirov (dont le score contre Garry Kasparov est mauvais) en raison du peu de suspense d'un tel match.
En juillet 1999, après ses victoires à Wijk aan Zee (janvier), Linares (février-mars) et Sarajevo (mai), Kasparov atteint un classement Elo record de 2 851 points. Kasparov reste no 1 mondial du classement Elo de la FIDE, de 1984 jusqu'à sa retraite en 2005, soit plus de vingt ans, partageant seulement la première place avec Vladimir Kramnik au classement de janvier 1996.
En 1999, il est élu joueur du siècle par le magazine New in Chess.

### Perte du titre mondial (2000)

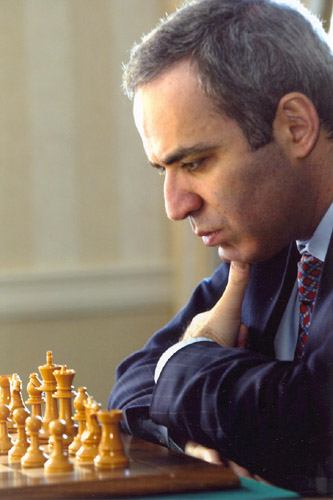
Kasparov lors du match contre le programme Deep Junior à New York en 2003.

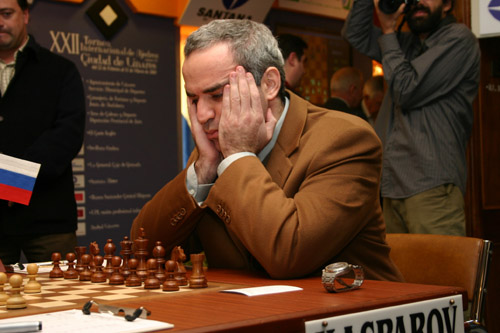
Kasparov au tournoi de Linares en 2005.

En 2000, Kasparov remporte une deuxième fois consécutivement les tournois de Wijk aan Zee, de Linares (ex æquo avec Kramnik) et de Sarajevo sans perdre une partie. Après avoir annoncé un match contre Viswanathan Anand en 1999, c'est finalement contre Vladimir Kramnik qu'il défend son titre de champion du monde en 2000 à Londres. Kasparov perd ce match (+0, –2, =13).

### Ancien champion du monde (2001 à 2005)
Après sa défaite, en 2000, Kasparov multiplie les victoires en tournoi, malgré des contre-performances au tournoi de Linares où il est devancé pour la première place par Kramnik ou Péter Lékó en 2003 et 2004.
Entre 2000 et 2005, les diverses tentatives pour réunifier le titre mondial (dont la plus sérieuse est l'accord de Prague en 2002) ou d'organiser un match-revanche contre Kramnik échouent.

### Retraite des échecs (depuis 2005)
Le 11 mars 2005, après avoir gagné le prestigieux tournoi de Linares pour la neuvième fois de sa carrière, Kasparov annonce qu'il se retire du monde des échecs professionnels. Son nom est rayé du classement Elo en avril 2006, à la suite d'une inactivité de plus d'un an, comme le veut le règlement de la FIDE.
Kasparov écrit alors plusieurs ouvrages échiquéens, publiés par la maison d'édition Everyman Chess, dont il devient conseiller éditorial en chef. Ainsi voient le jour les séries My Great Predecessors, en cinq tomes (2003-2006), Kasparov on Modern Chess, en quatre tomes (2007 à 2010) et Garry Kasparov on Garry Kasparov en trois tomes (2011-2014).
En 2008, en marge du Corsican Circuit, il affronte cinq joueurs corses en partie simultanée et gagne 5-0.
En 2009 et 2010, Kasparov entraîne Magnus Carlsen. D'après Carlsen, leur travail a beaucoup contribué à son accession à la première place du classement mondial FIDE en janvier 2010,,,.
En août 2017, Kasparov participe au tournoi Rapid and Blitz de Saint-Louis, réunissant 4 joueurs du top 10 mondial,,. Son retour à la compétition génère un engouement médiatique. Il termine à la 8e place sur 10.

### Candidature à la présidence de la FIDE (2014)
Après avoir soutenu Anatoli Karpov en 2010 à cette élection, Garry Kasparov se porte candidat en 2014 à la présidence de la Fédération internationale des échecs (FIDE) contre le président en place, le russe Kirsan Ilioumjinov. Les fédérations membres de la FIDE sont appelées à voter en marge de l'Olympiade d'échecs à Tromsø, dans le nord de la Norvège. Kasparov perd l'élection par 61 voix contre 110 pour le président en place,.
En octobre 2015, il est suspendu de toutes activités à la FIDE pour deux ans, pour tentative de corruption lors de l'élection à la présidence de la FIDE en 2014,.

## Kasparov et les ordinateurs

### Premières confrontations (1985 à 1994)

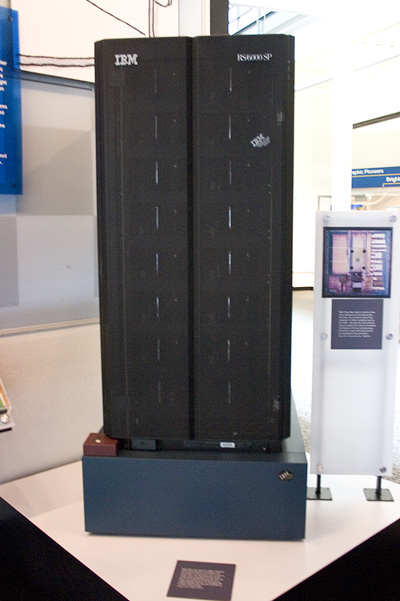
Un supercalculateur de marque IBM, similaire à Deep Blue qui affronta Kasparov en match.

Dès 1985, Kasparov se passionne pour les jeux d'échecs sur ordinateur et, après avoir participé à l'élaboration de la première version de Chessbase sur micro-ordinateur Atari ST, il en devient le premier utilisateur officiel en 1987 et en fait un outil d'entraînement décisif,,.
Le 22 octobre 1989, il défait facilement, 2-0, Deep Thought, un superordinateur spécialisé dans le jeu d'échecs et capable de calculer 720 000 coups par seconde.
En mai 1994, à Munich, le programme Fritz 3, tournant sur un processeur Pentium à 90 MHz, gagne une partie de blitz dans un tournoi contre Kasparov, et les deux compétiteurs terminent ex æquo. Kasparov le bat dans les parties de départage : 4-1 (+3 =2). En août 1994, lors du premier tour du grand Prix d'Intel à Londres, le champion du monde affronte Chess Genius 2.9, tournant sur Pentium à 100 MHz, en jeu semi-rapide (30 min. la partie) et perd 0.5-1.5.

### Matchs contre Deep Blue (1996 et 1997)
En février 1996, Kasparov affronte en six parties le supercalculateur Deep Blue, développé par une équipe d'ingénieurs d'IBM sous la direction de Feng-hsiung Hsu, fonctionnant avec 256 processeurs en parallèle et capable de calculer entre 50 et 100 millions de positions par seconde. Il perd le premier match, en gagne trois, puis annule les autres.
En mai 1997, Kasparov perd le match revanche contre Deeper Blue, la version améliorée de Deep Blue, capable de calculer de 100 à 300 millions de positions par seconde. Deeper Blue défait Kasparov 3,5 à 2,5 dans un match de six parties ; c'est la première fois qu'un ordinateur bat officiellement un champion du monde en match singulier à cadence normale de compétition. Lors de ce match, Kasparov fut perturbé par un coup de l'ordinateur qu'il ne comprit pas et le prit pour un coup suggéré par un grand maître humain ; il s'avéra plus tard que ce fameux coup était en fait un bug informatique de Deeper Blue et non le produit d'une stratégie programmée.

### Portails et plateformes internet
En 1999, Kasparov fonde la société « Kasparov Chess Online », un fournisseur de services en ligne payants (jeu en ligne), fermé en 2002 faute de financements.
En 2017, il ouvre un nouveau portail, « MasterClass, Kasparov Teaches Chess Online ».

### Matchs exhibition (2003)

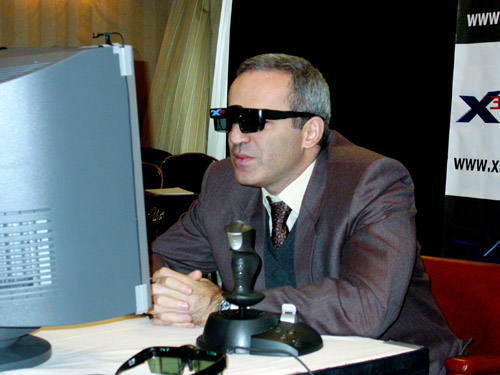
Kasparov contre X3D Fritz en 2003.

En janvier 2003, Kasparov affronte Deep Junior, un programme tournant sur micro-ordinateur multiprocesseur, dans un match de championnat du monde homme-machine sous les auspices de la FIDE, avec une bourse d'un million de dollars américains ; avec une victoire de part et d'autre le match se solde finalement par un nul 3-3 (+1, −1, =4). Pour la première fois, un programme sur PC gagne une partie avec les noirs contre le champion du monde à une cadence de tournoi.
En novembre 2003, Kasparov joue un match de quatre parties contre le programme X3D Fritz, dont le classement Elo est estimé à 2 807, en utilisant un échiquier virtuel, des lunettes stéréoscopiques et un système de reconnaissance de la parole. Le match se solde à nouveau par un nul (+1, −1, =2) et Kasparov remporte 175 000 dollars.

### Logiciels et jeux développés avec Kasparov ou utilisant son nom

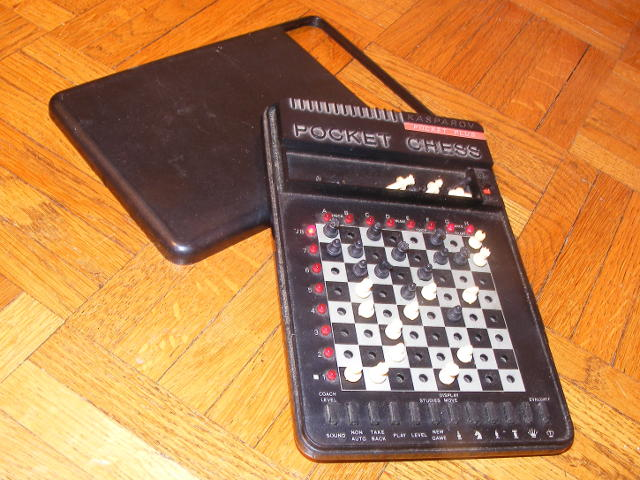
Kasparov Pocket Plus

Kasparov a prêté son nom à plusieurs logiciels d'échecs ;
- Kasparov's Gambit, 1993, développé en coopération avec Kasparov[52] ;
- Kasparov Pocket Chess Plus par Saitek ;
- Virtual Kasparov, 2002 ;
- Kasparov Chessmate, 2003, avec Kasparov crédité comme « co-designer ».

## Engagement politique

### Années 1980 et 1990

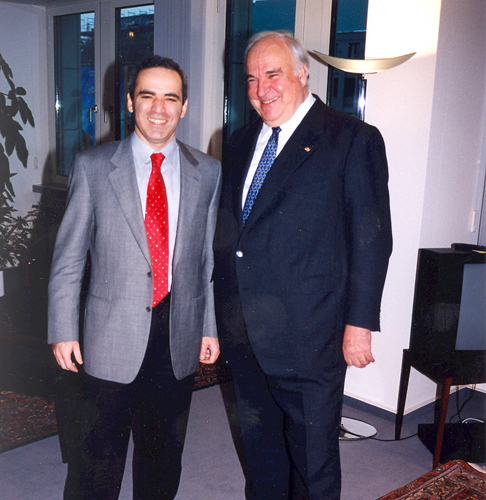
Kasparov et Helmut Kohl à Berlin (date ?).

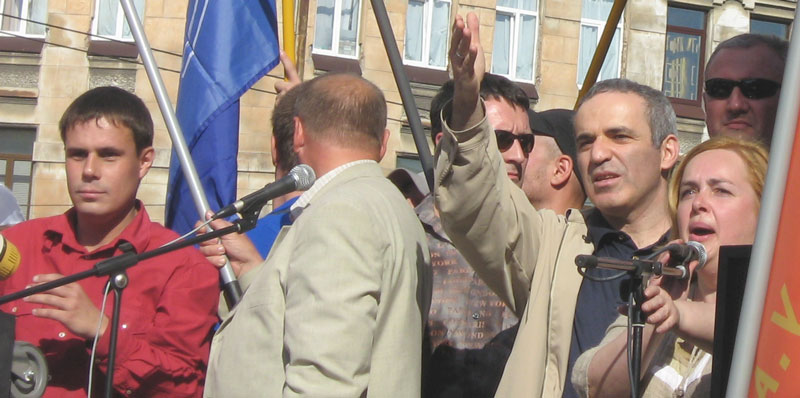
Kasparov lors d'une marche en juin 2007.

En 1987, Kasparov est élu au Komsomol, l'organisation de jeunesse du Parti communiste de l'Union soviétique. Il quitte le parti en 1990, soutient Boris Eltsine au nom du Parti démocratique de Russie et est décoré du Keeper of the Flame award, décerné par le cercle de réflexion Center for Security Policy, proche des milieux néoconservateurs américains. Il entretient des liens avec des cercles de réflexion de la même obédience, comme l’Hudson Institute.
En juin 1993, Kasparov est impliqué dans la création du bloc de partis « Choix de la Russie » qui participe aux élections législatives de décembre 1993. Ce mouvement est suivi de 1994 à 2001 par le « Choix démocratique de la Russie ». Kasparov prend part en 1996 à la campagne électorale de Boris Eltsine.

### Depuis 2005

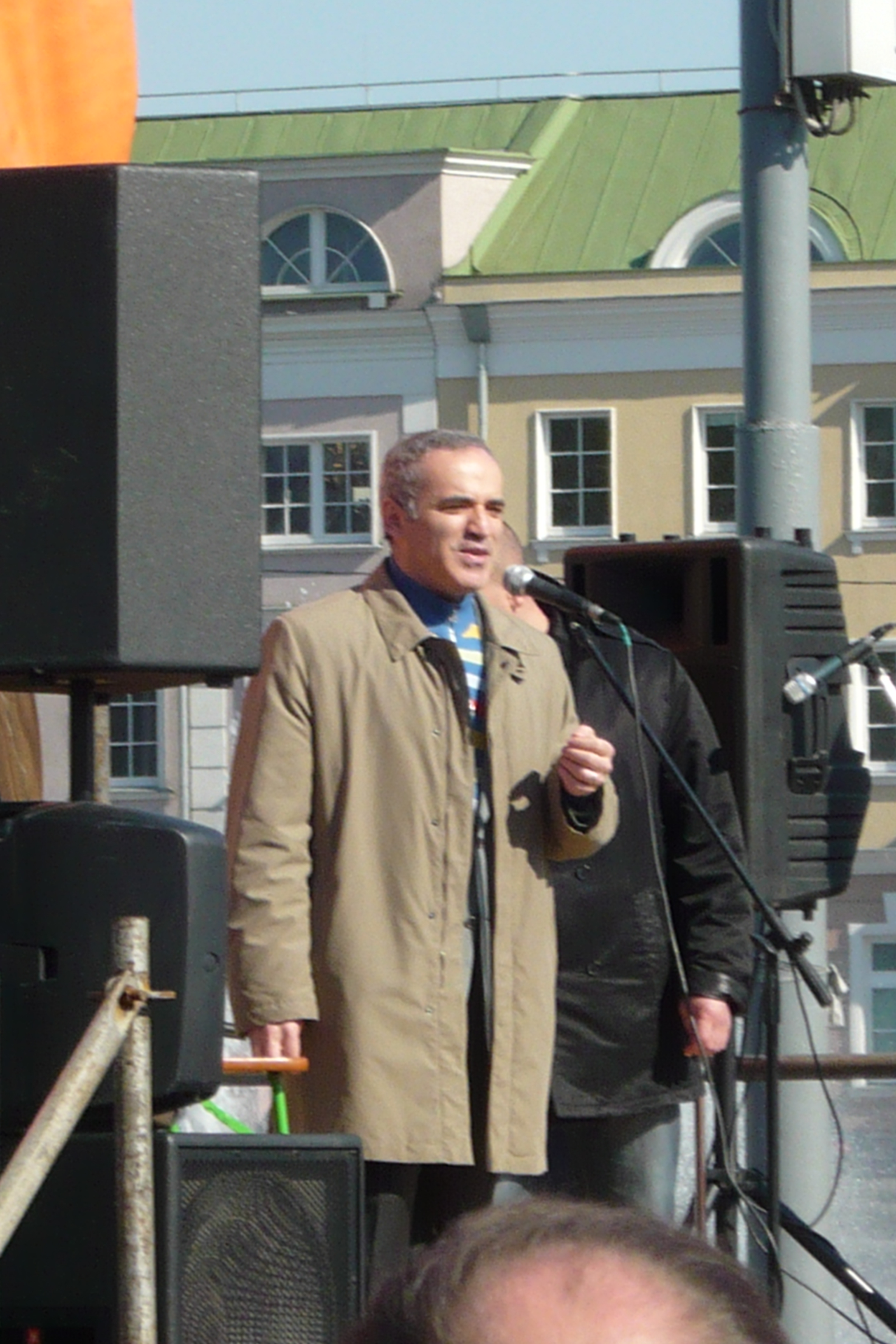
Kasparov lors d'un meeting de Solidarnost en 2010.

En 2005, Kasparov abandonne la compétition après sa neuvième victoire au tournoi de Linares. Il poursuit alors une carrière politique en Russie. Fondateur du Front civique unifié, il est l'un des chefs du mouvement L'Autre Russie, s'opposant à Vladimir Poutine. Il est interpellé lors d'une manifestation du mouvement à Moscou le 14 avril 2007.

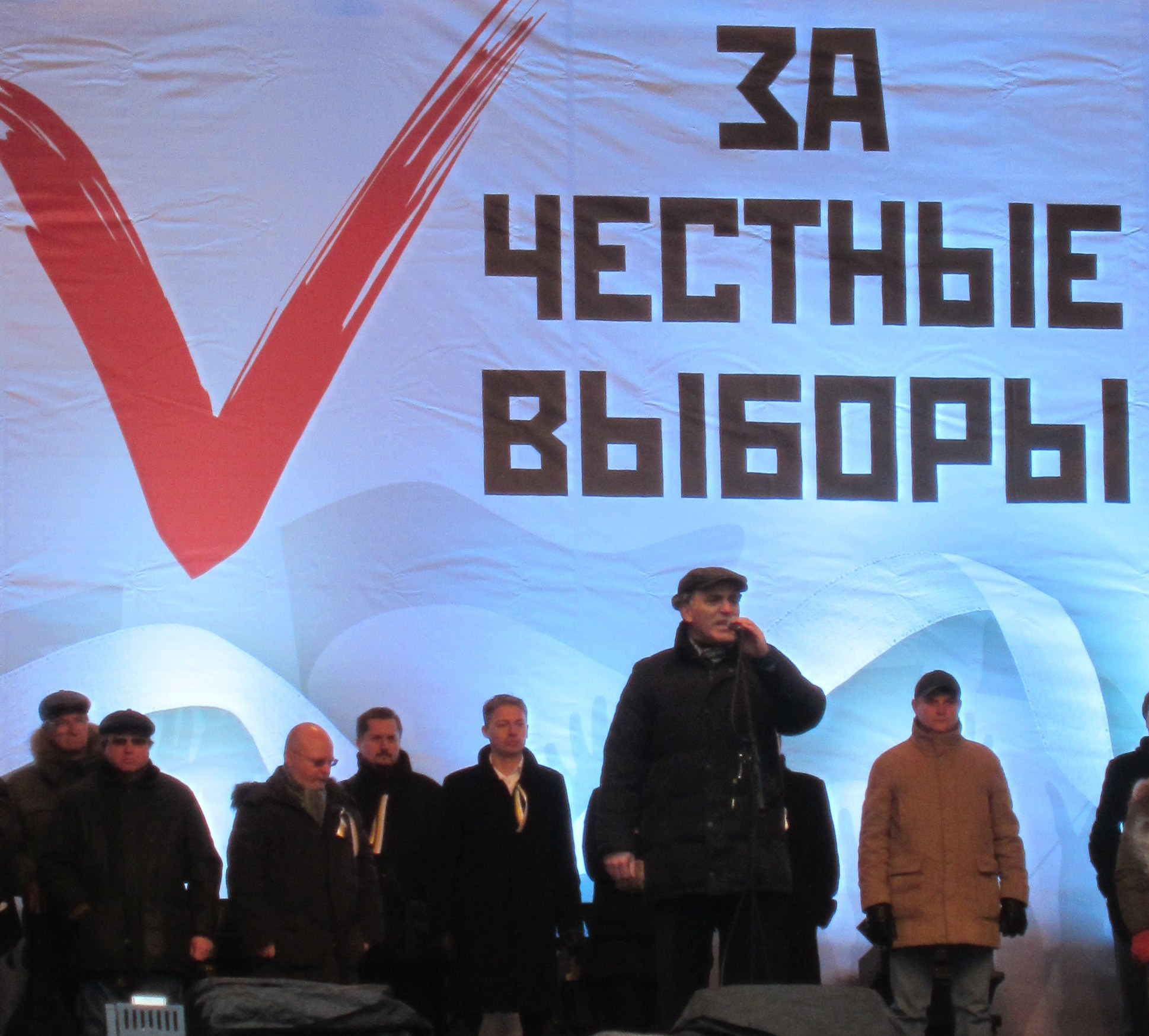
Kasparov à Moscou en décembre 2011.

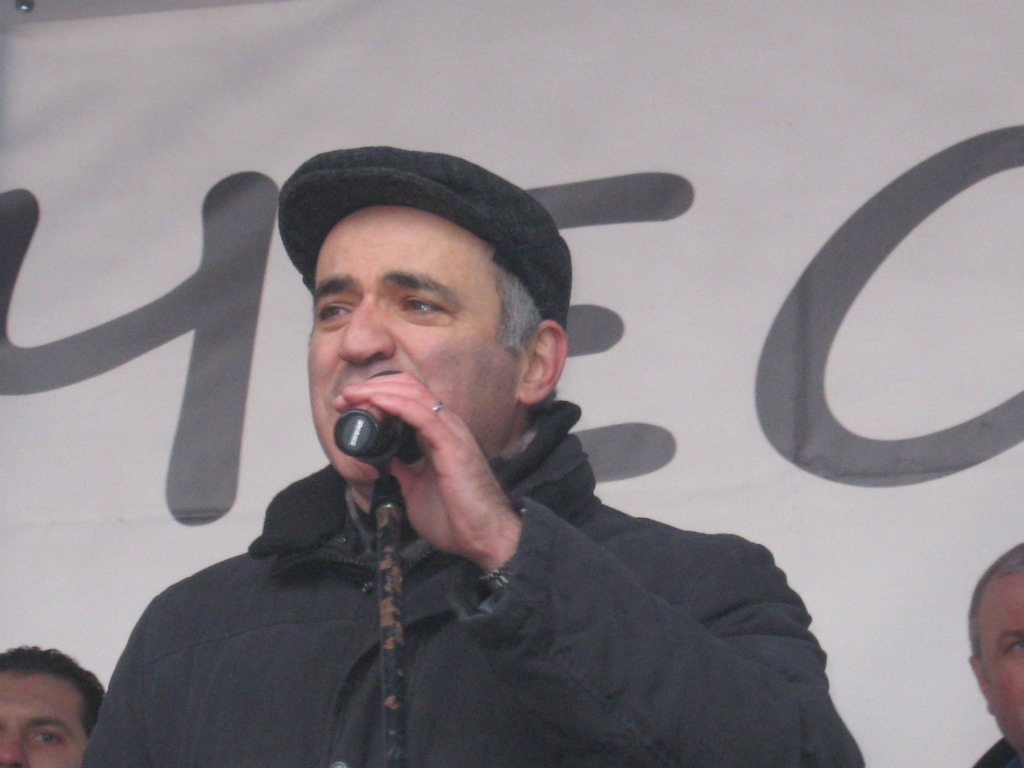
Kasparov à Saint-Pétersbourg en décembre 2011.

Kasparov a encore été arrêté le 24 novembre 2007 lors d'une manifestation à Moscou contre la tenue le 2 décembre 2007 d'élections législatives russes qu'il juge « injustes », et condamné en comparution immédiate à cinq jours d'emprisonnement pour manifestation non autorisée et refus d'obéir aux ordres de la police. Son avocate, Me Mikhaïlova, a déposé plainte contre cette arrestation arbitraire. « Notre but est le démantèlement de ce régime qui couvre le pays de honte et le déteste. […]  Nous allons sortir de ce marécage de corruption et de mensonge et nous gagnerons ! », avait lancé à la foule Garry Kasparov peu avant son interpellation,.
Depuis son engagement politique en opposition contre le président Vladimir Poutine, Kasparov se dit inquiet pour sa vie. Il a en permanence cinq gardes du corps et ne voyage plus avec Aeroflot.
Kasparov a défendu la théorie historique complotiste de la Nouvelle Chronologie de l'académicien russe Anatoli Fomenko.
En mai 2007, le magazine américain Time le place dans la liste des Time 100, des cent personnes les plus influentes dans le monde, pour sa lutte contre l'autoritarisme en Russie.
La journaliste Hélène Richard remarque que Garry Kasparov « a longtemps bénéficié de l’aura d’opposant numéro un à Poutine » dans la presse occidentale, en dépit d'une « audience microscopique en Russie ».
Le 30 septembre 2007, il est désigné comme le candidat du mouvement d'opposition L'Autre Russie à l'élection présidentielle de 2008. Le 12 décembre, il annonce son retrait de la course à la présidence, s'estimant victime d'ostracisme. Le 18 janvier 2008, Kasparov publie dans Le Monde un article critiquant durement la complaisance de Nicolas Sarkozy envers Vladimir Poutine et les dangers qu'elle présente à ses yeux.
Le 19 août 2008, Kasparov, Boris Nemtsov et d'autres personnalités de l'opposition, dénoncent « la décision aventuriste » du président russe Dmitri Medvedev de lancer une invasion de la Géorgie au-delà de l'Ossétie du Sud. Elle risque selon eux d'isoler la Russie sur la scène internationale.
Le 13 décembre 2008, Kasparov annonce la naissance de son nouveau parti politique : Solidarnost. Le parti rassemble des membres de l'union des forces de droite ainsi que des partisans de l'ancien président du gouvernement Mikhaïl Kassianov.
Le 24 décembre 2011, l'ancien champion du monde participe au troisième rallye de l'opposition à Moscou pour contester les résultats des élections législatives russes de 2011.

### Exil de Russie
Le 17 août 2012, Kasparov est interpellé puis relâché par la police russe après des échauffourées devant le tribunal après le verdict condamnant le groupe punk les Pussy Riot à deux ans de prison. Se sachant menacé, Kasparov choisit de s'exiler en 2013 d'abord en Suisse, puis aux États-Unis.
Il devient président de l'ONG Human Rights Foundation.
En 2013, il reçoit le Prix des droits de l'homme de l'ONG UN Watch.
Recommandé par le ministère des Anciens combattants de la guerre d'indépendance (1991-1995), Garry Kasparov obtient la citoyenneté et le passeport croate le 3 mars 2014.
Le 3 avril 2017, à la suite de l'attentat du métro de Saint-Pétersbourg, Kasparov insinue une possible manipulation du FSB et de Vladimir Poutine dans l'attentat,.
Il vit aujourd'hui à New York.
Le 20 mai 2022, le ministère de la Justice de la fédération de Russie inscrit Garry Kasparov sur la liste des « agents étrangers ».
En mars 2024, la Russie place Garry Kasparov sur sa liste des personnes déclarées « terroristes et extrémistes ».

## Palmarès

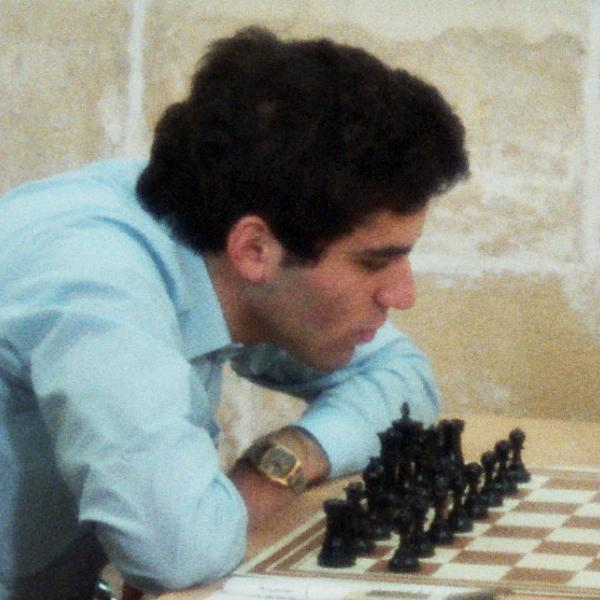
Kasparov à l'olympiade de Malte en 1980.

Les tables suivantes donnent les résultats et les scores de Garry Kasparov dans les tournois.

### Tournois et matchs à cadence lente

#### 1975 – 1982: champion d'URSS et champion du monde junior
Dans toute la carrière de Kasparov, les seuls tournois individuels à cadence lente où il ne se classa pas parmi les trois premiers, furent le championnat d'URSS junior 1975 (il finit 7e-10e), le tournoi de maîtres de Bakou 1976, la ligue supérieure du championnat d'URSS 1978 (il finit neuvième sur dix-huit joueurs), le tournoi international de Tilburg 1981 (il termina 6e-8e avec la moitié des points) et le tournoi de Horgen en 1995 (il finit cinquième sur onze joueurs avec la moitié des points).
Le tournoi de maîtres de Bakou 1976, le tournoi de qualification junior de Léningrad en 1977, les championnats d'URSS 1978 et 1979 et le tournoi international de Tilburg 1981 sont les seuls tournois dans la carrière de Kasparov où il perdit plus de deux parties.
Lors des olympiades d'échecs, Kasparov reçut la médaille de bronze individuelle à Malte en 1980 (2e remplaçant) et à Lucerne en 1982 (2e échiquier).
| Année | Vainqueur | Deuxième à neuvième |
| ----- | --- | --- |
| 1975  | Coupe de la ville de Bakou adultes | Championnat d'URSS junior (7e-10e) : 5,5 / 9 (+4, −2, =3) (Vilnius, tournoi remporté par Ievgueni Vladimirov)                                                                                                 |
| 1976  | Championnat d'URSS junior (Tbilissi) : 7 / 9 (+5, =4) (vainqueur au départage Bucholtz devant Z. Sturua)                                                                                        | Bakou (tournoi de maîtres,) : 6,5 / 13 (+4 −4 =5)Coupe du monde cadets (3e-6e) : 6 / 9 (+5, −2, =2) (Wattignies, coupe remportée par Grinberg)                                                                |
| 1977  | Championnat d'URSS junior (Riga) : 8,5 / 9 Match URSS-Australie par télex (1-0) (échiquier junior)                                                                                              | Léningrad (juniors) (2e) : 7 / 13 (+4, −3, =6) (tournoi de sélection remporté par Youssoupov) Championnat du monde cadets (3e) : 8 / 11 (+6, −1, =4) (Cagnes-sur-Mer, tournoi remporté par Arnason)           |
| 1978  | Minsk (mémorial Sokolski) : 13 / 17 (+11, −2, =4)Daugavpils : 9 / 13 (+6, −1, =6) (tournoi de sélection du championnat d'URSS 1978) (ex æquo avec Igor Ivanov)                                  | Championnat d'URSS (9e) (Tbilissi) : 8,5 / 17 (+4, −4, =9) (championnat remporté par Tal et Tsechkovski) |
| 1979  | Banja Luka : 11,5 / 15 (+8 =7)Spartakiade d'URSS (Moscou) : 5,5 / 8 (+4 –1 =3) | Championnat d'URSS (3e-4e) (Minsk) : 10 / 17 (+6, −3, =8) (tournoi remporté par Geller devant Youssoupov) |
| 1980  | Championnat d'Europe par équipes (Skara) : 5,5 / 6Tournoi international de Bakou : 11,5 / 15 (+8 =7)Championnat du monde junior (Dortmund) : 10,5 / 13 (+8 =5)                                  | Olympiade de Malte : 9,5 / 12 (+8, −1, =3) (3e au 2e échiquier de réserve) |
| 1981  | Moscou (tournoi des générations) : 4 / 6 (+3, −1, =2)Olympiade universitaire (Graz) : 9 / 10 (+8 =2) Championnat d'URSS (Frounzé) (1er-2e) (ex æquo avec Lev Psakhis) : 12,5 / 17 (+10, −2, =5) | Moscou (2e-4e) : 7,5 / 13 (+3, −1, =9) (tournoi international remporté par Karpov)Tilburg (6e-8e): 5,5 / 11 (+3, −3, =5) (tournoi international remporté par Beliavski devant Petrossian, Portisch et Timman) |
| 1982  | Tournoi de Bugojno : 10,5 / 13 (+6 =7)Tournoi interzonal de Moscou : 10 / 13 (+7 =6) | Coupe d'URSS par équipes (Kislovodsk) : 4 / 7 (+3 –2 =2)Olympiade de Lucerne (3e au 2e éch.) : 8,5 / 11 (+6 =5)                                                                                               |

#### 1983 – 1990: la conquête du championnat du monde

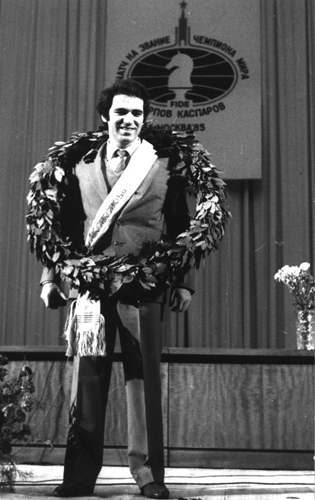
Le sacre de Kasparov en 1985.

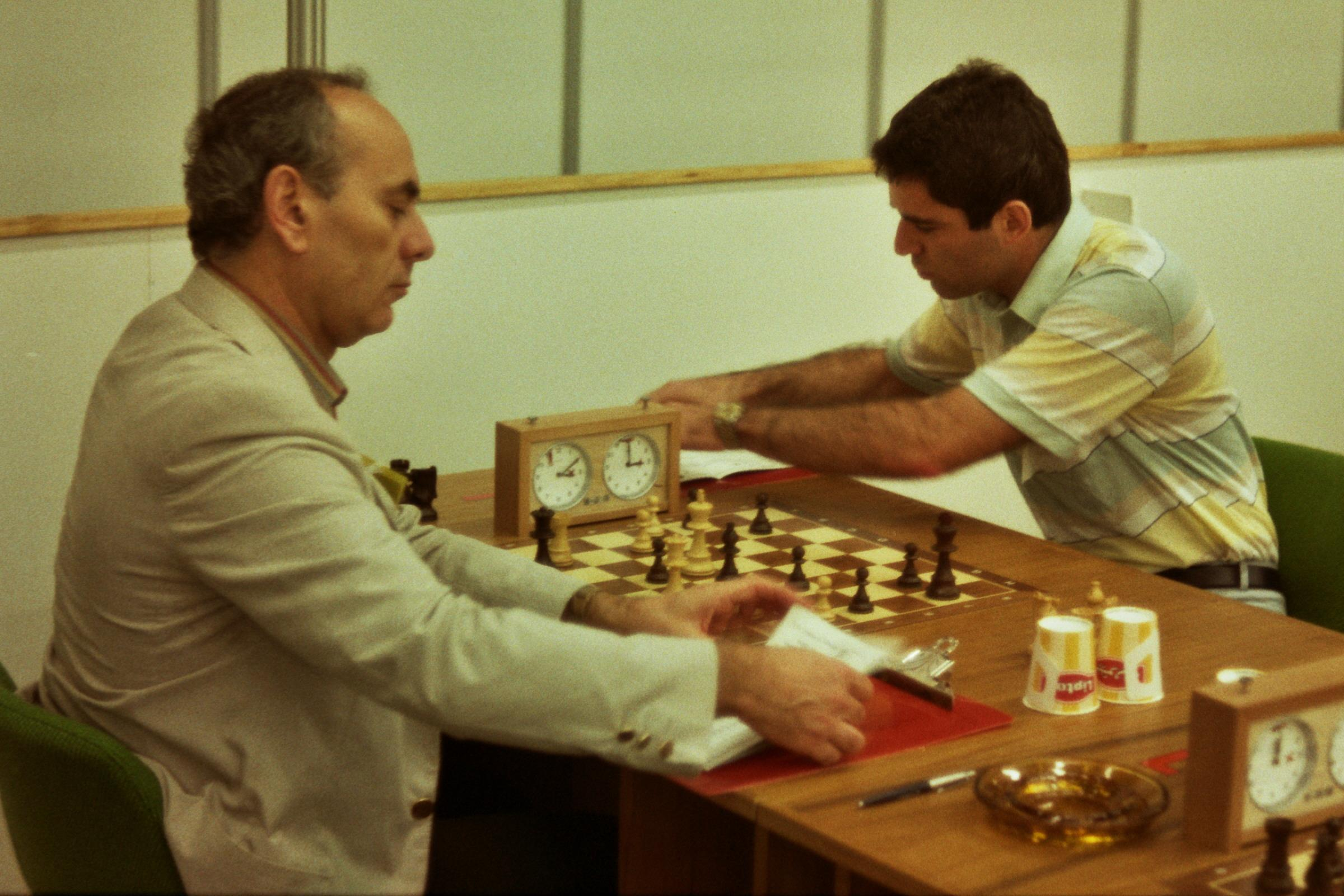
Kasparov face à Lajos Portisch à Dubaï lors de l'olympiade d'échecs de 1986.

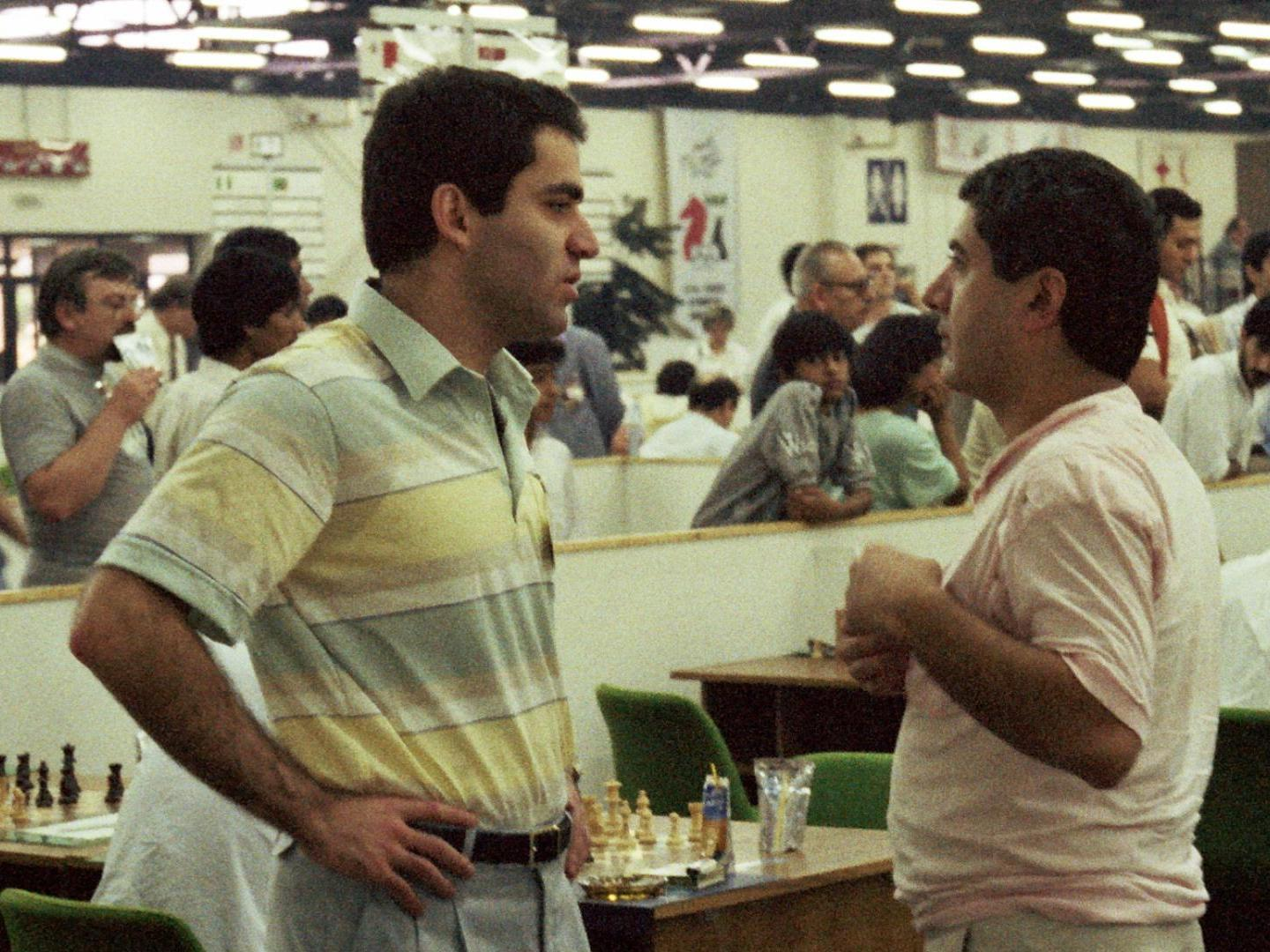
Kasparov et Rafael Vaganian en 1986.

De décembre 1981 (championnat d'URSS d'échecs) à décembre 1990 (championnat du monde d'échecs), Kasparov termine premier (seul ou ex æquo) des quinze tournois individuels auxquels il participe et vainqueur de tous ses matchs (la victoire dans la dernière ronde du championnat du monde de Séville en 1987, lui permit d'égaliser et de conserver son titre mondial). Son seul échec est le premier match contre Karpov, disputé en 1984 – 1985, qui fut interrompu et annulé par la FIDE alors que Kasparov était mené sur le score de trois victoires, cinq défaites et quarante parties nulles ; le match fut rejoué en octobre – novembre 1985.
En décembre 1985, au lendemain de la fin de son match contre Jan Timman, Kasparov dispute une simultanée à la pendule contre une équipe de huit joueurs du club de Hambourg. Il gagne deux parties, perd trois autres et fait trois nulles. Il prend sa revanche en février 1987, remportant six parties et ne concédant que deux nulles.
Dans les compétitions par équipes, Kasparov reçut la médaille d'or au premier échiquier aux olympiades 1986 et 1988 et il réalisa également la meilleure performance Elo de la compétition.
| Année | Seul vainqueur ou ex æquo |
| ----- | --- |
| 1983  | Spartakiade d'URSS : 1 / 2 (+0 −0 =2) contre Beliavski et Tal Tournoi de Niksic : 11 / 14 (+9 −1 =4)Tournoi des candidats (Moscou et Londres) : (Moscou) Quart de finale contre Beliavski : 6 – 3 (+4 −1 =4) (Londres) Demi-finale contre Kortchnoï : 7 – 4 (+4 −1 =6)                                 |
| 1984  | (Vilnius) Finale des candidats contre Smyslov : 8,5 – 4,5 (+4 −0 =9)(Londres) Match URSS - Reste du monde contre Timman : 2,5 – 1,5 (+1 =3)(Londres) Partie simultanée à la pendule : 8,5 / 10 (+7 =3)1984-1985 (Moscou) : match interrompu contre Karpov : 23 – 25 (+3 −5 =40)                        |
| 1985  | (Hambourg) Match contre Hübner : 4,5 – 1,5 (+3 =3) (Belgrade) Match contre Andersson : 4 – 2 (+2 =4)Championnat du monde contre Karpov (Moscou) : 13 – 11 (+5 −3 =16)(Hilversum) Match contre Timman : 4 – 2 (+3 −1 =2)                                                                                |
| 1986  | (Bâle) Match contre Miles : 5,5 – 0,5Championnat du monde contre Karpov : 12,5 – 11,5 (+5 −4 =15) (Londres et Léningrad, match revanche)Olympiade de Dubaï (meilleure performance Elo) : 8,5 / 11 (+7 −1 =3)Bruxelles (tournoi OHRA) : 7,5 / 10 (+6 −1 =3)                                             |
| 1987  | Bruxelles (tournoi SWIFT) : 8,5 / 11 (+6 =5) (ex æquo avec Ljubojević)Simultanée à la pendule contre Hambourg : 7 – 1 (+6 =2)Championnat du monde contre Karpov (Séville) : 12 – 12 (+4 −4 =16) (Kasparov conserva son titre)                                                                          |
| 1988  | Amsterdam (tournoi Optiebeurs) : 9 / 12 (+6 =6)Belfort (Coupe du monde GMA) : 11,5 / 15 (+9 −1 =5)Championnat d'URSS (Moscou) : 11,5 / 17 (+6 =11) (ex æquo avec Karpov) Reykjavik (Coupe du monde GMA) : 11 / 17 (+6 −1 =10)Olympiade de Thessalonique (meilleure performance Elo) : 8,5 / 10 (+7 =3) |
| 1989  | Barcelone (GMA) : 11 / 16 (+7 −1 =8) (ex æquo avec Ljubojević)Skelleftea (GMA) : 9,5 / 15 (+4 =11) (ex æquo avec Karpov)Tournoi de Tilburg : 12 / 14 (+10 =4)Belgrade : 9,5 / 11 (+8 =3) |
| 1990  | Tournoi de Linares : 8 / 11 (+6 −1 =4)Match exhibition télévisé contre Hansen au Château de Valdemar : 1,5–0,5Match d'entrainement contre Psakhis à Murcie : 5 – 1 (+4 –0 =2)Championnat du monde contre Karpov (New York et Lyon) : 12,5 – 11,5 (+4 −3 =17)                                           |

#### 1991 – 1998: champion du monde PCA

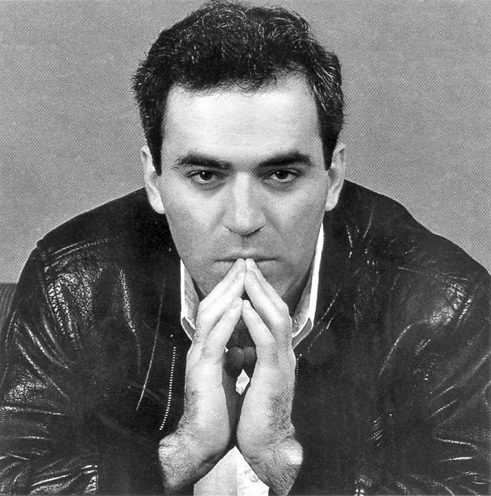
Garry Kasparov en 1993.

En 1991, lors du tournoi de Linares, Vassili Ivantchouk est le premier joueur à battre Anatoli Karpov et Kasparov dans le même tournoi. En définitive, Ivantchouk devance le champion du monde d'un demi-point, mettant fin à la série ininterrompue de victoires en tournois de Kasparov qui durait depuis plus de neuf ans. À Amsterdam, Kasparov finit troisième ex æquo avec Karpov, devancé par Nigel Short et Valeri Salov. Après une nouvelle déconvenue à Reggio d'Émilie en 1991-1992, il remporte deux fois de suite le tournoi de Linares (devant Karpov), gagne le tournoi de Dortmund, reçoit la médaille d'or à l'olympiade de 1992 et bat Short en finale du championnat du monde. En 1994, Kasparov est devancé par Karpov à Linares et ne termine que 17e du classement individuel lors de l'olympiade de Moscou. En 1996, il remporte le super-tournoi de Las Palmas où participaient les meilleurs joueurs du monde, à l'exception de Gata Kamsky — 6e joueur mondial, remplacé par le 7e joueur au classement mondial : Veselin Topalov. En 1997, Kasparov remporte les trois tournois auxquels il participe, mais perd le match revanche contre Deep Blue.
1998 fut une année de faible activité pour Kasparov avec un seul super-tournoi disputé : le tournoi de Linares où il occupa la troisième-quatrième place, tandis que Viswanathan Anand remportait les tournois de Wijk aan Zee (ex æquo avec Kramnik), Linares (devant Chirov et Kasparov), Madrid et Tilburg. En 1997, puis en 1998, pour la première fois depuis 1985, Kasparov ne reçoit pas l'Oscar des échecs du meilleur joueur de l'année, qui est décerné à Anand. En 1998, il dispute un match semi-rapide « Advanced Chess » contre Topalov à León (match assisté par ordinateur) : six parties à la cadence de 60 minutes par joueur (+2, −2, =2), suivies d'un départage blitz en quatre parties sans ordinateur que Kasparov remporte. Un mois auparavant, Kasparov avait battu Topalov 4-0 dans un match rapide organisé à Sofia. En 1998 et 1999, les tentatives pour organiser un match de championnat du monde contre Alekseï Chirov, puis contre Anand échouèrent.
| Année | Seul vainqueur ou ex æquo | Deuxième à cinquième |
| ----- | --- | --- |
| 1991  | Tilburg : 10 / 14 (+7 –1 =6) (devant Short, Anand, Karpov, Kamsky et Timman) | Linares (2e après Ivantchouk) : 9 / 13 (+6 –1 =6)Amsterdam (mémorial Max Euwe, 3e-4e) : 5,5 / 9 (+2 =7) (tournoi remporté par Short et Salov devant Karpov) |
| 1992  | Linares : 10 / 13 (+7 =6)Dortmund : 6 / 9 (+5 –2 =2) (ex æquo avec Ivantchouk)Olympiade de Manille : 8,5 / 10 (+7 =3)Championnat d'Europe par équipes (Debrecen) : 6 / 8 (+4 =4)                                                                                       | 1991-1992 : Reggio d'Émilie (2e-3e) : 5,5 / 9 (+3 –1 =5) (tournoi remporté par Anand devant Guelfand)                                                       |
| 1993  | Linares : 10 / 13 (+7 =6) (devant Karpov et Anand)Championnat du monde PCA contre Short (Londres) : 12,5 — 7,5 (+6 –1 =13) | |
| 1994  | Amsterdam : 4 / 6 (+3 –1 =2) (mémorial Max Euwe remporté devant Ivantchouk)Novgorod : 7 / 10 (+4 =6) (ex æquo avec Ivantchouk)Horgen : 8,5 / 11 (+6 =5) (devant Chirov et Youssoupov)                                                                                  | Linares (2e-3e) : 8,5 / 13 (+6 –2 =5) (tournoi remporté par Karpov devant Chirov)                                                                           |
| 1995  | Riga (mémorial Tal et Grand Prix PCA) : 7,5 / 10 (+5 =5) (tournoi remporté devant Anand, Ivantchouk et Kramnik)Novgorod (Grand Prix PCA) : 6,5 / 9 (+4 =5)Championnat du monde PCA contre Anand (New York) : 10,5 — 7,5 (+4 –1 =13)                                    | Amsterdam (2e après Lautier) : 3,5 / 6 (+3 –2 =1) (mémorial Max Euwe) Horgen (Grand Prix PCA, 5e) : 5 / 10 (+1 –1 =8) (victoire de Kramnik et Ivantchouk)   |
| 1996  | (Philadelphie) Match contre Deep Blue : 4–2 (+3 –1 =2)Amsterdam : 6,5 / 9 (+5 –1 =3) (mémorial Max Euwe, ex æquo avec Topalov)Olympiade de Erevan : 7 / 9 (+5 =4)Las Palmas : 6,5 / 10 (+3 =7) (tournoi remporté devant Anand, Kramnik, Topalov, Ivantchouk et Karpov) | Dos Hermanas (3e-4e) : 5 / 9 (+2 –1 =6) (tournoi remporté par Topalov et Kramnik devant Anand)                                                              |
| 1997  | Linares : 8,5 / 11 (+7 –1 =3) (devant Kramnik)Novgorod : 6,5 / 10 (+4 –1 =5) (devant Kramnik)Tilburg : 8 / 11 (+6 –1 =4) (ex æquo avec Kramnik et Svidler) | (New York) Match contre Deep Blue : 2,5–3,5 (+1 –2 =3) |
| 1998  | (Prague) Match contre Timman : 4-2 (+2 –0 =4) (trophée Eurotel) | Linares (3e-4e) : 6,5 / 12 (+1 =11) (tournoi remporté par Anand devant Chirov et Kramnik)                                                                   |

#### 1999 à 2005: numéro un mondial

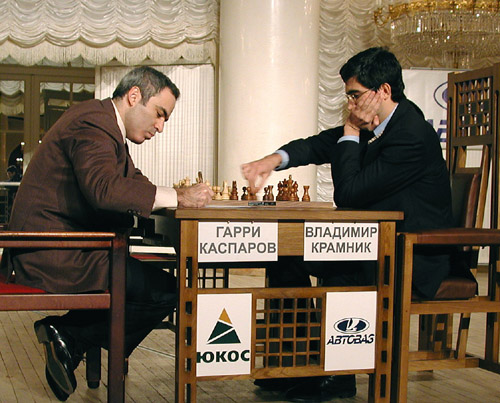
Kasparov contre Vladimir Kramnik lors du Memorial Botvinnik 2001 à Moscou.

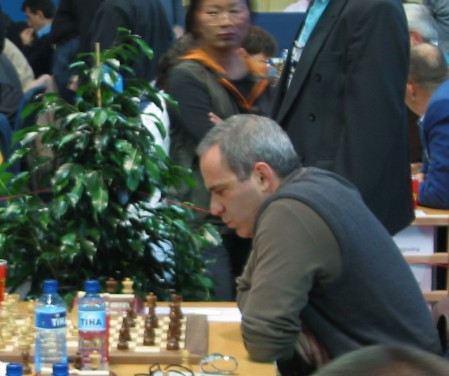
Kasparov à l'olympiade de Bled en 2002.

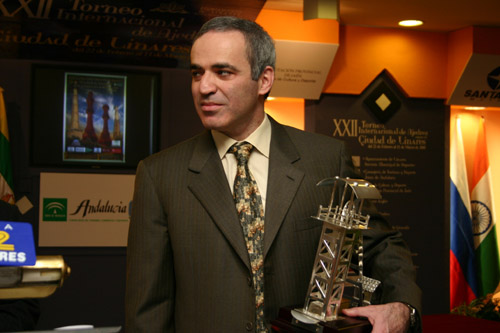
Kasparov vainqueur à Linares en 2005.

En 1999, le champion du monde fait son retour à la compétition en participant pour la première fois au tournoi de Wijk aan Zee. De 1999 à 2002, Kasparov remporte les dix super-tournois à cadence lente auxquels il participe : trois fois consécutivement Wijk aan Zee, quatre fois de suite Linares, deux fois de suite Sarajevo et, en 2001, le tournoi d'Astana devant Vladimir Kramnik qu'il battit. Il ne partage la première place qu'avec Kramnik à Linares en 2000 et il ne concède qu'une défaite lors de ces dix tournois (+53, −1, =61), contre Ivan Sokolov à wijk Aan Zee en 1999, partie perdue après une série de sept victoires consécutives. Kasparov termine l'année 2002 en réalisant la meilleure performance à l'olympiade de Bled. Sa série de succès en tournoi est interrompue en 2003 à Linares où il termine seulement troisième ex æquo et perd une partie contre Teimour Radjabov.
L'année 1999 est celle de tous les succès ; Kasparov obtient le plus haut classement Elo jamais atteint avec 2 851 points, un record qui ne fut battu que treize ans plus tard par le Norvégien Magnus Carlsen (en janvier 2013), même s'il faut prendre en considération l'inflation générale des points Elo, et que cela soit discutable de comparer les niveaux Elo d'époques différentes. Outre ses succès à Wijk aan Zee, Linares et Sarajevo, Kasparov remporte également le tournoi de blitz de Wijk aan Zee devant Anand, Kramnik, Ivantchouk et Topalov ainsi que le tournoi rapide des géants à Francfort, battant Anand, Kramnik et Karpov sur le même score de 2,5 à 1,5. Cependant, en novembre 2000, Kasparov, qui avait partagé la première place du tournoi de Linares avec Kramnik, perd son titre de champion du monde face à ce dernier. À la fin de l'année, l'oscar des échecs pour l'année 2000 est décerné à Kramnik, pour sa victoire sur Kasparov et ses premières places à Linares (ex æquo avec Kasparov) et au tournoi de Dortmund (ex æquo avec Anand ; Kasparov était absent à Dortmund). Malgré cette défaite, Kasparov conserve sa première place au classement Elo mondial jusqu'à sa retraite (en 2005) et reçoit l'oscar des échecs en 2001 et 2002. Entre la défaite contre Ivan Sokolov à Wijk aan Zee en 2000 et celle lors de la deuxième partie du championnat du monde de 2000, Kasparov est invaincu pendant soixante-trois parties.
En 2003 et 2004, l'oscar des échecs fut décerné à Anand qui avait remporté le tournoi de Wijk aan Zee, puis en 2005 à Topalov.
| Année | Vainqueur ou ex æquo | Deuxième ou troisième |
| ----- | --- | --- |
| 1999  | Tournoi de Wijk aan Zee : 10 / 13 (+8 –1 =4)Linares : 10,5 / 14 (+7 =7)Sarajevo : 7 / 9 (+5 =4)Partie « Kasparov contre le monde » : 1-0             | |
| 2000  | Wijk aan Zee : 9,5 / 13 (+6 =7)Linares : 6 / 10 (+2 =8) (ex æquo avec Kramnik)Sarajevo : 8,5 / 11 (+6 =5)                                            | Championnat du monde contre Kramnik (Londres) : 6,5–8,5 (+0 –2 =13) |
| 2001  | Wijk aan Zee : 9 / 13 (+5 =8)Linares : 7,5 / 10 (+5 =5)Astana : 7,5 / 10 (+5 =5)(Moscou) Match exhibition contre Kramnik (parties lentes : +0 −0 =4) | |
| 2002  | Linares : 8 / 12 (+4 =8)Olympiade de Bled : 7,5 / 9 (+6 =3) (meilleure performance Elo)                                                              | |
| 2003  | (New York) Match contre Deep Junior : 3–3 (+1 –1 =4) Match contre Fritz X3D : 2–2 (+1 –1 =2)                                                         | Linares (3e-4e) : 6,5 / 12 (+2 –1 =9) (victoire de Leko et Kramnik devant Anand) |
| 2004  | Championnat de Russie (Moscou) : 7,5 / 10 (+5 =5) | Linares (2e-3e) : 6,5 / 12 (+1 =11) (tournoi remporté par Kramnik devant Leko)Moscou (3e-6e) : 3,5 / 6 (+1 =5) (Match Arménie-Reste du monde) (mémorial Petrossian, victoire de Leko et Svidler) |
| 2005  | Linares : 8 / 12 (+5 –1 =6) (vainqueur au départage devant Topalov)                                                                                  | |

#### Tournois de Linares (1990 – 2005)
Kasparov remporte neuf fois le tournoi de Linares en quatorze participations, dont quatre victoires consécutives de 1999 à 2002. L'édition de 1995 fut la seule où Kasparov fut absent de 1990 à sa retraite en 2005. Il ne concède que sept défaites lors de ses quatorze participations, et seulement deux parties perdues lors des huit dernières participations (de 1998 à 2005).
| Année | Classement               | Score                    | Score                    | Adversaires battus                                                 | Défaites                 | Début du classement et notes                                                                           |
| --- | ------------------------ | ------------------------ | ------------------------ | ------------------------------------------------------------------ | ------------------------ | --- |
| 1990 | Vainqueur                | 8 / 11                   | (+6 –1 =4)               | Ivantchouk, Short, Youssoupov, Spassky, Portisch et Illescas       | Goulko                   | 1er : Kasparov 2e : Gelfand (7,5 / 11) ; 3e : Salov                                                    |
| 1991 | Deuxième                 | 9 / 13                   | (+6 –1 =6)               | Beliavski, Ljubojević, Gourevitch, Gelfand, Kamsky et Ehlvest      | Ivantchouk               | 1er : Ivantchouk (9,5 / 13) ; 3e : Beliavski                                                           |
| 1992 | Vainqueur                | 10 / 13                  | (+7 =6)                  | Timman, Karpov, Gelfand, Short, Youssoupov, Ljubojević et Illescas |                          | 1er : Kasparov avec 2 points d'avance 2e-3e : Ivantchouk et Timman (8 / 13)                            |
| 1993 | Vainqueur                | 10 / 13                  | (+7 =6)                  | Karpov, Anand, Bareev, Kamsky, Timman, Gelfand et Ljubojević       |                          | 1er : Kasparov avec 1,5 point d'avance 2e-3e : Karpov et Anand (8,5 / 13)                              |
| 1994 | 2e-3e                    | 8,5 / 13                 | (+6, −2, =5)             | Bareev, Kamsky, Anand, Ivantchouk, Illescas et J. Polgar           | Lautier, Kramnik         | 1er : Karpov (11 / 13) ; 2e-3e : Chirov Performance record de Karpov (+9 =4)                           |
| En 1995, année du championnat du monde contre Anand, Kasparov ne disputa pas le tournoi, remporté par Ivantchouk. En 1996, le tournoi fut remplacé par le championnat du monde féminin. |                          |                          |                          |                                                                    |                          | |
| 1997 | Vainqueur                | 8,5 / 11                 | (+7 –1 =3)               | Kramnik, Adams, Topalov, J. Polgar, Anand, Nikolic, Chirov         | Ivantchouk               | 1er : Kasparov avec 1 point d'avance 2e : Kramnik (7,5 / 11) ; 3e : Adams                              |
| 1998 | 3e-4e                    | 6,5 / 12                 | (+1 =11)                 | Anand                                                              |                          | 1er : Anand (7,5 / 12) ; 2e : Chirov ; 3e-4e : Kramnik                                                 |
| 1999 | Vainqueur                | 10,5 / 14                | (+7 =7)                  | Anand, Topalov, Svidler, Ivantchouk (2 fois) et Adams (2 fois)     |                          | 1er : Kasparov avec 2,5 points d'avance 2e-3e : Kramnik et Anand (8 / 14)                              |
| 2000 | Covainqueur avec Kramnik | 6 / 10                   | (+2 =8)                  | Anand et Chirov                                                    |                          | 1er-2e : Kramnik 3e-6e : quatre autres joueurs (4,5 / 10)                                              |
| 2001 | Vainqueur                | 7,5 / 10                 | (+5 =5)                  | Karpov, Chirov, Leko et Grichtchouk (2 fois)                       |                          | 1er : Kasparov avec 3 points d'avance 2e-6e : cinq autres joueurs (4,5 / 10)                           |
| 2002 | Vainqueur                | 8 / 12                   | (+4 =8)                  | Ponomariov, Adams, Chirov et Vallejo Pons                          |                          | 1er : Kasparov avec 1,5 point d'avance 2e : Ponomariov (6,5 / 12) ; 3e-5e : Ivantchouk, Anand et Adams |
| 2003 | 3e-4e                    | 6,5 / 12                 | (+2 –1 =9)               | Anand, Ponomariov                                                  | Radjabov                 | 1er-2e : Leko et Kramnik (7 / 12), 3e-4e : Anand                                                       |
| 2004 | 2e-3e                    | 6,5 / 12                 | (+1 =11)                 | Vallejo Pons                                                       |                          | 1er : Kramnik (7 / 12) ; 2e-3e : Leko                                                                  |
| 2005 | Vainqueur                | 8 / 12                   | (+5 –1 =6)               | Adams (2 fois), Kazhimdzanov, et Vallejo Pons (2 fois)             | Topalov                  | Vainqueur au départage devant Topalov 2e : Topalov ; 3e : Anand (6,5 / 12)                             |
| Total | Neuf victoires           | 113,5 / 168 (+66 –7 =95) | 113,5 / 168 (+66 –7 =95) | 113,5 / 168 (+66 –7 =95)                                           | 113,5 / 168 (+66 –7 =95) | |

### Compétitions par équipes

#### Olympiades d'échecs
À chaque participation de Kasparov aux olympiades, son équipe remporte la médaille d'or par équipes.
| Année | Lieu          | Échiquier                      | Classement individuel                         | Score                 | Défaites                 | Composition de l'équipe d'URSS ou de Russie                                      |
| --- | ------------- | ------------------------------ | --------------------------------------------- | --------------------- | ------------------------ | -------------------------------------------------------------------------------- |
| 1980 | Malte         | 2e remplaçant                  | médaille de bronze                            | 9,5 / 12 (+8 –1 =3)   | Krum Georgiev (Bulgarie) | Karpov, Polougaïevski, Tal, Geller ; réserve : Balachov et Kasparov              |
| 1982 | Lucerne       | deuxième échiquier             | médaille de bronze                            | 8,5 / 11 (+6 =5)      |                          | Karpov, Kasparov, Polougaïevski, Beliavski ; réserve : Tal et Youssoupov         |
| En 1984, Kasparov et Karpov disputaient leur premier match marathon. |               |                                |                                               |                       |                          |                                                                                  |
| 1986 | Dubaï         | premier échiquier de l'URSS    | médaille d'or, meilleure performance Elo      | 8,5 / 11 (+7, −1, =3) | Seirawan (États-Unis)    | Kasparov, Karpov, Youssoupov, Sokolov ; réserve : Vaganian et Tsechkovski.       |
| 1988 | Thessalonique | premier échiquier de l'URSS    | médaille d'or, meilleure performance Elo      | 8,5 / 10 (+7 =3)      |                          | Kasparov, Karpov, Youssoupov, Beliavski ; réserve : Ehlvest et Ivantchouk.       |
| En 1990, Kasparov et Karpov disputaient leur cinquième et dernier match. À partir de 1992, Kasparov conduisit l'équipe de Russie à la victoire sans la participation de Karpov. |               |                                |                                               |                       |                          |                                                                                  |
| 1992 | Manille       | premier échiquier de la Russie | médaille d'or, 2e meilleure performance Elo   | 8,5 / 10 (+7 =3)      |                          | Kasparov, Khalifman, Dolmatov, Dreïev ; réserve : Kramnik et Vyjmanavine.        |
| 1994 | Moscou        | premier échiquier de la Russie | 17e                                           | 6,5 / 10 (+4 –1 =5)   | Topalov (Bulgarie)       | Kasparov, Kramnik, Bareïev, Dreïev ; réserve : Tiviakov et Svidler.              |
| 1996 | Erevan        | premier échiquier de la Russie | meilleure performance Elo, médaille d'argent  | 7 / 9 (+5 =4)         |                          | Kasparov, Kramnik, Dreïev, Svidler ; réserve : Bareïev et Roublevski.            |
| En 2000, Kasparov et Kramnik disputaient leur match de championnat du monde. |               |                                |                                               |                       |                          |                                                                                  |
| 2002 | Bled          | premier échiquier de la Russie | meilleure performance Elo 4e au 1er échiquier | 7,5 / 9 (+6 =3)       |                          | Kasparov, Grichtchouk, Khalifman, Morozevitch ; réserve : Svidler et Roublevski. |

#### Matchs URSS (ou Russie) contre le Reste du monde
Lors du match URSS - Reste du monde de 1984 à Londres, Kasparov bat Jan Timman 2,5 à 1,5 (une victoire et trois nulles).
En décembre 1988, il participe à un match de bienfaisance URSS - Reste du monde, disputé en parties rapides à Madrid. Il marque 5,5 points sur 8 (+3 =5) et l'URSS (sans Karpov) remporte le match.
En 2002, un match Russie - Reste du monde est organisé à Moscou en parties rapides. Kasparov finit avec un score négatif : 4 points sur 10 (+1 –3 =6) et l'équipe de Russie perd le match.

#### Championnats d'Europe par équipe
Kasparov ne participe que deux fois au championnat d'Europe d'échecs des nations : en 1980, à Skara, en Suède, il est deuxième remplaçant dans l'équipe d'URSS emmenée par Anatoli Karpov et il marque 5,5 points sur 6. En 1992, au premier échiquier de la Russie, il marque 6 points sur 8 (+4 =4). Kasparov remporte à chaque fois la médaille d'or par équipe et une médaille d'or individuelle. En 1992, il réalise la deuxième meilleure performance Elo du championnat d'Europe derrière Vladimir Kramnik qui jouait au troisième échiquier.

#### Championnats inter-clubs

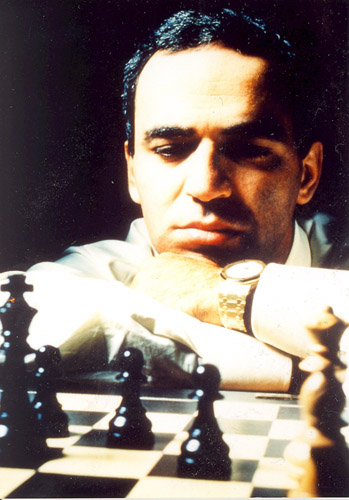
Portrait publicitaire de Kasparov en 1996 pour la marque de montres de luxe Audemars Piguet, dont il fut l’ambassadeur à cette période.

##### Championnat d'Azerbaïdjan par équipes
- 1977 : Bakou : 4 / 6 (+2 =4)

##### Coupe d'URSS par équipes
- 1982 : Kislovodsk, deuxième échiquier du Spartak : 4 / 7 (+3 −2 =2)

##### Championnat de France par équipes
En 1993, Garry Kasparov, alors champion du monde d'échecs rejoint le club d'échecs La Dame Blanche d'Auxerre, affilié à l'Association de la jeunesse auxerroise (AJA). Le club, qui participe au championnat de France par équipes (Nationale 1), espère remporter le titre avec l'aide de Kasparov. Depuis 1975, le club a gravi les échelons du championnat, mais en raison de la faible population de la ville d'Auxerre, il a dû renforcer son équipe avec des joueurs extérieurs. Kasparov est vu comme un atout pour promouvoir les échecs auprès des jeunes locaux.
- 1993 : Auxerre, premier échiquier d'Auxerre : 3 / 4 (+2 =2) (le championnat est remporté par Lyon)

##### Coupe d'Europe des clubs
- 1994 : Lyon, premier échiquier du Bosna Sarajevo : 1,5 / 3 (+1 −1 =1) (Sarajevo et Lyon partagèrent la coupe)
- 1995 : Ljubljana, premier échiquier du Bosna Sarajevo : 1,5 / 2 (+1 =1)
- 2003 : Réthymnon, premier échiquier du Ladya Kazan : 4,5 / 6 (+4 −1 =1)[109]
- 2004 : Çeşme (province d'Izmir), premier échiquier du Max Ven Ekaterinburg : 3,5 / 7 (+1 −1 =5)

### Compétitions blitz et rapides

#### Années 1970
En octobre ou novembre 1975, à douze ans, Kasparov remporte la coupe de Bakou en parties rapides. La victoire est relatée dans l'hebdomadaire de Moscou 64.
Le 27 décembre 1978, à Tbilissi, il dispute un match amical en blitz contre Mikhaïl Tal, match terminé par l'égalité 7 à 7.

#### 1983 à 1996
De 1990 à 1995, Kasparov remporta quatre fois le tournoi rapide de Paris (coupe Immopar ou grand prix Intel) et perd une finale (en 1991).
En 1994, il termina premier-deuxième, ex æquo avec Vladimir Kramnik, du Grand Prix Intel 1994 rapide. Le tournoi de Paris comptait double, mais Kramnik fut déclaré vainqueur du grand prix 1994 au départage.
| Année | vainqueur ou ex-æquo | Autres tournois |
| ----- | --- | --- |
| 1983  | Herceg Novi (tournoi blitz) : 13,5 / 16 (+12 −1 =3) (devant Kortchnoï, Tal, Ljubojević, Timman et Spassky)                                                                                               | |
| 1987  | (Londres) Match rapide télévisé contre Short : +4 −2Bruxelles : 17 / 22 (devant Timman, Ljubojević et Karpov) (championnat du monde de blitz officieux)(Bruxelles) Match blitz contre Timman : 1,5 - 0,5 | |
| 1988  | Match semi-rapide (1h) contre Hort (Cologne) : 2,5–0,5Madrid (tournoi rapide) (1er-3e) : 5,5 / 8 (+3 =5) (match-tournoi URSS - Reste du monde)                                                           | Championnat du monde de blitz (Saint-Jean) : éliminé en quart de finale par Kiril Georgiev, 3 à 1. |
| 1989  | (New York) Match rapide contre Kamsky : 2-0 | Londres (championnat d'Europe rapide Infolink) (éliminé en demi-finale par Speelman : 0-1) |
| 1990  | Paris (tournoi rapide), finale contre Short : +2 −1 | |
| 1991  | | Paris (tournoi rapide), finale perdue 0,5–1,5 contre Timman |
| 1992  | Moscou (tournoi blitz préolympique) : 11,5 / 14 (devant Bareïev, Tal, Dolmatov et Smyslov)Paris (tournoi rapide, finale contre Anand, +3 −1)Match tv contre Hübner : rapide 1,5–0,5 et blitz : 1,5–0,5   | |
| 1993  | (Londres) Exhibition rapide contre Short (4-0) | (Londres) Exhibition rapide thématique contre Short (+0 −1 =2) |
| 1994  | Munich (tournoi blitz) : 12,5 / 17 (ex æquo avec Fritz 3) (Munich) Match de départage contre Fritz 3 gagné 4 - 1Grand prix PCA - Intel (rapide) Paris : 8 / 9 (rapide, finale contre Nikolic, 2-0)       | Grand prix PCA - Intel (rapide) Moscou (avril) : éliminé au 2e tour par Kramnik (0,5-1,5) New York : 6 / 8 (finale perdue 0,5 - 1,5 contre Kramnik) Londres (août) : éliminé au 1er tour (8e de finale) par le programme Genius 2 (0,5-1,5) |
| 1995  | Reykjavik (rapide, TV) : 2,5 / 3Grand Prix PCA - Intel (rapide) New York : 7 / 9 (finale contre Ivantchouk, 2-0) Paris : 8,5 / 10 (finale contre Kramnik: 2,5-1,5)                                       | Grand Prix PCA - Intel (rapide) Moscou : 3,5 / 6 (demi-finale contre Anand, 0,5 - 1,5) |
| 1996  | | Grand Prix PCA - Crédit suisse (rapide) Moscou : 7 / 11 (finale perdue contre Kramnik, +0 −1 =3) Genève : 6,5 / 10 (finale perdue contre Anand, +1 −2 =2)                                                                                   |

#### Depuis 1998
| Année | vainqueur ou ex-æquo | Autres tournois |
| ----- | --- | --- |
| 1998  | (Sofia) Match contre Topalov (rapide) : 4–0(Leon) Match rapide (60 min) Advanced Chess avec ordinateur contre Topalov : 3-3 (+2 −2 =2) (départage en blitz sans ordinateur gagné 2,5-1,5)(Moscou) Match contre Kramnik (blitz) : 12 - 12 (+7 −7 =10) | Francfort (tournoi rapide) (3e-4e derrière Anand et Kramnik) : 2,5 / 6 (+1 −2 =3) (3e après un départage blitz gagné contre Ivantchouk, +1 =3) |
| 1999  | Wijk aan Zee (tournoi blitz) : 10,5 / 13 (+9 −1 =3) (devant Anand, Kramnik, Ivantchouk et Topalov)Francfort (tournoi rapide à quatre) : 7,5 / 12 (+3 =9) (Kasparov marqua 2,5–1,5 contre Anand, Karpov et Kramnik) | |
| 2000  | Kópavogur (Islande, rapide) : 4,5 / 5 (finale contre Anand, +2 =2, après départage blitz) | Grand Prix KasparovChess (2e) (rapide sur Internet) (finale perdue contre Jeroen Piket : +0 −2 =8)Francfort (tournoi rapide à deux tours et six joueurs) (2e derrière Anand et devant Kramnik) : 6 / 10 (+3 −1 =6)                                                                      |
| 2001  | Coupe du monde rapide, Cannes : 5,5 / 7 en poule qualificative Phase éliminatoire : 6 / 8 (finale contre Bareïev : 1,5–0,5)(Londres) Match exhibition rapide avec handicap contre Terence Chapman : 2,5-1,5 (+2 −1 =1) (Batoumi) Match rapide Europe-Asie : 11 / 12(Moscou, mémorial Botvinnik) Match contre Kramnik 2 - 2 en parties lentes et 3 - 3 (+1 −1 =4) en parties rapides 6,5 - 3,5 (+4 −1 =5) en blitz | Tournoi de Zurich (jubilé Kortchnoï) (tournoi anniversaire de Kortchnoï semi-rapide, 70 min) Tournoi préliminaire : 4,5 / 5 ; phase éliminatoire : 3,5 / 6 (finale perdue contre Kramnik, +0 −1 =1)                                                                                     |
| 2002  | Grand prix FIDE rapide (Moscou) : 9,5 / 12 (finale contre Radjabov, 1,5–0,5) (Kasparov élimina Grichtchouk, Lautier, Ehlvest et Khalifman) | Prague (trophée Eurotel rapide) : bat G. Milos et J. Polgar Kasparov est éliminé en quart de finale par Ivantchouk lors du dernier blitz de départage.Tournoi-match rapide Russie-Reste du Monde (Moscou) : 4 / 10 (+1 −3 =6)(New York) Match rapide contre Karpov : 1,5–2,5 (+1 −2 =1) |
| 2003  | (Panormos) Match rapide contre Azmaïparachvili (2-0) | |
| 2004  | Reykjavik (tournoi rapide, finale contre Short, +1 =1) | Reykjavik (tournoi préliminaire en blitz) (2e après Aroninan) : 12 / 15 |
|       | | |
| 2006  | Tournoi blitz de Zurich (ex-æquo avec Karpov) | |
|       | | |
| 2009  | (Valence) Match rapide et blitz contre Karpov : 9 - 3 (+3 −1, rapide) et (6 à 2, blitz) | |
|       | | |
| 2011  | (Clichy) Match blitz contre Vachier-Lagrave : 1,5 – 0,5(Louvain) Match blitz contre Short : 4,5 – 3,5 | |
| 2012  | (Montagne de la Table) Match rapide contre Marcel Roberts : 2 - 0 | |
|       | | |
| 2014  | (Tokyo) Match rapide contre Yoshiharu Habu : 2-0 | |
| 2015  | (Saint-Louis) Match contre Short : 8,5 - 1,5 (+1, =1, rapide) et (+7, –1 en blitz) | |
| 2016  | | Saint-Louis (blitz challenge, 3e sur 4 joueurs) : 9,5 / 18 (tournoi à six tours remporté par Nakamura devant So) |
| 2017  | | Saint-Louis (rapide et blitz, 8e sur 10 joueurs) : 16 / 36 (victoire de Aronian devant Nakamura et Kariakine) |

### Simultanées à la pendule contre des équipes nationales ou de club

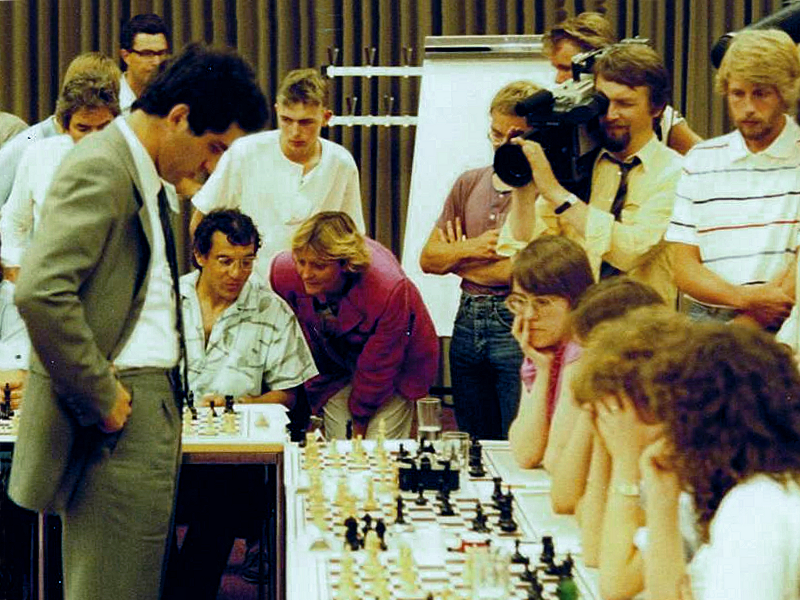
Simultanée de Kasparov à Hambourg en juin 1985.

- 1984 (30 juin[117] ou 1er juillet[118]) : partie simultanée à la pendule à Londres
  - contre les cinq meilleurs juniors américains (dont I. Gourevitch et Wolff) par télévision satellite, gagnée : 5-0
  - contre les cinq meilleurs juniors anglais (dont Adams et Conquest) à Londres, gagnée : 3,5 - 1,5 (+2, =3)
- 1984 (juillet) : simultanée contre une équipe espagnole (avec Illescas) à Barcelone, gagnée : 5 - 2 (+3 =4)
- 1985 (23 décembre) : simultanée à la pendule contre le club HSK de Hambourg (avec Chandler et Wahls), perdue : 3,5 - 4,5 (+2, −3, =3)
- 1986 (24 mai) : simultanée à la pendule contre l'équipe junior de RFA à Francfort, gagnée : 6,5 - 1,5 (+5 =3)
- 1987 (13 février) : simultanée à la pendule contre le club HSK de Hambourg, gagnée : 7 - 1 (+6 =2)
- 1987 (mai) : simultanée à la pendule contre l'équipe de Suisse (sans Kortchnoï) à Zurich, gagnée : 5,5 - 0,5 (+5 =1)
- 1988 (février) : simultanée à la pendule contre l'équipe junior des États-Unis à New York, gagnée : 4 - 2 (+3, −1, =2)
- 1988 (décembre) : simultanée à la pendule contre une équipe française (sans Rénet ni Lautier) à Évry, gagnée : 4,5 - 1,5 (+4, −1, =1)
- 1989 (9 juin) : simultanée à la pendule contre l'équipe de France (avec Rénet et Kouatly) à Évry, gagnée : 4,5 - 1,5 (+3 =3)
- 1992 (19 janvier) : simultanée à la pendule contre l'équipe d'Allemagne à Baden-Baden, gagnée : 3 - 1 (+2 =2)
- 1992 (octobre) : deux simultanées à la pendule (une avec les Blancs et une avec les Noirs) contre l'équipe d'Argentine à Buenos Aires, gagnées : 4 - 2 (+3, −1, =2) et 5 - 1 (+4 =2)
- 1993 (novembre ou décembre) : simultanée à la pendule contre une équipe du Pérou (sans Julio Granda) à Lima, gagnée : 5,5 - 0,5 (+5, =1)
- 1996 (janvier) : simultanée à la pendule contre l'équipe du Brésil à Rio de Janeiro, gagnée : 5 - 1 (+4, =2)
- 1997 (septembre) : deux simultanées à la pendule (une avec les Blancs et une avec les Noirs) contre l'équipe d'Argentine à Buenos Aires, gagnées : 4,5 - 1,5 (+3 =3) et 4 -2 (+3, −1 =2)
- 1998 (mai) : deux simultanées à la pendule contre l'équipe d'Israël à Tel Aviv, gagnées : 7 - 1 (+2, =2 et +4, =0)
- 2001 (juin) : simultanée à la pendule contre l'équipe des Îles Féroé à Torshavn, gagnée : 5 - 1 (+4 =2)
- 2001 (18 et 20 octobre) : deux simultanées à la pendule contre l'équipe de République tchèque à Prague, gagnées : 2,5 - 1,5 (+2, −1, =1) et 3 - 1 (+2, =2)

## Style échiquéen

### Un«joueur-chercheur»
Garry Kasparov est connu pour sa préparation très pointue des ouvertures. Il reste encore considéré comme le meilleur joueur de tous les temps sur ce plan ; son successeur actuel, Magnus Carlsen, gagnant plutôt ses parties grâce à ses dons en finale et son opiniâtreté dans les situations compromises. Il dispose d'une mémoire considérée comme « sidérante ».
La capacité de Kasparov à produire des nouveautés théoriques, qui n'étaient pas seulement de simples améliorations mais renversaient l'analyse d'une position en faveur de l'autre camp, était remarquable. Le considérant comme son plus digne héritier, Mikhaïl Botvinnik, le « père » de l'école d'échecs soviétique, a qualifié Kasparov de « joueur-chercheur ». Un exemple notable est la 10e partie du championnat du monde d'échecs 1995 jouée avec les Blancs par Kasparov contre Viswanathan Anand (voir plus bas dans la section « Parties remarquables »). Après avoir étudié l'ouverture, au 15e coup, Kasparov offre une tour pour obtenir une attaque gagnante.

### Répertoire d'ouvertures
Voici le répertoire d'ouvertures de Kasparov à l'apogée de sa gloire :
- Après 1: e4 :
  - Avec les Blancs :
    - partie espagnole, partie écossaise et gambit Evans contre les débuts ouverts ;
    - attaque anglaise contre la variante Najdorf ;

  - Avec les Noirs :
    - défense sicilienne (variante Najdorf, variante du dragon et variante de Scheveningue) ;
    - défense Caro-Kann dans sa jeunesse ;
- Après 1. d4 :
  - Avec les Noirs :
    - défense Grünfeld (sa défense fétiche) ;
    - gambit dame refusé (variante Tartakover et défense Tarrasch, variante Tchebanenko de la défense slave) ;
    - défense est-indienne ;
    - occasionnellement : gambit dame accepté, défense nimzo-indienne[122]

  - Avec les Blancs :
    - variante d'échange du gambit dame refusé ;
    - 4. Dc2 (variante classique) et 4. Cf3 (variante Kasparov) contre la défense nimzo-indienne ;
    - variante d'échange moderne contre la défense Grünfeld ;
    - variante Taïmanov contre la défense Benoni moderne.
- 1. c4 (ouverture anglaise) avec les Blancs et système du hérisson avec les Noirs.

Toutefois, le répertoire d'ouvertures de Kasparov sur l'ouverture du pion roi ne sert plus toujours de modèle aux joueurs de l'élite mondiale (une importante exception étant l'attaque anglaise contre la variante Najdorf) ; en effet, ces derniers redoutent à l'heure actuelle les préparations assistées par ordinateur. La défense berlinoise, qui a permis à Vladimir Kramnik de ravir la couronne mondiale à Kasparov en 2000 — ce dernier n'ayant remporté aucune victoire — est toujours très en vogue. Quant aux joueurs moyens, leur absence de capacités de mémorisation de longues lignes forcées rend les ouvertures pratiquées par Kasparov loin d'être idéales dans leur cas.

### Parties remarquables

#### Karpov-Kasparov, Moscou, 1985, partie 16
Dans cette partie, Kasparov parvient à placer un cavalier dominant (surnommé « cavalier-pieuvre » par Raymond Keene) en d3.
L'Informateur d'échecs no 68, paru en 1996, a choisi la 16e partie du match de Championnat du monde de 1985 entre Anatoli Karpov et Kasparov (avec les Noirs), comme la meilleure partie publiée lors des 30 premières années de la revue (1967–1996). Nicolas Giffard a considéré qu'il s'agissait de « la plus belle victoire » de Kasparov contre Karpov.

#### Kasparov-Karpov, Lyon, 1990, partie 20
En finale du championnat du monde, au bout de 19 parties, Kasparov menait d'un point face à Karpov. Il conforta son avantage grâce à une attaque ambitieuse sur l'aile roi adverse, qui s'acheva par un spectaculaire sacrifice de dame.

#### Kasparov-Anand, Linares, 1993, ronde 9
Dans cette partie jouée lors du tournoi de Linares en 1993, les fous sont de couleurs opposés, et Kasparov parvient à forcer la défense des blancs.
|   | a | b | c | d | e | f | g | h |   |
| 8 | Roi noir sur case blanche g8 · Pion noir sur case blanche b7 · Tour noire sur case blanche d7 · Pion noir sur case blanche f7 · Pion noir sur case noire g7 · Dame noire sur case noire f6 · Pion noir sur case blanche g6 · Pion noir sur case noire a5 · Pion noir sur case noire c5 · Fou blanc sur case blanche d5 · Pion blanc sur case blanche a4 · Fou noir sur case noire b4 · Pion blanc sur case blanche e4 · Cavalier noir sur case noire f4 · Dame blanche sur case blanche b3 · Tour blanche sur case blanche d3 · Fou blanc sur case noire e3 · Pion blanc sur case blanche h3 · Pion blanc sur case noire b2 · Pion blanc sur case noire f2 · Pion blanc sur case blanche g2 · Roi blanc sur case noire g1 | Roi noir sur case blanche g8 · Pion noir sur case blanche b7 · Tour noire sur case blanche d7 · Pion noir sur case blanche f7 · Pion noir sur case noire g7 · Dame noire sur case noire f6 · Pion noir sur case blanche g6 · Pion noir sur case noire a5 · Pion noir sur case noire c5 · Fou blanc sur case blanche d5 · Pion blanc sur case blanche a4 · Fou noir sur case noire b4 · Pion blanc sur case blanche e4 · Cavalier noir sur case noire f4 · Dame blanche sur case blanche b3 · Tour blanche sur case blanche d3 · Fou blanc sur case noire e3 · Pion blanc sur case blanche h3 · Pion blanc sur case noire b2 · Pion blanc sur case noire f2 · Pion blanc sur case blanche g2 · Roi blanc sur case noire g1 | Roi noir sur case blanche g8 · Pion noir sur case blanche b7 · Tour noire sur case blanche d7 · Pion noir sur case blanche f7 · Pion noir sur case noire g7 · Dame noire sur case noire f6 · Pion noir sur case blanche g6 · Pion noir sur case noire a5 · Pion noir sur case noire c5 · Fou blanc sur case blanche d5 · Pion blanc sur case blanche a4 · Fou noir sur case noire b4 · Pion blanc sur case blanche e4 · Cavalier noir sur case noire f4 · Dame blanche sur case blanche b3 · Tour blanche sur case blanche d3 · Fou blanc sur case noire e3 · Pion blanc sur case blanche h3 · Pion blanc sur case noire b2 · Pion blanc sur case noire f2 · Pion blanc sur case blanche g2 · Roi blanc sur case noire g1 | Roi noir sur case blanche g8 · Pion noir sur case blanche b7 · Tour noire sur case blanche d7 · Pion noir sur case blanche f7 · Pion noir sur case noire g7 · Dame noire sur case noire f6 · Pion noir sur case blanche g6 · Pion noir sur case noire a5 · Pion noir sur case noire c5 · Fou blanc sur case blanche d5 · Pion blanc sur case blanche a4 · Fou noir sur case noire b4 · Pion blanc sur case blanche e4 · Cavalier noir sur case noire f4 · Dame blanche sur case blanche b3 · Tour blanche sur case blanche d3 · Fou blanc sur case noire e3 · Pion blanc sur case blanche h3 · Pion blanc sur case noire b2 · Pion blanc sur case noire f2 · Pion blanc sur case blanche g2 · Roi blanc sur case noire g1 | Roi noir sur case blanche g8 · Pion noir sur case blanche b7 · Tour noire sur case blanche d7 · Pion noir sur case blanche f7 · Pion noir sur case noire g7 · Dame noire sur case noire f6 · Pion noir sur case blanche g6 · Pion noir sur case noire a5 · Pion noir sur case noire c5 · Fou blanc sur case blanche d5 · Pion blanc sur case blanche a4 · Fou noir sur case noire b4 · Pion blanc sur case blanche e4 · Cavalier noir sur case noire f4 · Dame blanche sur case blanche b3 · Tour blanche sur case blanche d3 · Fou blanc sur case noire e3 · Pion blanc sur case blanche h3 · Pion blanc sur case noire b2 · Pion blanc sur case noire f2 · Pion blanc sur case blanche g2 · Roi blanc sur case noire g1 | Roi noir sur case blanche g8 · Pion noir sur case blanche b7 · Tour noire sur case blanche d7 · Pion noir sur case blanche f7 · Pion noir sur case noire g7 · Dame noire sur case noire f6 · Pion noir sur case blanche g6 · Pion noir sur case noire a5 · Pion noir sur case noire c5 · Fou blanc sur case blanche d5 · Pion blanc sur case blanche a4 · Fou noir sur case noire b4 · Pion blanc sur case blanche e4 · Cavalier noir sur case noire f4 · Dame blanche sur case blanche b3 · Tour blanche sur case blanche d3 · Fou blanc sur case noire e3 · Pion blanc sur case blanche h3 · Pion blanc sur case noire b2 · Pion blanc sur case noire f2 · Pion blanc sur case blanche g2 · Roi blanc sur case noire g1 | Roi noir sur case blanche g8 · Pion noir sur case blanche b7 · Tour noire sur case blanche d7 · Pion noir sur case blanche f7 · Pion noir sur case noire g7 · Dame noire sur case noire f6 · Pion noir sur case blanche g6 · Pion noir sur case noire a5 · Pion noir sur case noire c5 · Fou blanc sur case blanche d5 · Pion blanc sur case blanche a4 · Fou noir sur case noire b4 · Pion blanc sur case blanche e4 · Cavalier noir sur case noire f4 · Dame blanche sur case blanche b3 · Tour blanche sur case blanche d3 · Fou blanc sur case noire e3 · Pion blanc sur case blanche h3 · Pion blanc sur case noire b2 · Pion blanc sur case noire f2 · Pion blanc sur case blanche g2 · Roi blanc sur case noire g1 | Roi noir sur case blanche g8 · Pion noir sur case blanche b7 · Tour noire sur case blanche d7 · Pion noir sur case blanche f7 · Pion noir sur case noire g7 · Dame noire sur case noire f6 · Pion noir sur case blanche g6 · Pion noir sur case noire a5 · Pion noir sur case noire c5 · Fou blanc sur case blanche d5 · Pion blanc sur case blanche a4 · Fou noir sur case noire b4 · Pion blanc sur case blanche e4 · Cavalier noir sur case noire f4 · Dame blanche sur case blanche b3 · Tour blanche sur case blanche d3 · Fou blanc sur case noire e3 · Pion blanc sur case blanche h3 · Pion blanc sur case noire b2 · Pion blanc sur case noire f2 · Pion blanc sur case blanche g2 · Roi blanc sur case noire g1 | 8 |
| 7 | Roi noir sur case blanche g8 · Pion noir sur case blanche b7 · Tour noire sur case blanche d7 · Pion noir sur case blanche f7 · Pion noir sur case noire g7 · Dame noire sur case noire f6 · Pion noir sur case blanche g6 · Pion noir sur case noire a5 · Pion noir sur case noire c5 · Fou blanc sur case blanche d5 · Pion blanc sur case blanche a4 · Fou noir sur case noire b4 · Pion blanc sur case blanche e4 · Cavalier noir sur case noire f4 · Dame blanche sur case blanche b3 · Tour blanche sur case blanche d3 · Fou blanc sur case noire e3 · Pion blanc sur case blanche h3 · Pion blanc sur case noire b2 · Pion blanc sur case noire f2 · Pion blanc sur case blanche g2 · Roi blanc sur case noire g1 | Roi noir sur case blanche g8 · Pion noir sur case blanche b7 · Tour noire sur case blanche d7 · Pion noir sur case blanche f7 · Pion noir sur case noire g7 · Dame noire sur case noire f6 · Pion noir sur case blanche g6 · Pion noir sur case noire a5 · Pion noir sur case noire c5 · Fou blanc sur case blanche d5 · Pion blanc sur case blanche a4 · Fou noir sur case noire b4 · Pion blanc sur case blanche e4 · Cavalier noir sur case noire f4 · Dame blanche sur case blanche b3 · Tour blanche sur case blanche d3 · Fou blanc sur case noire e3 · Pion blanc sur case blanche h3 · Pion blanc sur case noire b2 · Pion blanc sur case noire f2 · Pion blanc sur case blanche g2 · Roi blanc sur case noire g1 | Roi noir sur case blanche g8 · Pion noir sur case blanche b7 · Tour noire sur case blanche d7 · Pion noir sur case blanche f7 · Pion noir sur case noire g7 · Dame noire sur case noire f6 · Pion noir sur case blanche g6 · Pion noir sur case noire a5 · Pion noir sur case noire c5 · Fou blanc sur case blanche d5 · Pion blanc sur case blanche a4 · Fou noir sur case noire b4 · Pion blanc sur case blanche e4 · Cavalier noir sur case noire f4 · Dame blanche sur case blanche b3 · Tour blanche sur case blanche d3 · Fou blanc sur case noire e3 · Pion blanc sur case blanche h3 · Pion blanc sur case noire b2 · Pion blanc sur case noire f2 · Pion blanc sur case blanche g2 · Roi blanc sur case noire g1 | Roi noir sur case blanche g8 · Pion noir sur case blanche b7 · Tour noire sur case blanche d7 · Pion noir sur case blanche f7 · Pion noir sur case noire g7 · Dame noire sur case noire f6 · Pion noir sur case blanche g6 · Pion noir sur case noire a5 · Pion noir sur case noire c5 · Fou blanc sur case blanche d5 · Pion blanc sur case blanche a4 · Fou noir sur case noire b4 · Pion blanc sur case blanche e4 · Cavalier noir sur case noire f4 · Dame blanche sur case blanche b3 · Tour blanche sur case blanche d3 · Fou blanc sur case noire e3 · Pion blanc sur case blanche h3 · Pion blanc sur case noire b2 · Pion blanc sur case noire f2 · Pion blanc sur case blanche g2 · Roi blanc sur case noire g1 | Roi noir sur case blanche g8 · Pion noir sur case blanche b7 · Tour noire sur case blanche d7 · Pion noir sur case blanche f7 · Pion noir sur case noire g7 · Dame noire sur case noire f6 · Pion noir sur case blanche g6 · Pion noir sur case noire a5 · Pion noir sur case noire c5 · Fou blanc sur case blanche d5 · Pion blanc sur case blanche a4 · Fou noir sur case noire b4 · Pion blanc sur case blanche e4 · Cavalier noir sur case noire f4 · Dame blanche sur case blanche b3 · Tour blanche sur case blanche d3 · Fou blanc sur case noire e3 · Pion blanc sur case blanche h3 · Pion blanc sur case noire b2 · Pion blanc sur case noire f2 · Pion blanc sur case blanche g2 · Roi blanc sur case noire g1 | Roi noir sur case blanche g8 · Pion noir sur case blanche b7 · Tour noire sur case blanche d7 · Pion noir sur case blanche f7 · Pion noir sur case noire g7 · Dame noire sur case noire f6 · Pion noir sur case blanche g6 · Pion noir sur case noire a5 · Pion noir sur case noire c5 · Fou blanc sur case blanche d5 · Pion blanc sur case blanche a4 · Fou noir sur case noire b4 · Pion blanc sur case blanche e4 · Cavalier noir sur case noire f4 · Dame blanche sur case blanche b3 · Tour blanche sur case blanche d3 · Fou blanc sur case noire e3 · Pion blanc sur case blanche h3 · Pion blanc sur case noire b2 · Pion blanc sur case noire f2 · Pion blanc sur case blanche g2 · Roi blanc sur case noire g1 | Roi noir sur case blanche g8 · Pion noir sur case blanche b7 · Tour noire sur case blanche d7 · Pion noir sur case blanche f7 · Pion noir sur case noire g7 · Dame noire sur case noire f6 · Pion noir sur case blanche g6 · Pion noir sur case noire a5 · Pion noir sur case noire c5 · Fou blanc sur case blanche d5 · Pion blanc sur case blanche a4 · Fou noir sur case noire b4 · Pion blanc sur case blanche e4 · Cavalier noir sur case noire f4 · Dame blanche sur case blanche b3 · Tour blanche sur case blanche d3 · Fou blanc sur case noire e3 · Pion blanc sur case blanche h3 · Pion blanc sur case noire b2 · Pion blanc sur case noire f2 · Pion blanc sur case blanche g2 · Roi blanc sur case noire g1 | Roi noir sur case blanche g8 · Pion noir sur case blanche b7 · Tour noire sur case blanche d7 · Pion noir sur case blanche f7 · Pion noir sur case noire g7 · Dame noire sur case noire f6 · Pion noir sur case blanche g6 · Pion noir sur case noire a5 · Pion noir sur case noire c5 · Fou blanc sur case blanche d5 · Pion blanc sur case blanche a4 · Fou noir sur case noire b4 · Pion blanc sur case blanche e4 · Cavalier noir sur case noire f4 · Dame blanche sur case blanche b3 · Tour blanche sur case blanche d3 · Fou blanc sur case noire e3 · Pion blanc sur case blanche h3 · Pion blanc sur case noire b2 · Pion blanc sur case noire f2 · Pion blanc sur case blanche g2 · Roi blanc sur case noire g1 | 7 |
| 6 | Roi noir sur case blanche g8 · Pion noir sur case blanche b7 · Tour noire sur case blanche d7 · Pion noir sur case blanche f7 · Pion noir sur case noire g7 · Dame noire sur case noire f6 · Pion noir sur case blanche g6 · Pion noir sur case noire a5 · Pion noir sur case noire c5 · Fou blanc sur case blanche d5 · Pion blanc sur case blanche a4 · Fou noir sur case noire b4 · Pion blanc sur case blanche e4 · Cavalier noir sur case noire f4 · Dame blanche sur case blanche b3 · Tour blanche sur case blanche d3 · Fou blanc sur case noire e3 · Pion blanc sur case blanche h3 · Pion blanc sur case noire b2 · Pion blanc sur case noire f2 · Pion blanc sur case blanche g2 · Roi blanc sur case noire g1 | Roi noir sur case blanche g8 · Pion noir sur case blanche b7 · Tour noire sur case blanche d7 · Pion noir sur case blanche f7 · Pion noir sur case noire g7 · Dame noire sur case noire f6 · Pion noir sur case blanche g6 · Pion noir sur case noire a5 · Pion noir sur case noire c5 · Fou blanc sur case blanche d5 · Pion blanc sur case blanche a4 · Fou noir sur case noire b4 · Pion blanc sur case blanche e4 · Cavalier noir sur case noire f4 · Dame blanche sur case blanche b3 · Tour blanche sur case blanche d3 · Fou blanc sur case noire e3 · Pion blanc sur case blanche h3 · Pion blanc sur case noire b2 · Pion blanc sur case noire f2 · Pion blanc sur case blanche g2 · Roi blanc sur case noire g1 | Roi noir sur case blanche g8 · Pion noir sur case blanche b7 · Tour noire sur case blanche d7 · Pion noir sur case blanche f7 · Pion noir sur case noire g7 · Dame noire sur case noire f6 · Pion noir sur case blanche g6 · Pion noir sur case noire a5 · Pion noir sur case noire c5 · Fou blanc sur case blanche d5 · Pion blanc sur case blanche a4 · Fou noir sur case noire b4 · Pion blanc sur case blanche e4 · Cavalier noir sur case noire f4 · Dame blanche sur case blanche b3 · Tour blanche sur case blanche d3 · Fou blanc sur case noire e3 · Pion blanc sur case blanche h3 · Pion blanc sur case noire b2 · Pion blanc sur case noire f2 · Pion blanc sur case blanche g2 · Roi blanc sur case noire g1 | Roi noir sur case blanche g8 · Pion noir sur case blanche b7 · Tour noire sur case blanche d7 · Pion noir sur case blanche f7 · Pion noir sur case noire g7 · Dame noire sur case noire f6 · Pion noir sur case blanche g6 · Pion noir sur case noire a5 · Pion noir sur case noire c5 · Fou blanc sur case blanche d5 · Pion blanc sur case blanche a4 · Fou noir sur case noire b4 · Pion blanc sur case blanche e4 · Cavalier noir sur case noire f4 · Dame blanche sur case blanche b3 · Tour blanche sur case blanche d3 · Fou blanc sur case noire e3 · Pion blanc sur case blanche h3 · Pion blanc sur case noire b2 · Pion blanc sur case noire f2 · Pion blanc sur case blanche g2 · Roi blanc sur case noire g1 | Roi noir sur case blanche g8 · Pion noir sur case blanche b7 · Tour noire sur case blanche d7 · Pion noir sur case blanche f7 · Pion noir sur case noire g7 · Dame noire sur case noire f6 · Pion noir sur case blanche g6 · Pion noir sur case noire a5 · Pion noir sur case noire c5 · Fou blanc sur case blanche d5 · Pion blanc sur case blanche a4 · Fou noir sur case noire b4 · Pion blanc sur case blanche e4 · Cavalier noir sur case noire f4 · Dame blanche sur case blanche b3 · Tour blanche sur case blanche d3 · Fou blanc sur case noire e3 · Pion blanc sur case blanche h3 · Pion blanc sur case noire b2 · Pion blanc sur case noire f2 · Pion blanc sur case blanche g2 · Roi blanc sur case noire g1 | Roi noir sur case blanche g8 · Pion noir sur case blanche b7 · Tour noire sur case blanche d7 · Pion noir sur case blanche f7 · Pion noir sur case noire g7 · Dame noire sur case noire f6 · Pion noir sur case blanche g6 · Pion noir sur case noire a5 · Pion noir sur case noire c5 · Fou blanc sur case blanche d5 · Pion blanc sur case blanche a4 · Fou noir sur case noire b4 · Pion blanc sur case blanche e4 · Cavalier noir sur case noire f4 · Dame blanche sur case blanche b3 · Tour blanche sur case blanche d3 · Fou blanc sur case noire e3 · Pion blanc sur case blanche h3 · Pion blanc sur case noire b2 · Pion blanc sur case noire f2 · Pion blanc sur case blanche g2 · Roi blanc sur case noire g1 | Roi noir sur case blanche g8 · Pion noir sur case blanche b7 · Tour noire sur case blanche d7 · Pion noir sur case blanche f7 · Pion noir sur case noire g7 · Dame noire sur case noire f6 · Pion noir sur case blanche g6 · Pion noir sur case noire a5 · Pion noir sur case noire c5 · Fou blanc sur case blanche d5 · Pion blanc sur case blanche a4 · Fou noir sur case noire b4 · Pion blanc sur case blanche e4 · Cavalier noir sur case noire f4 · Dame blanche sur case blanche b3 · Tour blanche sur case blanche d3 · Fou blanc sur case noire e3 · Pion blanc sur case blanche h3 · Pion blanc sur case noire b2 · Pion blanc sur case noire f2 · Pion blanc sur case blanche g2 · Roi blanc sur case noire g1 | Roi noir sur case blanche g8 · Pion noir sur case blanche b7 · Tour noire sur case blanche d7 · Pion noir sur case blanche f7 · Pion noir sur case noire g7 · Dame noire sur case noire f6 · Pion noir sur case blanche g6 · Pion noir sur case noire a5 · Pion noir sur case noire c5 · Fou blanc sur case blanche d5 · Pion blanc sur case blanche a4 · Fou noir sur case noire b4 · Pion blanc sur case blanche e4 · Cavalier noir sur case noire f4 · Dame blanche sur case blanche b3 · Tour blanche sur case blanche d3 · Fou blanc sur case noire e3 · Pion blanc sur case blanche h3 · Pion blanc sur case noire b2 · Pion blanc sur case noire f2 · Pion blanc sur case blanche g2 · Roi blanc sur case noire g1 | 6 |
| 5 | Roi noir sur case blanche g8 · Pion noir sur case blanche b7 · Tour noire sur case blanche d7 · Pion noir sur case blanche f7 · Pion noir sur case noire g7 · Dame noire sur case noire f6 · Pion noir sur case blanche g6 · Pion noir sur case noire a5 · Pion noir sur case noire c5 · Fou blanc sur case blanche d5 · Pion blanc sur case blanche a4 · Fou noir sur case noire b4 · Pion blanc sur case blanche e4 · Cavalier noir sur case noire f4 · Dame blanche sur case blanche b3 · Tour blanche sur case blanche d3 · Fou blanc sur case noire e3 · Pion blanc sur case blanche h3 · Pion blanc sur case noire b2 · Pion blanc sur case noire f2 · Pion blanc sur case blanche g2 · Roi blanc sur case noire g1 | Roi noir sur case blanche g8 · Pion noir sur case blanche b7 · Tour noire sur case blanche d7 · Pion noir sur case blanche f7 · Pion noir sur case noire g7 · Dame noire sur case noire f6 · Pion noir sur case blanche g6 · Pion noir sur case noire a5 · Pion noir sur case noire c5 · Fou blanc sur case blanche d5 · Pion blanc sur case blanche a4 · Fou noir sur case noire b4 · Pion blanc sur case blanche e4 · Cavalier noir sur case noire f4 · Dame blanche sur case blanche b3 · Tour blanche sur case blanche d3 · Fou blanc sur case noire e3 · Pion blanc sur case blanche h3 · Pion blanc sur case noire b2 · Pion blanc sur case noire f2 · Pion blanc sur case blanche g2 · Roi blanc sur case noire g1 | Roi noir sur case blanche g8 · Pion noir sur case blanche b7 · Tour noire sur case blanche d7 · Pion noir sur case blanche f7 · Pion noir sur case noire g7 · Dame noire sur case noire f6 · Pion noir sur case blanche g6 · Pion noir sur case noire a5 · Pion noir sur case noire c5 · Fou blanc sur case blanche d5 · Pion blanc sur case blanche a4 · Fou noir sur case noire b4 · Pion blanc sur case blanche e4 · Cavalier noir sur case noire f4 · Dame blanche sur case blanche b3 · Tour blanche sur case blanche d3 · Fou blanc sur case noire e3 · Pion blanc sur case blanche h3 · Pion blanc sur case noire b2 · Pion blanc sur case noire f2 · Pion blanc sur case blanche g2 · Roi blanc sur case noire g1 | Roi noir sur case blanche g8 · Pion noir sur case blanche b7 · Tour noire sur case blanche d7 · Pion noir sur case blanche f7 · Pion noir sur case noire g7 · Dame noire sur case noire f6 · Pion noir sur case blanche g6 · Pion noir sur case noire a5 · Pion noir sur case noire c5 · Fou blanc sur case blanche d5 · Pion blanc sur case blanche a4 · Fou noir sur case noire b4 · Pion blanc sur case blanche e4 · Cavalier noir sur case noire f4 · Dame blanche sur case blanche b3 · Tour blanche sur case blanche d3 · Fou blanc sur case noire e3 · Pion blanc sur case blanche h3 · Pion blanc sur case noire b2 · Pion blanc sur case noire f2 · Pion blanc sur case blanche g2 · Roi blanc sur case noire g1 | Roi noir sur case blanche g8 · Pion noir sur case blanche b7 · Tour noire sur case blanche d7 · Pion noir sur case blanche f7 · Pion noir sur case noire g7 · Dame noire sur case noire f6 · Pion noir sur case blanche g6 · Pion noir sur case noire a5 · Pion noir sur case noire c5 · Fou blanc sur case blanche d5 · Pion blanc sur case blanche a4 · Fou noir sur case noire b4 · Pion blanc sur case blanche e4 · Cavalier noir sur case noire f4 · Dame blanche sur case blanche b3 · Tour blanche sur case blanche d3 · Fou blanc sur case noire e3 · Pion blanc sur case blanche h3 · Pion blanc sur case noire b2 · Pion blanc sur case noire f2 · Pion blanc sur case blanche g2 · Roi blanc sur case noire g1 | Roi noir sur case blanche g8 · Pion noir sur case blanche b7 · Tour noire sur case blanche d7 · Pion noir sur case blanche f7 · Pion noir sur case noire g7 · Dame noire sur case noire f6 · Pion noir sur case blanche g6 · Pion noir sur case noire a5 · Pion noir sur case noire c5 · Fou blanc sur case blanche d5 · Pion blanc sur case blanche a4 · Fou noir sur case noire b4 · Pion blanc sur case blanche e4 · Cavalier noir sur case noire f4 · Dame blanche sur case blanche b3 · Tour blanche sur case blanche d3 · Fou blanc sur case noire e3 · Pion blanc sur case blanche h3 · Pion blanc sur case noire b2 · Pion blanc sur case noire f2 · Pion blanc sur case blanche g2 · Roi blanc sur case noire g1 | Roi noir sur case blanche g8 · Pion noir sur case blanche b7 · Tour noire sur case blanche d7 · Pion noir sur case blanche f7 · Pion noir sur case noire g7 · Dame noire sur case noire f6 · Pion noir sur case blanche g6 · Pion noir sur case noire a5 · Pion noir sur case noire c5 · Fou blanc sur case blanche d5 · Pion blanc sur case blanche a4 · Fou noir sur case noire b4 · Pion blanc sur case blanche e4 · Cavalier noir sur case noire f4 · Dame blanche sur case blanche b3 · Tour blanche sur case blanche d3 · Fou blanc sur case noire e3 · Pion blanc sur case blanche h3 · Pion blanc sur case noire b2 · Pion blanc sur case noire f2 · Pion blanc sur case blanche g2 · Roi blanc sur case noire g1 | Roi noir sur case blanche g8 · Pion noir sur case blanche b7 · Tour noire sur case blanche d7 · Pion noir sur case blanche f7 · Pion noir sur case noire g7 · Dame noire sur case noire f6 · Pion noir sur case blanche g6 · Pion noir sur case noire a5 · Pion noir sur case noire c5 · Fou blanc sur case blanche d5 · Pion blanc sur case blanche a4 · Fou noir sur case noire b4 · Pion blanc sur case blanche e4 · Cavalier noir sur case noire f4 · Dame blanche sur case blanche b3 · Tour blanche sur case blanche d3 · Fou blanc sur case noire e3 · Pion blanc sur case blanche h3 · Pion blanc sur case noire b2 · Pion blanc sur case noire f2 · Pion blanc sur case blanche g2 · Roi blanc sur case noire g1 | 5 |
| 4 | Roi noir sur case blanche g8 · Pion noir sur case blanche b7 · Tour noire sur case blanche d7 · Pion noir sur case blanche f7 · Pion noir sur case noire g7 · Dame noire sur case noire f6 · Pion noir sur case blanche g6 · Pion noir sur case noire a5 · Pion noir sur case noire c5 · Fou blanc sur case blanche d5 · Pion blanc sur case blanche a4 · Fou noir sur case noire b4 · Pion blanc sur case blanche e4 · Cavalier noir sur case noire f4 · Dame blanche sur case blanche b3 · Tour blanche sur case blanche d3 · Fou blanc sur case noire e3 · Pion blanc sur case blanche h3 · Pion blanc sur case noire b2 · Pion blanc sur case noire f2 · Pion blanc sur case blanche g2 · Roi blanc sur case noire g1 | Roi noir sur case blanche g8 · Pion noir sur case blanche b7 · Tour noire sur case blanche d7 · Pion noir sur case blanche f7 · Pion noir sur case noire g7 · Dame noire sur case noire f6 · Pion noir sur case blanche g6 · Pion noir sur case noire a5 · Pion noir sur case noire c5 · Fou blanc sur case blanche d5 · Pion blanc sur case blanche a4 · Fou noir sur case noire b4 · Pion blanc sur case blanche e4 · Cavalier noir sur case noire f4 · Dame blanche sur case blanche b3 · Tour blanche sur case blanche d3 · Fou blanc sur case noire e3 · Pion blanc sur case blanche h3 · Pion blanc sur case noire b2 · Pion blanc sur case noire f2 · Pion blanc sur case blanche g2 · Roi blanc sur case noire g1 | Roi noir sur case blanche g8 · Pion noir sur case blanche b7 · Tour noire sur case blanche d7 · Pion noir sur case blanche f7 · Pion noir sur case noire g7 · Dame noire sur case noire f6 · Pion noir sur case blanche g6 · Pion noir sur case noire a5 · Pion noir sur case noire c5 · Fou blanc sur case blanche d5 · Pion blanc sur case blanche a4 · Fou noir sur case noire b4 · Pion blanc sur case blanche e4 · Cavalier noir sur case noire f4 · Dame blanche sur case blanche b3 · Tour blanche sur case blanche d3 · Fou blanc sur case noire e3 · Pion blanc sur case blanche h3 · Pion blanc sur case noire b2 · Pion blanc sur case noire f2 · Pion blanc sur case blanche g2 · Roi blanc sur case noire g1 | Roi noir sur case blanche g8 · Pion noir sur case blanche b7 · Tour noire sur case blanche d7 · Pion noir sur case blanche f7 · Pion noir sur case noire g7 · Dame noire sur case noire f6 · Pion noir sur case blanche g6 · Pion noir sur case noire a5 · Pion noir sur case noire c5 · Fou blanc sur case blanche d5 · Pion blanc sur case blanche a4 · Fou noir sur case noire b4 · Pion blanc sur case blanche e4 · Cavalier noir sur case noire f4 · Dame blanche sur case blanche b3 · Tour blanche sur case blanche d3 · Fou blanc sur case noire e3 · Pion blanc sur case blanche h3 · Pion blanc sur case noire b2 · Pion blanc sur case noire f2 · Pion blanc sur case blanche g2 · Roi blanc sur case noire g1 | Roi noir sur case blanche g8 · Pion noir sur case blanche b7 · Tour noire sur case blanche d7 · Pion noir sur case blanche f7 · Pion noir sur case noire g7 · Dame noire sur case noire f6 · Pion noir sur case blanche g6 · Pion noir sur case noire a5 · Pion noir sur case noire c5 · Fou blanc sur case blanche d5 · Pion blanc sur case blanche a4 · Fou noir sur case noire b4 · Pion blanc sur case blanche e4 · Cavalier noir sur case noire f4 · Dame blanche sur case blanche b3 · Tour blanche sur case blanche d3 · Fou blanc sur case noire e3 · Pion blanc sur case blanche h3 · Pion blanc sur case noire b2 · Pion blanc sur case noire f2 · Pion blanc sur case blanche g2 · Roi blanc sur case noire g1 | Roi noir sur case blanche g8 · Pion noir sur case blanche b7 · Tour noire sur case blanche d7 · Pion noir sur case blanche f7 · Pion noir sur case noire g7 · Dame noire sur case noire f6 · Pion noir sur case blanche g6 · Pion noir sur case noire a5 · Pion noir sur case noire c5 · Fou blanc sur case blanche d5 · Pion blanc sur case blanche a4 · Fou noir sur case noire b4 · Pion blanc sur case blanche e4 · Cavalier noir sur case noire f4 · Dame blanche sur case blanche b3 · Tour blanche sur case blanche d3 · Fou blanc sur case noire e3 · Pion blanc sur case blanche h3 · Pion blanc sur case noire b2 · Pion blanc sur case noire f2 · Pion blanc sur case blanche g2 · Roi blanc sur case noire g1 | Roi noir sur case blanche g8 · Pion noir sur case blanche b7 · Tour noire sur case blanche d7 · Pion noir sur case blanche f7 · Pion noir sur case noire g7 · Dame noire sur case noire f6 · Pion noir sur case blanche g6 · Pion noir sur case noire a5 · Pion noir sur case noire c5 · Fou blanc sur case blanche d5 · Pion blanc sur case blanche a4 · Fou noir sur case noire b4 · Pion blanc sur case blanche e4 · Cavalier noir sur case noire f4 · Dame blanche sur case blanche b3 · Tour blanche sur case blanche d3 · Fou blanc sur case noire e3 · Pion blanc sur case blanche h3 · Pion blanc sur case noire b2 · Pion blanc sur case noire f2 · Pion blanc sur case blanche g2 · Roi blanc sur case noire g1 | Roi noir sur case blanche g8 · Pion noir sur case blanche b7 · Tour noire sur case blanche d7 · Pion noir sur case blanche f7 · Pion noir sur case noire g7 · Dame noire sur case noire f6 · Pion noir sur case blanche g6 · Pion noir sur case noire a5 · Pion noir sur case noire c5 · Fou blanc sur case blanche d5 · Pion blanc sur case blanche a4 · Fou noir sur case noire b4 · Pion blanc sur case blanche e4 · Cavalier noir sur case noire f4 · Dame blanche sur case blanche b3 · Tour blanche sur case blanche d3 · Fou blanc sur case noire e3 · Pion blanc sur case blanche h3 · Pion blanc sur case noire b2 · Pion blanc sur case noire f2 · Pion blanc sur case blanche g2 · Roi blanc sur case noire g1 | 4 |
| 3 | Roi noir sur case blanche g8 · Pion noir sur case blanche b7 · Tour noire sur case blanche d7 · Pion noir sur case blanche f7 · Pion noir sur case noire g7 · Dame noire sur case noire f6 · Pion noir sur case blanche g6 · Pion noir sur case noire a5 · Pion noir sur case noire c5 · Fou blanc sur case blanche d5 · Pion blanc sur case blanche a4 · Fou noir sur case noire b4 · Pion blanc sur case blanche e4 · Cavalier noir sur case noire f4 · Dame blanche sur case blanche b3 · Tour blanche sur case blanche d3 · Fou blanc sur case noire e3 · Pion blanc sur case blanche h3 · Pion blanc sur case noire b2 · Pion blanc sur case noire f2 · Pion blanc sur case blanche g2 · Roi blanc sur case noire g1 | Roi noir sur case blanche g8 · Pion noir sur case blanche b7 · Tour noire sur case blanche d7 · Pion noir sur case blanche f7 · Pion noir sur case noire g7 · Dame noire sur case noire f6 · Pion noir sur case blanche g6 · Pion noir sur case noire a5 · Pion noir sur case noire c5 · Fou blanc sur case blanche d5 · Pion blanc sur case blanche a4 · Fou noir sur case noire b4 · Pion blanc sur case blanche e4 · Cavalier noir sur case noire f4 · Dame blanche sur case blanche b3 · Tour blanche sur case blanche d3 · Fou blanc sur case noire e3 · Pion blanc sur case blanche h3 · Pion blanc sur case noire b2 · Pion blanc sur case noire f2 · Pion blanc sur case blanche g2 · Roi blanc sur case noire g1 | Roi noir sur case blanche g8 · Pion noir sur case blanche b7 · Tour noire sur case blanche d7 · Pion noir sur case blanche f7 · Pion noir sur case noire g7 · Dame noire sur case noire f6 · Pion noir sur case blanche g6 · Pion noir sur case noire a5 · Pion noir sur case noire c5 · Fou blanc sur case blanche d5 · Pion blanc sur case blanche a4 · Fou noir sur case noire b4 · Pion blanc sur case blanche e4 · Cavalier noir sur case noire f4 · Dame blanche sur case blanche b3 · Tour blanche sur case blanche d3 · Fou blanc sur case noire e3 · Pion blanc sur case blanche h3 · Pion blanc sur case noire b2 · Pion blanc sur case noire f2 · Pion blanc sur case blanche g2 · Roi blanc sur case noire g1 | Roi noir sur case blanche g8 · Pion noir sur case blanche b7 · Tour noire sur case blanche d7 · Pion noir sur case blanche f7 · Pion noir sur case noire g7 · Dame noire sur case noire f6 · Pion noir sur case blanche g6 · Pion noir sur case noire a5 · Pion noir sur case noire c5 · Fou blanc sur case blanche d5 · Pion blanc sur case blanche a4 · Fou noir sur case noire b4 · Pion blanc sur case blanche e4 · Cavalier noir sur case noire f4 · Dame blanche sur case blanche b3 · Tour blanche sur case blanche d3 · Fou blanc sur case noire e3 · Pion blanc sur case blanche h3 · Pion blanc sur case noire b2 · Pion blanc sur case noire f2 · Pion blanc sur case blanche g2 · Roi blanc sur case noire g1 | Roi noir sur case blanche g8 · Pion noir sur case blanche b7 · Tour noire sur case blanche d7 · Pion noir sur case blanche f7 · Pion noir sur case noire g7 · Dame noire sur case noire f6 · Pion noir sur case blanche g6 · Pion noir sur case noire a5 · Pion noir sur case noire c5 · Fou blanc sur case blanche d5 · Pion blanc sur case blanche a4 · Fou noir sur case noire b4 · Pion blanc sur case blanche e4 · Cavalier noir sur case noire f4 · Dame blanche sur case blanche b3 · Tour blanche sur case blanche d3 · Fou blanc sur case noire e3 · Pion blanc sur case blanche h3 · Pion blanc sur case noire b2 · Pion blanc sur case noire f2 · Pion blanc sur case blanche g2 · Roi blanc sur case noire g1 | Roi noir sur case blanche g8 · Pion noir sur case blanche b7 · Tour noire sur case blanche d7 · Pion noir sur case blanche f7 · Pion noir sur case noire g7 · Dame noire sur case noire f6 · Pion noir sur case blanche g6 · Pion noir sur case noire a5 · Pion noir sur case noire c5 · Fou blanc sur case blanche d5 · Pion blanc sur case blanche a4 · Fou noir sur case noire b4 · Pion blanc sur case blanche e4 · Cavalier noir sur case noire f4 · Dame blanche sur case blanche b3 · Tour blanche sur case blanche d3 · Fou blanc sur case noire e3 · Pion blanc sur case blanche h3 · Pion blanc sur case noire b2 · Pion blanc sur case noire f2 · Pion blanc sur case blanche g2 · Roi blanc sur case noire g1 | Roi noir sur case blanche g8 · Pion noir sur case blanche b7 · Tour noire sur case blanche d7 · Pion noir sur case blanche f7 · Pion noir sur case noire g7 · Dame noire sur case noire f6 · Pion noir sur case blanche g6 · Pion noir sur case noire a5 · Pion noir sur case noire c5 · Fou blanc sur case blanche d5 · Pion blanc sur case blanche a4 · Fou noir sur case noire b4 · Pion blanc sur case blanche e4 · Cavalier noir sur case noire f4 · Dame blanche sur case blanche b3 · Tour blanche sur case blanche d3 · Fou blanc sur case noire e3 · Pion blanc sur case blanche h3 · Pion blanc sur case noire b2 · Pion blanc sur case noire f2 · Pion blanc sur case blanche g2 · Roi blanc sur case noire g1 | Roi noir sur case blanche g8 · Pion noir sur case blanche b7 · Tour noire sur case blanche d7 · Pion noir sur case blanche f7 · Pion noir sur case noire g7 · Dame noire sur case noire f6 · Pion noir sur case blanche g6 · Pion noir sur case noire a5 · Pion noir sur case noire c5 · Fou blanc sur case blanche d5 · Pion blanc sur case blanche a4 · Fou noir sur case noire b4 · Pion blanc sur case blanche e4 · Cavalier noir sur case noire f4 · Dame blanche sur case blanche b3 · Tour blanche sur case blanche d3 · Fou blanc sur case noire e3 · Pion blanc sur case blanche h3 · Pion blanc sur case noire b2 · Pion blanc sur case noire f2 · Pion blanc sur case blanche g2 · Roi blanc sur case noire g1 | 3 |
| 2 | Roi noir sur case blanche g8 · Pion noir sur case blanche b7 · Tour noire sur case blanche d7 · Pion noir sur case blanche f7 · Pion noir sur case noire g7 · Dame noire sur case noire f6 · Pion noir sur case blanche g6 · Pion noir sur case noire a5 · Pion noir sur case noire c5 · Fou blanc sur case blanche d5 · Pion blanc sur case blanche a4 · Fou noir sur case noire b4 · Pion blanc sur case blanche e4 · Cavalier noir sur case noire f4 · Dame blanche sur case blanche b3 · Tour blanche sur case blanche d3 · Fou blanc sur case noire e3 · Pion blanc sur case blanche h3 · Pion blanc sur case noire b2 · Pion blanc sur case noire f2 · Pion blanc sur case blanche g2 · Roi blanc sur case noire g1 | Roi noir sur case blanche g8 · Pion noir sur case blanche b7 · Tour noire sur case blanche d7 · Pion noir sur case blanche f7 · Pion noir sur case noire g7 · Dame noire sur case noire f6 · Pion noir sur case blanche g6 · Pion noir sur case noire a5 · Pion noir sur case noire c5 · Fou blanc sur case blanche d5 · Pion blanc sur case blanche a4 · Fou noir sur case noire b4 · Pion blanc sur case blanche e4 · Cavalier noir sur case noire f4 · Dame blanche sur case blanche b3 · Tour blanche sur case blanche d3 · Fou blanc sur case noire e3 · Pion blanc sur case blanche h3 · Pion blanc sur case noire b2 · Pion blanc sur case noire f2 · Pion blanc sur case blanche g2 · Roi blanc sur case noire g1 | Roi noir sur case blanche g8 · Pion noir sur case blanche b7 · Tour noire sur case blanche d7 · Pion noir sur case blanche f7 · Pion noir sur case noire g7 · Dame noire sur case noire f6 · Pion noir sur case blanche g6 · Pion noir sur case noire a5 · Pion noir sur case noire c5 · Fou blanc sur case blanche d5 · Pion blanc sur case blanche a4 · Fou noir sur case noire b4 · Pion blanc sur case blanche e4 · Cavalier noir sur case noire f4 · Dame blanche sur case blanche b3 · Tour blanche sur case blanche d3 · Fou blanc sur case noire e3 · Pion blanc sur case blanche h3 · Pion blanc sur case noire b2 · Pion blanc sur case noire f2 · Pion blanc sur case blanche g2 · Roi blanc sur case noire g1 | Roi noir sur case blanche g8 · Pion noir sur case blanche b7 · Tour noire sur case blanche d7 · Pion noir sur case blanche f7 · Pion noir sur case noire g7 · Dame noire sur case noire f6 · Pion noir sur case blanche g6 · Pion noir sur case noire a5 · Pion noir sur case noire c5 · Fou blanc sur case blanche d5 · Pion blanc sur case blanche a4 · Fou noir sur case noire b4 · Pion blanc sur case blanche e4 · Cavalier noir sur case noire f4 · Dame blanche sur case blanche b3 · Tour blanche sur case blanche d3 · Fou blanc sur case noire e3 · Pion blanc sur case blanche h3 · Pion blanc sur case noire b2 · Pion blanc sur case noire f2 · Pion blanc sur case blanche g2 · Roi blanc sur case noire g1 | Roi noir sur case blanche g8 · Pion noir sur case blanche b7 · Tour noire sur case blanche d7 · Pion noir sur case blanche f7 · Pion noir sur case noire g7 · Dame noire sur case noire f6 · Pion noir sur case blanche g6 · Pion noir sur case noire a5 · Pion noir sur case noire c5 · Fou blanc sur case blanche d5 · Pion blanc sur case blanche a4 · Fou noir sur case noire b4 · Pion blanc sur case blanche e4 · Cavalier noir sur case noire f4 · Dame blanche sur case blanche b3 · Tour blanche sur case blanche d3 · Fou blanc sur case noire e3 · Pion blanc sur case blanche h3 · Pion blanc sur case noire b2 · Pion blanc sur case noire f2 · Pion blanc sur case blanche g2 · Roi blanc sur case noire g1 | Roi noir sur case blanche g8 · Pion noir sur case blanche b7 · Tour noire sur case blanche d7 · Pion noir sur case blanche f7 · Pion noir sur case noire g7 · Dame noire sur case noire f6 · Pion noir sur case blanche g6 · Pion noir sur case noire a5 · Pion noir sur case noire c5 · Fou blanc sur case blanche d5 · Pion blanc sur case blanche a4 · Fou noir sur case noire b4 · Pion blanc sur case blanche e4 · Cavalier noir sur case noire f4 · Dame blanche sur case blanche b3 · Tour blanche sur case blanche d3 · Fou blanc sur case noire e3 · Pion blanc sur case blanche h3 · Pion blanc sur case noire b2 · Pion blanc sur case noire f2 · Pion blanc sur case blanche g2 · Roi blanc sur case noire g1 | Roi noir sur case blanche g8 · Pion noir sur case blanche b7 · Tour noire sur case blanche d7 · Pion noir sur case blanche f7 · Pion noir sur case noire g7 · Dame noire sur case noire f6 · Pion noir sur case blanche g6 · Pion noir sur case noire a5 · Pion noir sur case noire c5 · Fou blanc sur case blanche d5 · Pion blanc sur case blanche a4 · Fou noir sur case noire b4 · Pion blanc sur case blanche e4 · Cavalier noir sur case noire f4 · Dame blanche sur case blanche b3 · Tour blanche sur case blanche d3 · Fou blanc sur case noire e3 · Pion blanc sur case blanche h3 · Pion blanc sur case noire b2 · Pion blanc sur case noire f2 · Pion blanc sur case blanche g2 · Roi blanc sur case noire g1 | Roi noir sur case blanche g8 · Pion noir sur case blanche b7 · Tour noire sur case blanche d7 · Pion noir sur case blanche f7 · Pion noir sur case noire g7 · Dame noire sur case noire f6 · Pion noir sur case blanche g6 · Pion noir sur case noire a5 · Pion noir sur case noire c5 · Fou blanc sur case blanche d5 · Pion blanc sur case blanche a4 · Fou noir sur case noire b4 · Pion blanc sur case blanche e4 · Cavalier noir sur case noire f4 · Dame blanche sur case blanche b3 · Tour blanche sur case blanche d3 · Fou blanc sur case noire e3 · Pion blanc sur case blanche h3 · Pion blanc sur case noire b2 · Pion blanc sur case noire f2 · Pion blanc sur case blanche g2 · Roi blanc sur case noire g1 | 2 |
| 1 | Roi noir sur case blanche g8 · Pion noir sur case blanche b7 · Tour noire sur case blanche d7 · Pion noir sur case blanche f7 · Pion noir sur case noire g7 · Dame noire sur case noire f6 · Pion noir sur case blanche g6 · Pion noir sur case noire a5 · Pion noir sur case noire c5 · Fou blanc sur case blanche d5 · Pion blanc sur case blanche a4 · Fou noir sur case noire b4 · Pion blanc sur case blanche e4 · Cavalier noir sur case noire f4 · Dame blanche sur case blanche b3 · Tour blanche sur case blanche d3 · Fou blanc sur case noire e3 · Pion blanc sur case blanche h3 · Pion blanc sur case noire b2 · Pion blanc sur case noire f2 · Pion blanc sur case blanche g2 · Roi blanc sur case noire g1 | Roi noir sur case blanche g8 · Pion noir sur case blanche b7 · Tour noire sur case blanche d7 · Pion noir sur case blanche f7 · Pion noir sur case noire g7 · Dame noire sur case noire f6 · Pion noir sur case blanche g6 · Pion noir sur case noire a5 · Pion noir sur case noire c5 · Fou blanc sur case blanche d5 · Pion blanc sur case blanche a4 · Fou noir sur case noire b4 · Pion blanc sur case blanche e4 · Cavalier noir sur case noire f4 · Dame blanche sur case blanche b3 · Tour blanche sur case blanche d3 · Fou blanc sur case noire e3 · Pion blanc sur case blanche h3 · Pion blanc sur case noire b2 · Pion blanc sur case noire f2 · Pion blanc sur case blanche g2 · Roi blanc sur case noire g1 | Roi noir sur case blanche g8 · Pion noir sur case blanche b7 · Tour noire sur case blanche d7 · Pion noir sur case blanche f7 · Pion noir sur case noire g7 · Dame noire sur case noire f6 · Pion noir sur case blanche g6 · Pion noir sur case noire a5 · Pion noir sur case noire c5 · Fou blanc sur case blanche d5 · Pion blanc sur case blanche a4 · Fou noir sur case noire b4 · Pion blanc sur case blanche e4 · Cavalier noir sur case noire f4 · Dame blanche sur case blanche b3 · Tour blanche sur case blanche d3 · Fou blanc sur case noire e3 · Pion blanc sur case blanche h3 · Pion blanc sur case noire b2 · Pion blanc sur case noire f2 · Pion blanc sur case blanche g2 · Roi blanc sur case noire g1 | Roi noir sur case blanche g8 · Pion noir sur case blanche b7 · Tour noire sur case blanche d7 · Pion noir sur case blanche f7 · Pion noir sur case noire g7 · Dame noire sur case noire f6 · Pion noir sur case blanche g6 · Pion noir sur case noire a5 · Pion noir sur case noire c5 · Fou blanc sur case blanche d5 · Pion blanc sur case blanche a4 · Fou noir sur case noire b4 · Pion blanc sur case blanche e4 · Cavalier noir sur case noire f4 · Dame blanche sur case blanche b3 · Tour blanche sur case blanche d3 · Fou blanc sur case noire e3 · Pion blanc sur case blanche h3 · Pion blanc sur case noire b2 · Pion blanc sur case noire f2 · Pion blanc sur case blanche g2 · Roi blanc sur case noire g1 | Roi noir sur case blanche g8 · Pion noir sur case blanche b7 · Tour noire sur case blanche d7 · Pion noir sur case blanche f7 · Pion noir sur case noire g7 · Dame noire sur case noire f6 · Pion noir sur case blanche g6 · Pion noir sur case noire a5 · Pion noir sur case noire c5 · Fou blanc sur case blanche d5 · Pion blanc sur case blanche a4 · Fou noir sur case noire b4 · Pion blanc sur case blanche e4 · Cavalier noir sur case noire f4 · Dame blanche sur case blanche b3 · Tour blanche sur case blanche d3 · Fou blanc sur case noire e3 · Pion blanc sur case blanche h3 · Pion blanc sur case noire b2 · Pion blanc sur case noire f2 · Pion blanc sur case blanche g2 · Roi blanc sur case noire g1 | Roi noir sur case blanche g8 · Pion noir sur case blanche b7 · Tour noire sur case blanche d7 · Pion noir sur case blanche f7 · Pion noir sur case noire g7 · Dame noire sur case noire f6 · Pion noir sur case blanche g6 · Pion noir sur case noire a5 · Pion noir sur case noire c5 · Fou blanc sur case blanche d5 · Pion blanc sur case blanche a4 · Fou noir sur case noire b4 · Pion blanc sur case blanche e4 · Cavalier noir sur case noire f4 · Dame blanche sur case blanche b3 · Tour blanche sur case blanche d3 · Fou blanc sur case noire e3 · Pion blanc sur case blanche h3 · Pion blanc sur case noire b2 · Pion blanc sur case noire f2 · Pion blanc sur case blanche g2 · Roi blanc sur case noire g1 | Roi noir sur case blanche g8 · Pion noir sur case blanche b7 · Tour noire sur case blanche d7 · Pion noir sur case blanche f7 · Pion noir sur case noire g7 · Dame noire sur case noire f6 · Pion noir sur case blanche g6 · Pion noir sur case noire a5 · Pion noir sur case noire c5 · Fou blanc sur case blanche d5 · Pion blanc sur case blanche a4 · Fou noir sur case noire b4 · Pion blanc sur case blanche e4 · Cavalier noir sur case noire f4 · Dame blanche sur case blanche b3 · Tour blanche sur case blanche d3 · Fou blanc sur case noire e3 · Pion blanc sur case blanche h3 · Pion blanc sur case noire b2 · Pion blanc sur case noire f2 · Pion blanc sur case blanche g2 · Roi blanc sur case noire g1 | Roi noir sur case blanche g8 · Pion noir sur case blanche b7 · Tour noire sur case blanche d7 · Pion noir sur case blanche f7 · Pion noir sur case noire g7 · Dame noire sur case noire f6 · Pion noir sur case blanche g6 · Pion noir sur case noire a5 · Pion noir sur case noire c5 · Fou blanc sur case blanche d5 · Pion blanc sur case blanche a4 · Fou noir sur case noire b4 · Pion blanc sur case blanche e4 · Cavalier noir sur case noire f4 · Dame blanche sur case blanche b3 · Tour blanche sur case blanche d3 · Fou blanc sur case noire e3 · Pion blanc sur case blanche h3 · Pion blanc sur case noire b2 · Pion blanc sur case noire f2 · Pion blanc sur case blanche g2 · Roi blanc sur case noire g1 | 1 |
|   | a | b | c | d | e | f | g | h |   |

1. d4 d5 2. c4 c6 3. Cf3 Cf6 4. Cc3 dxc4 5. a4 Ff5 6. e3 e6 7. Fxc4 Fb4 8. 0-0 Cbd7 9. Ch4 Fg6 10. h3!?! 0-0 11. Cxg6 hxg6 12. Dc2 Tc8 13. Td1 Db6 14. e4 c5 15. d5 Ce5 16. Fe2 exd5 17. Cxd5 Cxd5 18. Txd5 Cc6 19. Fc4 Cd4 20. Dd3 Tcd8 21. Fe3 Txd5 22. Fxd5 Td8 23. Dc4 Td7 24. Tc1 Df6 25. Td1 Ce6 26. Db3 a5 27. Td3 Cf4? (un coup hasardeux de Anand, sanctionné par le coup tactique) (diagramme)

28. e5! (si 28... Dxe5 29. Fxf7 Txf7 30.Td8+ Rh7+ 31.Dxf7)

28...Df5 29. Fxf4 Dxf4 30. e6 Td8 31. e7 Te8 32. Tf3 Dc1+ 33. Rh2 Txe7 34. Fxf7+! Rh7 35. Fxg6+ (encore une pièce que Anand ne peut pas prendre car 35... Rxg6 36.Dd3+ Rh6 37.Dd6+ Rh7 38. Dxe7) 35... Rh6 36. Dd5 Dg5 37. Ff5 g6 38. h4 Df6 39. Fd3 De5+ 40. Dxe5 Txe5 41. Tf6 c4 42. Fxc4 Fe7 43. Tb6 Fc5 44. Tf6 Te4 45. Fd3 Tg4 46. Rh3 Fe7 47. Te6 Txh4+ 48. Rg3 Td4 49. Txg6+ Rh5 50. Ff5 Fd6+ 51. Rf3 Fc5 52. g4+ Rh4 53. Th6+ Rg5 54. Tg6+ Rh4 55. Fe4 Td6 56. Tg7 Tf6+ 57. Ff5 Tb6 58. Th7+ Rg5 59. Th5+ Rf6 60. Fd3 Fd4 61. g5+ Rg7 62. Th7+ Rf8 63. Fc4 Txb2 64. Tf7+ Re8 65. g6 1-0.
Il peut suivre: 65...Txf2+ 66. Re4 Fc5 67. Txf2 Fxf2 68. g7.

#### Kramnik-Kasparov, blitz, 1994
|   | a | b | c | d | e | f | g | h |   |
| 8 | Tour noire sur case blanche a8 · Dame noire sur case noire d8 · Tour noire sur case noire f8 · Roi noir sur case blanche g8 · Pion noir sur case blanche b7 · Pion noir sur case noire c7 · Fou noir sur case blanche d7 · Pion noir sur case blanche f7 · Fou noir sur case noire g7 · Pion noir sur case noire d6 · Cavalier noir sur case noire f6 · Pion noir sur case blanche g6 · Pion noir sur case noire h6 · Pion noir sur case noire a5 · Cavalier noir sur case noire c5 · Pion blanc sur case blanche d5 · Pion noir sur case noire e5 · Pion blanc sur case blanche c4 · Pion blanc sur case blanche e4 · Fou blanc sur case noire h4 · Pion blanc sur case blanche b3 · Cavalier blanc sur case noire c3 · Pion blanc sur case blanche a2 · Cavalier blanc sur case noire d2 · Fou blanc sur case blanche e2 · Pion blanc sur case noire f2 · Pion blanc sur case blanche g2 · Pion blanc sur case noire h2 · Tour blanche sur case noire a1 · Dame blanche sur case blanche d1 · Tour blanche sur case blanche f1 · Roi blanc sur case noire g1 | Tour noire sur case blanche a8 · Dame noire sur case noire d8 · Tour noire sur case noire f8 · Roi noir sur case blanche g8 · Pion noir sur case blanche b7 · Pion noir sur case noire c7 · Fou noir sur case blanche d7 · Pion noir sur case blanche f7 · Fou noir sur case noire g7 · Pion noir sur case noire d6 · Cavalier noir sur case noire f6 · Pion noir sur case blanche g6 · Pion noir sur case noire h6 · Pion noir sur case noire a5 · Cavalier noir sur case noire c5 · Pion blanc sur case blanche d5 · Pion noir sur case noire e5 · Pion blanc sur case blanche c4 · Pion blanc sur case blanche e4 · Fou blanc sur case noire h4 · Pion blanc sur case blanche b3 · Cavalier blanc sur case noire c3 · Pion blanc sur case blanche a2 · Cavalier blanc sur case noire d2 · Fou blanc sur case blanche e2 · Pion blanc sur case noire f2 · Pion blanc sur case blanche g2 · Pion blanc sur case noire h2 · Tour blanche sur case noire a1 · Dame blanche sur case blanche d1 · Tour blanche sur case blanche f1 · Roi blanc sur case noire g1 | Tour noire sur case blanche a8 · Dame noire sur case noire d8 · Tour noire sur case noire f8 · Roi noir sur case blanche g8 · Pion noir sur case blanche b7 · Pion noir sur case noire c7 · Fou noir sur case blanche d7 · Pion noir sur case blanche f7 · Fou noir sur case noire g7 · Pion noir sur case noire d6 · Cavalier noir sur case noire f6 · Pion noir sur case blanche g6 · Pion noir sur case noire h6 · Pion noir sur case noire a5 · Cavalier noir sur case noire c5 · Pion blanc sur case blanche d5 · Pion noir sur case noire e5 · Pion blanc sur case blanche c4 · Pion blanc sur case blanche e4 · Fou blanc sur case noire h4 · Pion blanc sur case blanche b3 · Cavalier blanc sur case noire c3 · Pion blanc sur case blanche a2 · Cavalier blanc sur case noire d2 · Fou blanc sur case blanche e2 · Pion blanc sur case noire f2 · Pion blanc sur case blanche g2 · Pion blanc sur case noire h2 · Tour blanche sur case noire a1 · Dame blanche sur case blanche d1 · Tour blanche sur case blanche f1 · Roi blanc sur case noire g1 | Tour noire sur case blanche a8 · Dame noire sur case noire d8 · Tour noire sur case noire f8 · Roi noir sur case blanche g8 · Pion noir sur case blanche b7 · Pion noir sur case noire c7 · Fou noir sur case blanche d7 · Pion noir sur case blanche f7 · Fou noir sur case noire g7 · Pion noir sur case noire d6 · Cavalier noir sur case noire f6 · Pion noir sur case blanche g6 · Pion noir sur case noire h6 · Pion noir sur case noire a5 · Cavalier noir sur case noire c5 · Pion blanc sur case blanche d5 · Pion noir sur case noire e5 · Pion blanc sur case blanche c4 · Pion blanc sur case blanche e4 · Fou blanc sur case noire h4 · Pion blanc sur case blanche b3 · Cavalier blanc sur case noire c3 · Pion blanc sur case blanche a2 · Cavalier blanc sur case noire d2 · Fou blanc sur case blanche e2 · Pion blanc sur case noire f2 · Pion blanc sur case blanche g2 · Pion blanc sur case noire h2 · Tour blanche sur case noire a1 · Dame blanche sur case blanche d1 · Tour blanche sur case blanche f1 · Roi blanc sur case noire g1 | Tour noire sur case blanche a8 · Dame noire sur case noire d8 · Tour noire sur case noire f8 · Roi noir sur case blanche g8 · Pion noir sur case blanche b7 · Pion noir sur case noire c7 · Fou noir sur case blanche d7 · Pion noir sur case blanche f7 · Fou noir sur case noire g7 · Pion noir sur case noire d6 · Cavalier noir sur case noire f6 · Pion noir sur case blanche g6 · Pion noir sur case noire h6 · Pion noir sur case noire a5 · Cavalier noir sur case noire c5 · Pion blanc sur case blanche d5 · Pion noir sur case noire e5 · Pion blanc sur case blanche c4 · Pion blanc sur case blanche e4 · Fou blanc sur case noire h4 · Pion blanc sur case blanche b3 · Cavalier blanc sur case noire c3 · Pion blanc sur case blanche a2 · Cavalier blanc sur case noire d2 · Fou blanc sur case blanche e2 · Pion blanc sur case noire f2 · Pion blanc sur case blanche g2 · Pion blanc sur case noire h2 · Tour blanche sur case noire a1 · Dame blanche sur case blanche d1 · Tour blanche sur case blanche f1 · Roi blanc sur case noire g1 | Tour noire sur case blanche a8 · Dame noire sur case noire d8 · Tour noire sur case noire f8 · Roi noir sur case blanche g8 · Pion noir sur case blanche b7 · Pion noir sur case noire c7 · Fou noir sur case blanche d7 · Pion noir sur case blanche f7 · Fou noir sur case noire g7 · Pion noir sur case noire d6 · Cavalier noir sur case noire f6 · Pion noir sur case blanche g6 · Pion noir sur case noire h6 · Pion noir sur case noire a5 · Cavalier noir sur case noire c5 · Pion blanc sur case blanche d5 · Pion noir sur case noire e5 · Pion blanc sur case blanche c4 · Pion blanc sur case blanche e4 · Fou blanc sur case noire h4 · Pion blanc sur case blanche b3 · Cavalier blanc sur case noire c3 · Pion blanc sur case blanche a2 · Cavalier blanc sur case noire d2 · Fou blanc sur case blanche e2 · Pion blanc sur case noire f2 · Pion blanc sur case blanche g2 · Pion blanc sur case noire h2 · Tour blanche sur case noire a1 · Dame blanche sur case blanche d1 · Tour blanche sur case blanche f1 · Roi blanc sur case noire g1 | Tour noire sur case blanche a8 · Dame noire sur case noire d8 · Tour noire sur case noire f8 · Roi noir sur case blanche g8 · Pion noir sur case blanche b7 · Pion noir sur case noire c7 · Fou noir sur case blanche d7 · Pion noir sur case blanche f7 · Fou noir sur case noire g7 · Pion noir sur case noire d6 · Cavalier noir sur case noire f6 · Pion noir sur case blanche g6 · Pion noir sur case noire h6 · Pion noir sur case noire a5 · Cavalier noir sur case noire c5 · Pion blanc sur case blanche d5 · Pion noir sur case noire e5 · Pion blanc sur case blanche c4 · Pion blanc sur case blanche e4 · Fou blanc sur case noire h4 · Pion blanc sur case blanche b3 · Cavalier blanc sur case noire c3 · Pion blanc sur case blanche a2 · Cavalier blanc sur case noire d2 · Fou blanc sur case blanche e2 · Pion blanc sur case noire f2 · Pion blanc sur case blanche g2 · Pion blanc sur case noire h2 · Tour blanche sur case noire a1 · Dame blanche sur case blanche d1 · Tour blanche sur case blanche f1 · Roi blanc sur case noire g1 | Tour noire sur case blanche a8 · Dame noire sur case noire d8 · Tour noire sur case noire f8 · Roi noir sur case blanche g8 · Pion noir sur case blanche b7 · Pion noir sur case noire c7 · Fou noir sur case blanche d7 · Pion noir sur case blanche f7 · Fou noir sur case noire g7 · Pion noir sur case noire d6 · Cavalier noir sur case noire f6 · Pion noir sur case blanche g6 · Pion noir sur case noire h6 · Pion noir sur case noire a5 · Cavalier noir sur case noire c5 · Pion blanc sur case blanche d5 · Pion noir sur case noire e5 · Pion blanc sur case blanche c4 · Pion blanc sur case blanche e4 · Fou blanc sur case noire h4 · Pion blanc sur case blanche b3 · Cavalier blanc sur case noire c3 · Pion blanc sur case blanche a2 · Cavalier blanc sur case noire d2 · Fou blanc sur case blanche e2 · Pion blanc sur case noire f2 · Pion blanc sur case blanche g2 · Pion blanc sur case noire h2 · Tour blanche sur case noire a1 · Dame blanche sur case blanche d1 · Tour blanche sur case blanche f1 · Roi blanc sur case noire g1 | 8 |
| 7 | Tour noire sur case blanche a8 · Dame noire sur case noire d8 · Tour noire sur case noire f8 · Roi noir sur case blanche g8 · Pion noir sur case blanche b7 · Pion noir sur case noire c7 · Fou noir sur case blanche d7 · Pion noir sur case blanche f7 · Fou noir sur case noire g7 · Pion noir sur case noire d6 · Cavalier noir sur case noire f6 · Pion noir sur case blanche g6 · Pion noir sur case noire h6 · Pion noir sur case noire a5 · Cavalier noir sur case noire c5 · Pion blanc sur case blanche d5 · Pion noir sur case noire e5 · Pion blanc sur case blanche c4 · Pion blanc sur case blanche e4 · Fou blanc sur case noire h4 · Pion blanc sur case blanche b3 · Cavalier blanc sur case noire c3 · Pion blanc sur case blanche a2 · Cavalier blanc sur case noire d2 · Fou blanc sur case blanche e2 · Pion blanc sur case noire f2 · Pion blanc sur case blanche g2 · Pion blanc sur case noire h2 · Tour blanche sur case noire a1 · Dame blanche sur case blanche d1 · Tour blanche sur case blanche f1 · Roi blanc sur case noire g1 | Tour noire sur case blanche a8 · Dame noire sur case noire d8 · Tour noire sur case noire f8 · Roi noir sur case blanche g8 · Pion noir sur case blanche b7 · Pion noir sur case noire c7 · Fou noir sur case blanche d7 · Pion noir sur case blanche f7 · Fou noir sur case noire g7 · Pion noir sur case noire d6 · Cavalier noir sur case noire f6 · Pion noir sur case blanche g6 · Pion noir sur case noire h6 · Pion noir sur case noire a5 · Cavalier noir sur case noire c5 · Pion blanc sur case blanche d5 · Pion noir sur case noire e5 · Pion blanc sur case blanche c4 · Pion blanc sur case blanche e4 · Fou blanc sur case noire h4 · Pion blanc sur case blanche b3 · Cavalier blanc sur case noire c3 · Pion blanc sur case blanche a2 · Cavalier blanc sur case noire d2 · Fou blanc sur case blanche e2 · Pion blanc sur case noire f2 · Pion blanc sur case blanche g2 · Pion blanc sur case noire h2 · Tour blanche sur case noire a1 · Dame blanche sur case blanche d1 · Tour blanche sur case blanche f1 · Roi blanc sur case noire g1 | Tour noire sur case blanche a8 · Dame noire sur case noire d8 · Tour noire sur case noire f8 · Roi noir sur case blanche g8 · Pion noir sur case blanche b7 · Pion noir sur case noire c7 · Fou noir sur case blanche d7 · Pion noir sur case blanche f7 · Fou noir sur case noire g7 · Pion noir sur case noire d6 · Cavalier noir sur case noire f6 · Pion noir sur case blanche g6 · Pion noir sur case noire h6 · Pion noir sur case noire a5 · Cavalier noir sur case noire c5 · Pion blanc sur case blanche d5 · Pion noir sur case noire e5 · Pion blanc sur case blanche c4 · Pion blanc sur case blanche e4 · Fou blanc sur case noire h4 · Pion blanc sur case blanche b3 · Cavalier blanc sur case noire c3 · Pion blanc sur case blanche a2 · Cavalier blanc sur case noire d2 · Fou blanc sur case blanche e2 · Pion blanc sur case noire f2 · Pion blanc sur case blanche g2 · Pion blanc sur case noire h2 · Tour blanche sur case noire a1 · Dame blanche sur case blanche d1 · Tour blanche sur case blanche f1 · Roi blanc sur case noire g1 | Tour noire sur case blanche a8 · Dame noire sur case noire d8 · Tour noire sur case noire f8 · Roi noir sur case blanche g8 · Pion noir sur case blanche b7 · Pion noir sur case noire c7 · Fou noir sur case blanche d7 · Pion noir sur case blanche f7 · Fou noir sur case noire g7 · Pion noir sur case noire d6 · Cavalier noir sur case noire f6 · Pion noir sur case blanche g6 · Pion noir sur case noire h6 · Pion noir sur case noire a5 · Cavalier noir sur case noire c5 · Pion blanc sur case blanche d5 · Pion noir sur case noire e5 · Pion blanc sur case blanche c4 · Pion blanc sur case blanche e4 · Fou blanc sur case noire h4 · Pion blanc sur case blanche b3 · Cavalier blanc sur case noire c3 · Pion blanc sur case blanche a2 · Cavalier blanc sur case noire d2 · Fou blanc sur case blanche e2 · Pion blanc sur case noire f2 · Pion blanc sur case blanche g2 · Pion blanc sur case noire h2 · Tour blanche sur case noire a1 · Dame blanche sur case blanche d1 · Tour blanche sur case blanche f1 · Roi blanc sur case noire g1 | Tour noire sur case blanche a8 · Dame noire sur case noire d8 · Tour noire sur case noire f8 · Roi noir sur case blanche g8 · Pion noir sur case blanche b7 · Pion noir sur case noire c7 · Fou noir sur case blanche d7 · Pion noir sur case blanche f7 · Fou noir sur case noire g7 · Pion noir sur case noire d6 · Cavalier noir sur case noire f6 · Pion noir sur case blanche g6 · Pion noir sur case noire h6 · Pion noir sur case noire a5 · Cavalier noir sur case noire c5 · Pion blanc sur case blanche d5 · Pion noir sur case noire e5 · Pion blanc sur case blanche c4 · Pion blanc sur case blanche e4 · Fou blanc sur case noire h4 · Pion blanc sur case blanche b3 · Cavalier blanc sur case noire c3 · Pion blanc sur case blanche a2 · Cavalier blanc sur case noire d2 · Fou blanc sur case blanche e2 · Pion blanc sur case noire f2 · Pion blanc sur case blanche g2 · Pion blanc sur case noire h2 · Tour blanche sur case noire a1 · Dame blanche sur case blanche d1 · Tour blanche sur case blanche f1 · Roi blanc sur case noire g1 | Tour noire sur case blanche a8 · Dame noire sur case noire d8 · Tour noire sur case noire f8 · Roi noir sur case blanche g8 · Pion noir sur case blanche b7 · Pion noir sur case noire c7 · Fou noir sur case blanche d7 · Pion noir sur case blanche f7 · Fou noir sur case noire g7 · Pion noir sur case noire d6 · Cavalier noir sur case noire f6 · Pion noir sur case blanche g6 · Pion noir sur case noire h6 · Pion noir sur case noire a5 · Cavalier noir sur case noire c5 · Pion blanc sur case blanche d5 · Pion noir sur case noire e5 · Pion blanc sur case blanche c4 · Pion blanc sur case blanche e4 · Fou blanc sur case noire h4 · Pion blanc sur case blanche b3 · Cavalier blanc sur case noire c3 · Pion blanc sur case blanche a2 · Cavalier blanc sur case noire d2 · Fou blanc sur case blanche e2 · Pion blanc sur case noire f2 · Pion blanc sur case blanche g2 · Pion blanc sur case noire h2 · Tour blanche sur case noire a1 · Dame blanche sur case blanche d1 · Tour blanche sur case blanche f1 · Roi blanc sur case noire g1 | Tour noire sur case blanche a8 · Dame noire sur case noire d8 · Tour noire sur case noire f8 · Roi noir sur case blanche g8 · Pion noir sur case blanche b7 · Pion noir sur case noire c7 · Fou noir sur case blanche d7 · Pion noir sur case blanche f7 · Fou noir sur case noire g7 · Pion noir sur case noire d6 · Cavalier noir sur case noire f6 · Pion noir sur case blanche g6 · Pion noir sur case noire h6 · Pion noir sur case noire a5 · Cavalier noir sur case noire c5 · Pion blanc sur case blanche d5 · Pion noir sur case noire e5 · Pion blanc sur case blanche c4 · Pion blanc sur case blanche e4 · Fou blanc sur case noire h4 · Pion blanc sur case blanche b3 · Cavalier blanc sur case noire c3 · Pion blanc sur case blanche a2 · Cavalier blanc sur case noire d2 · Fou blanc sur case blanche e2 · Pion blanc sur case noire f2 · Pion blanc sur case blanche g2 · Pion blanc sur case noire h2 · Tour blanche sur case noire a1 · Dame blanche sur case blanche d1 · Tour blanche sur case blanche f1 · Roi blanc sur case noire g1 | Tour noire sur case blanche a8 · Dame noire sur case noire d8 · Tour noire sur case noire f8 · Roi noir sur case blanche g8 · Pion noir sur case blanche b7 · Pion noir sur case noire c7 · Fou noir sur case blanche d7 · Pion noir sur case blanche f7 · Fou noir sur case noire g7 · Pion noir sur case noire d6 · Cavalier noir sur case noire f6 · Pion noir sur case blanche g6 · Pion noir sur case noire h6 · Pion noir sur case noire a5 · Cavalier noir sur case noire c5 · Pion blanc sur case blanche d5 · Pion noir sur case noire e5 · Pion blanc sur case blanche c4 · Pion blanc sur case blanche e4 · Fou blanc sur case noire h4 · Pion blanc sur case blanche b3 · Cavalier blanc sur case noire c3 · Pion blanc sur case blanche a2 · Cavalier blanc sur case noire d2 · Fou blanc sur case blanche e2 · Pion blanc sur case noire f2 · Pion blanc sur case blanche g2 · Pion blanc sur case noire h2 · Tour blanche sur case noire a1 · Dame blanche sur case blanche d1 · Tour blanche sur case blanche f1 · Roi blanc sur case noire g1 | 7 |
| 6 | Tour noire sur case blanche a8 · Dame noire sur case noire d8 · Tour noire sur case noire f8 · Roi noir sur case blanche g8 · Pion noir sur case blanche b7 · Pion noir sur case noire c7 · Fou noir sur case blanche d7 · Pion noir sur case blanche f7 · Fou noir sur case noire g7 · Pion noir sur case noire d6 · Cavalier noir sur case noire f6 · Pion noir sur case blanche g6 · Pion noir sur case noire h6 · Pion noir sur case noire a5 · Cavalier noir sur case noire c5 · Pion blanc sur case blanche d5 · Pion noir sur case noire e5 · Pion blanc sur case blanche c4 · Pion blanc sur case blanche e4 · Fou blanc sur case noire h4 · Pion blanc sur case blanche b3 · Cavalier blanc sur case noire c3 · Pion blanc sur case blanche a2 · Cavalier blanc sur case noire d2 · Fou blanc sur case blanche e2 · Pion blanc sur case noire f2 · Pion blanc sur case blanche g2 · Pion blanc sur case noire h2 · Tour blanche sur case noire a1 · Dame blanche sur case blanche d1 · Tour blanche sur case blanche f1 · Roi blanc sur case noire g1 | Tour noire sur case blanche a8 · Dame noire sur case noire d8 · Tour noire sur case noire f8 · Roi noir sur case blanche g8 · Pion noir sur case blanche b7 · Pion noir sur case noire c7 · Fou noir sur case blanche d7 · Pion noir sur case blanche f7 · Fou noir sur case noire g7 · Pion noir sur case noire d6 · Cavalier noir sur case noire f6 · Pion noir sur case blanche g6 · Pion noir sur case noire h6 · Pion noir sur case noire a5 · Cavalier noir sur case noire c5 · Pion blanc sur case blanche d5 · Pion noir sur case noire e5 · Pion blanc sur case blanche c4 · Pion blanc sur case blanche e4 · Fou blanc sur case noire h4 · Pion blanc sur case blanche b3 · Cavalier blanc sur case noire c3 · Pion blanc sur case blanche a2 · Cavalier blanc sur case noire d2 · Fou blanc sur case blanche e2 · Pion blanc sur case noire f2 · Pion blanc sur case blanche g2 · Pion blanc sur case noire h2 · Tour blanche sur case noire a1 · Dame blanche sur case blanche d1 · Tour blanche sur case blanche f1 · Roi blanc sur case noire g1 | Tour noire sur case blanche a8 · Dame noire sur case noire d8 · Tour noire sur case noire f8 · Roi noir sur case blanche g8 · Pion noir sur case blanche b7 · Pion noir sur case noire c7 · Fou noir sur case blanche d7 · Pion noir sur case blanche f7 · Fou noir sur case noire g7 · Pion noir sur case noire d6 · Cavalier noir sur case noire f6 · Pion noir sur case blanche g6 · Pion noir sur case noire h6 · Pion noir sur case noire a5 · Cavalier noir sur case noire c5 · Pion blanc sur case blanche d5 · Pion noir sur case noire e5 · Pion blanc sur case blanche c4 · Pion blanc sur case blanche e4 · Fou blanc sur case noire h4 · Pion blanc sur case blanche b3 · Cavalier blanc sur case noire c3 · Pion blanc sur case blanche a2 · Cavalier blanc sur case noire d2 · Fou blanc sur case blanche e2 · Pion blanc sur case noire f2 · Pion blanc sur case blanche g2 · Pion blanc sur case noire h2 · Tour blanche sur case noire a1 · Dame blanche sur case blanche d1 · Tour blanche sur case blanche f1 · Roi blanc sur case noire g1 | Tour noire sur case blanche a8 · Dame noire sur case noire d8 · Tour noire sur case noire f8 · Roi noir sur case blanche g8 · Pion noir sur case blanche b7 · Pion noir sur case noire c7 · Fou noir sur case blanche d7 · Pion noir sur case blanche f7 · Fou noir sur case noire g7 · Pion noir sur case noire d6 · Cavalier noir sur case noire f6 · Pion noir sur case blanche g6 · Pion noir sur case noire h6 · Pion noir sur case noire a5 · Cavalier noir sur case noire c5 · Pion blanc sur case blanche d5 · Pion noir sur case noire e5 · Pion blanc sur case blanche c4 · Pion blanc sur case blanche e4 · Fou blanc sur case noire h4 · Pion blanc sur case blanche b3 · Cavalier blanc sur case noire c3 · Pion blanc sur case blanche a2 · Cavalier blanc sur case noire d2 · Fou blanc sur case blanche e2 · Pion blanc sur case noire f2 · Pion blanc sur case blanche g2 · Pion blanc sur case noire h2 · Tour blanche sur case noire a1 · Dame blanche sur case blanche d1 · Tour blanche sur case blanche f1 · Roi blanc sur case noire g1 | Tour noire sur case blanche a8 · Dame noire sur case noire d8 · Tour noire sur case noire f8 · Roi noir sur case blanche g8 · Pion noir sur case blanche b7 · Pion noir sur case noire c7 · Fou noir sur case blanche d7 · Pion noir sur case blanche f7 · Fou noir sur case noire g7 · Pion noir sur case noire d6 · Cavalier noir sur case noire f6 · Pion noir sur case blanche g6 · Pion noir sur case noire h6 · Pion noir sur case noire a5 · Cavalier noir sur case noire c5 · Pion blanc sur case blanche d5 · Pion noir sur case noire e5 · Pion blanc sur case blanche c4 · Pion blanc sur case blanche e4 · Fou blanc sur case noire h4 · Pion blanc sur case blanche b3 · Cavalier blanc sur case noire c3 · Pion blanc sur case blanche a2 · Cavalier blanc sur case noire d2 · Fou blanc sur case blanche e2 · Pion blanc sur case noire f2 · Pion blanc sur case blanche g2 · Pion blanc sur case noire h2 · Tour blanche sur case noire a1 · Dame blanche sur case blanche d1 · Tour blanche sur case blanche f1 · Roi blanc sur case noire g1 | Tour noire sur case blanche a8 · Dame noire sur case noire d8 · Tour noire sur case noire f8 · Roi noir sur case blanche g8 · Pion noir sur case blanche b7 · Pion noir sur case noire c7 · Fou noir sur case blanche d7 · Pion noir sur case blanche f7 · Fou noir sur case noire g7 · Pion noir sur case noire d6 · Cavalier noir sur case noire f6 · Pion noir sur case blanche g6 · Pion noir sur case noire h6 · Pion noir sur case noire a5 · Cavalier noir sur case noire c5 · Pion blanc sur case blanche d5 · Pion noir sur case noire e5 · Pion blanc sur case blanche c4 · Pion blanc sur case blanche e4 · Fou blanc sur case noire h4 · Pion blanc sur case blanche b3 · Cavalier blanc sur case noire c3 · Pion blanc sur case blanche a2 · Cavalier blanc sur case noire d2 · Fou blanc sur case blanche e2 · Pion blanc sur case noire f2 · Pion blanc sur case blanche g2 · Pion blanc sur case noire h2 · Tour blanche sur case noire a1 · Dame blanche sur case blanche d1 · Tour blanche sur case blanche f1 · Roi blanc sur case noire g1 | Tour noire sur case blanche a8 · Dame noire sur case noire d8 · Tour noire sur case noire f8 · Roi noir sur case blanche g8 · Pion noir sur case blanche b7 · Pion noir sur case noire c7 · Fou noir sur case blanche d7 · Pion noir sur case blanche f7 · Fou noir sur case noire g7 · Pion noir sur case noire d6 · Cavalier noir sur case noire f6 · Pion noir sur case blanche g6 · Pion noir sur case noire h6 · Pion noir sur case noire a5 · Cavalier noir sur case noire c5 · Pion blanc sur case blanche d5 · Pion noir sur case noire e5 · Pion blanc sur case blanche c4 · Pion blanc sur case blanche e4 · Fou blanc sur case noire h4 · Pion blanc sur case blanche b3 · Cavalier blanc sur case noire c3 · Pion blanc sur case blanche a2 · Cavalier blanc sur case noire d2 · Fou blanc sur case blanche e2 · Pion blanc sur case noire f2 · Pion blanc sur case blanche g2 · Pion blanc sur case noire h2 · Tour blanche sur case noire a1 · Dame blanche sur case blanche d1 · Tour blanche sur case blanche f1 · Roi blanc sur case noire g1 | Tour noire sur case blanche a8 · Dame noire sur case noire d8 · Tour noire sur case noire f8 · Roi noir sur case blanche g8 · Pion noir sur case blanche b7 · Pion noir sur case noire c7 · Fou noir sur case blanche d7 · Pion noir sur case blanche f7 · Fou noir sur case noire g7 · Pion noir sur case noire d6 · Cavalier noir sur case noire f6 · Pion noir sur case blanche g6 · Pion noir sur case noire h6 · Pion noir sur case noire a5 · Cavalier noir sur case noire c5 · Pion blanc sur case blanche d5 · Pion noir sur case noire e5 · Pion blanc sur case blanche c4 · Pion blanc sur case blanche e4 · Fou blanc sur case noire h4 · Pion blanc sur case blanche b3 · Cavalier blanc sur case noire c3 · Pion blanc sur case blanche a2 · Cavalier blanc sur case noire d2 · Fou blanc sur case blanche e2 · Pion blanc sur case noire f2 · Pion blanc sur case blanche g2 · Pion blanc sur case noire h2 · Tour blanche sur case noire a1 · Dame blanche sur case blanche d1 · Tour blanche sur case blanche f1 · Roi blanc sur case noire g1 | 6 |
| 5 | Tour noire sur case blanche a8 · Dame noire sur case noire d8 · Tour noire sur case noire f8 · Roi noir sur case blanche g8 · Pion noir sur case blanche b7 · Pion noir sur case noire c7 · Fou noir sur case blanche d7 · Pion noir sur case blanche f7 · Fou noir sur case noire g7 · Pion noir sur case noire d6 · Cavalier noir sur case noire f6 · Pion noir sur case blanche g6 · Pion noir sur case noire h6 · Pion noir sur case noire a5 · Cavalier noir sur case noire c5 · Pion blanc sur case blanche d5 · Pion noir sur case noire e5 · Pion blanc sur case blanche c4 · Pion blanc sur case blanche e4 · Fou blanc sur case noire h4 · Pion blanc sur case blanche b3 · Cavalier blanc sur case noire c3 · Pion blanc sur case blanche a2 · Cavalier blanc sur case noire d2 · Fou blanc sur case blanche e2 · Pion blanc sur case noire f2 · Pion blanc sur case blanche g2 · Pion blanc sur case noire h2 · Tour blanche sur case noire a1 · Dame blanche sur case blanche d1 · Tour blanche sur case blanche f1 · Roi blanc sur case noire g1 | Tour noire sur case blanche a8 · Dame noire sur case noire d8 · Tour noire sur case noire f8 · Roi noir sur case blanche g8 · Pion noir sur case blanche b7 · Pion noir sur case noire c7 · Fou noir sur case blanche d7 · Pion noir sur case blanche f7 · Fou noir sur case noire g7 · Pion noir sur case noire d6 · Cavalier noir sur case noire f6 · Pion noir sur case blanche g6 · Pion noir sur case noire h6 · Pion noir sur case noire a5 · Cavalier noir sur case noire c5 · Pion blanc sur case blanche d5 · Pion noir sur case noire e5 · Pion blanc sur case blanche c4 · Pion blanc sur case blanche e4 · Fou blanc sur case noire h4 · Pion blanc sur case blanche b3 · Cavalier blanc sur case noire c3 · Pion blanc sur case blanche a2 · Cavalier blanc sur case noire d2 · Fou blanc sur case blanche e2 · Pion blanc sur case noire f2 · Pion blanc sur case blanche g2 · Pion blanc sur case noire h2 · Tour blanche sur case noire a1 · Dame blanche sur case blanche d1 · Tour blanche sur case blanche f1 · Roi blanc sur case noire g1 | Tour noire sur case blanche a8 · Dame noire sur case noire d8 · Tour noire sur case noire f8 · Roi noir sur case blanche g8 · Pion noir sur case blanche b7 · Pion noir sur case noire c7 · Fou noir sur case blanche d7 · Pion noir sur case blanche f7 · Fou noir sur case noire g7 · Pion noir sur case noire d6 · Cavalier noir sur case noire f6 · Pion noir sur case blanche g6 · Pion noir sur case noire h6 · Pion noir sur case noire a5 · Cavalier noir sur case noire c5 · Pion blanc sur case blanche d5 · Pion noir sur case noire e5 · Pion blanc sur case blanche c4 · Pion blanc sur case blanche e4 · Fou blanc sur case noire h4 · Pion blanc sur case blanche b3 · Cavalier blanc sur case noire c3 · Pion blanc sur case blanche a2 · Cavalier blanc sur case noire d2 · Fou blanc sur case blanche e2 · Pion blanc sur case noire f2 · Pion blanc sur case blanche g2 · Pion blanc sur case noire h2 · Tour blanche sur case noire a1 · Dame blanche sur case blanche d1 · Tour blanche sur case blanche f1 · Roi blanc sur case noire g1 | Tour noire sur case blanche a8 · Dame noire sur case noire d8 · Tour noire sur case noire f8 · Roi noir sur case blanche g8 · Pion noir sur case blanche b7 · Pion noir sur case noire c7 · Fou noir sur case blanche d7 · Pion noir sur case blanche f7 · Fou noir sur case noire g7 · Pion noir sur case noire d6 · Cavalier noir sur case noire f6 · Pion noir sur case blanche g6 · Pion noir sur case noire h6 · Pion noir sur case noire a5 · Cavalier noir sur case noire c5 · Pion blanc sur case blanche d5 · Pion noir sur case noire e5 · Pion blanc sur case blanche c4 · Pion blanc sur case blanche e4 · Fou blanc sur case noire h4 · Pion blanc sur case blanche b3 · Cavalier blanc sur case noire c3 · Pion blanc sur case blanche a2 · Cavalier blanc sur case noire d2 · Fou blanc sur case blanche e2 · Pion blanc sur case noire f2 · Pion blanc sur case blanche g2 · Pion blanc sur case noire h2 · Tour blanche sur case noire a1 · Dame blanche sur case blanche d1 · Tour blanche sur case blanche f1 · Roi blanc sur case noire g1 | Tour noire sur case blanche a8 · Dame noire sur case noire d8 · Tour noire sur case noire f8 · Roi noir sur case blanche g8 · Pion noir sur case blanche b7 · Pion noir sur case noire c7 · Fou noir sur case blanche d7 · Pion noir sur case blanche f7 · Fou noir sur case noire g7 · Pion noir sur case noire d6 · Cavalier noir sur case noire f6 · Pion noir sur case blanche g6 · Pion noir sur case noire h6 · Pion noir sur case noire a5 · Cavalier noir sur case noire c5 · Pion blanc sur case blanche d5 · Pion noir sur case noire e5 · Pion blanc sur case blanche c4 · Pion blanc sur case blanche e4 · Fou blanc sur case noire h4 · Pion blanc sur case blanche b3 · Cavalier blanc sur case noire c3 · Pion blanc sur case blanche a2 · Cavalier blanc sur case noire d2 · Fou blanc sur case blanche e2 · Pion blanc sur case noire f2 · Pion blanc sur case blanche g2 · Pion blanc sur case noire h2 · Tour blanche sur case noire a1 · Dame blanche sur case blanche d1 · Tour blanche sur case blanche f1 · Roi blanc sur case noire g1 | Tour noire sur case blanche a8 · Dame noire sur case noire d8 · Tour noire sur case noire f8 · Roi noir sur case blanche g8 · Pion noir sur case blanche b7 · Pion noir sur case noire c7 · Fou noir sur case blanche d7 · Pion noir sur case blanche f7 · Fou noir sur case noire g7 · Pion noir sur case noire d6 · Cavalier noir sur case noire f6 · Pion noir sur case blanche g6 · Pion noir sur case noire h6 · Pion noir sur case noire a5 · Cavalier noir sur case noire c5 · Pion blanc sur case blanche d5 · Pion noir sur case noire e5 · Pion blanc sur case blanche c4 · Pion blanc sur case blanche e4 · Fou blanc sur case noire h4 · Pion blanc sur case blanche b3 · Cavalier blanc sur case noire c3 · Pion blanc sur case blanche a2 · Cavalier blanc sur case noire d2 · Fou blanc sur case blanche e2 · Pion blanc sur case noire f2 · Pion blanc sur case blanche g2 · Pion blanc sur case noire h2 · Tour blanche sur case noire a1 · Dame blanche sur case blanche d1 · Tour blanche sur case blanche f1 · Roi blanc sur case noire g1 | Tour noire sur case blanche a8 · Dame noire sur case noire d8 · Tour noire sur case noire f8 · Roi noir sur case blanche g8 · Pion noir sur case blanche b7 · Pion noir sur case noire c7 · Fou noir sur case blanche d7 · Pion noir sur case blanche f7 · Fou noir sur case noire g7 · Pion noir sur case noire d6 · Cavalier noir sur case noire f6 · Pion noir sur case blanche g6 · Pion noir sur case noire h6 · Pion noir sur case noire a5 · Cavalier noir sur case noire c5 · Pion blanc sur case blanche d5 · Pion noir sur case noire e5 · Pion blanc sur case blanche c4 · Pion blanc sur case blanche e4 · Fou blanc sur case noire h4 · Pion blanc sur case blanche b3 · Cavalier blanc sur case noire c3 · Pion blanc sur case blanche a2 · Cavalier blanc sur case noire d2 · Fou blanc sur case blanche e2 · Pion blanc sur case noire f2 · Pion blanc sur case blanche g2 · Pion blanc sur case noire h2 · Tour blanche sur case noire a1 · Dame blanche sur case blanche d1 · Tour blanche sur case blanche f1 · Roi blanc sur case noire g1 | Tour noire sur case blanche a8 · Dame noire sur case noire d8 · Tour noire sur case noire f8 · Roi noir sur case blanche g8 · Pion noir sur case blanche b7 · Pion noir sur case noire c7 · Fou noir sur case blanche d7 · Pion noir sur case blanche f7 · Fou noir sur case noire g7 · Pion noir sur case noire d6 · Cavalier noir sur case noire f6 · Pion noir sur case blanche g6 · Pion noir sur case noire h6 · Pion noir sur case noire a5 · Cavalier noir sur case noire c5 · Pion blanc sur case blanche d5 · Pion noir sur case noire e5 · Pion blanc sur case blanche c4 · Pion blanc sur case blanche e4 · Fou blanc sur case noire h4 · Pion blanc sur case blanche b3 · Cavalier blanc sur case noire c3 · Pion blanc sur case blanche a2 · Cavalier blanc sur case noire d2 · Fou blanc sur case blanche e2 · Pion blanc sur case noire f2 · Pion blanc sur case blanche g2 · Pion blanc sur case noire h2 · Tour blanche sur case noire a1 · Dame blanche sur case blanche d1 · Tour blanche sur case blanche f1 · Roi blanc sur case noire g1 | 5 |
| 4 | Tour noire sur case blanche a8 · Dame noire sur case noire d8 · Tour noire sur case noire f8 · Roi noir sur case blanche g8 · Pion noir sur case blanche b7 · Pion noir sur case noire c7 · Fou noir sur case blanche d7 · Pion noir sur case blanche f7 · Fou noir sur case noire g7 · Pion noir sur case noire d6 · Cavalier noir sur case noire f6 · Pion noir sur case blanche g6 · Pion noir sur case noire h6 · Pion noir sur case noire a5 · Cavalier noir sur case noire c5 · Pion blanc sur case blanche d5 · Pion noir sur case noire e5 · Pion blanc sur case blanche c4 · Pion blanc sur case blanche e4 · Fou blanc sur case noire h4 · Pion blanc sur case blanche b3 · Cavalier blanc sur case noire c3 · Pion blanc sur case blanche a2 · Cavalier blanc sur case noire d2 · Fou blanc sur case blanche e2 · Pion blanc sur case noire f2 · Pion blanc sur case blanche g2 · Pion blanc sur case noire h2 · Tour blanche sur case noire a1 · Dame blanche sur case blanche d1 · Tour blanche sur case blanche f1 · Roi blanc sur case noire g1 | Tour noire sur case blanche a8 · Dame noire sur case noire d8 · Tour noire sur case noire f8 · Roi noir sur case blanche g8 · Pion noir sur case blanche b7 · Pion noir sur case noire c7 · Fou noir sur case blanche d7 · Pion noir sur case blanche f7 · Fou noir sur case noire g7 · Pion noir sur case noire d6 · Cavalier noir sur case noire f6 · Pion noir sur case blanche g6 · Pion noir sur case noire h6 · Pion noir sur case noire a5 · Cavalier noir sur case noire c5 · Pion blanc sur case blanche d5 · Pion noir sur case noire e5 · Pion blanc sur case blanche c4 · Pion blanc sur case blanche e4 · Fou blanc sur case noire h4 · Pion blanc sur case blanche b3 · Cavalier blanc sur case noire c3 · Pion blanc sur case blanche a2 · Cavalier blanc sur case noire d2 · Fou blanc sur case blanche e2 · Pion blanc sur case noire f2 · Pion blanc sur case blanche g2 · Pion blanc sur case noire h2 · Tour blanche sur case noire a1 · Dame blanche sur case blanche d1 · Tour blanche sur case blanche f1 · Roi blanc sur case noire g1 | Tour noire sur case blanche a8 · Dame noire sur case noire d8 · Tour noire sur case noire f8 · Roi noir sur case blanche g8 · Pion noir sur case blanche b7 · Pion noir sur case noire c7 · Fou noir sur case blanche d7 · Pion noir sur case blanche f7 · Fou noir sur case noire g7 · Pion noir sur case noire d6 · Cavalier noir sur case noire f6 · Pion noir sur case blanche g6 · Pion noir sur case noire h6 · Pion noir sur case noire a5 · Cavalier noir sur case noire c5 · Pion blanc sur case blanche d5 · Pion noir sur case noire e5 · Pion blanc sur case blanche c4 · Pion blanc sur case blanche e4 · Fou blanc sur case noire h4 · Pion blanc sur case blanche b3 · Cavalier blanc sur case noire c3 · Pion blanc sur case blanche a2 · Cavalier blanc sur case noire d2 · Fou blanc sur case blanche e2 · Pion blanc sur case noire f2 · Pion blanc sur case blanche g2 · Pion blanc sur case noire h2 · Tour blanche sur case noire a1 · Dame blanche sur case blanche d1 · Tour blanche sur case blanche f1 · Roi blanc sur case noire g1 | Tour noire sur case blanche a8 · Dame noire sur case noire d8 · Tour noire sur case noire f8 · Roi noir sur case blanche g8 · Pion noir sur case blanche b7 · Pion noir sur case noire c7 · Fou noir sur case blanche d7 · Pion noir sur case blanche f7 · Fou noir sur case noire g7 · Pion noir sur case noire d6 · Cavalier noir sur case noire f6 · Pion noir sur case blanche g6 · Pion noir sur case noire h6 · Pion noir sur case noire a5 · Cavalier noir sur case noire c5 · Pion blanc sur case blanche d5 · Pion noir sur case noire e5 · Pion blanc sur case blanche c4 · Pion blanc sur case blanche e4 · Fou blanc sur case noire h4 · Pion blanc sur case blanche b3 · Cavalier blanc sur case noire c3 · Pion blanc sur case blanche a2 · Cavalier blanc sur case noire d2 · Fou blanc sur case blanche e2 · Pion blanc sur case noire f2 · Pion blanc sur case blanche g2 · Pion blanc sur case noire h2 · Tour blanche sur case noire a1 · Dame blanche sur case blanche d1 · Tour blanche sur case blanche f1 · Roi blanc sur case noire g1 | Tour noire sur case blanche a8 · Dame noire sur case noire d8 · Tour noire sur case noire f8 · Roi noir sur case blanche g8 · Pion noir sur case blanche b7 · Pion noir sur case noire c7 · Fou noir sur case blanche d7 · Pion noir sur case blanche f7 · Fou noir sur case noire g7 · Pion noir sur case noire d6 · Cavalier noir sur case noire f6 · Pion noir sur case blanche g6 · Pion noir sur case noire h6 · Pion noir sur case noire a5 · Cavalier noir sur case noire c5 · Pion blanc sur case blanche d5 · Pion noir sur case noire e5 · Pion blanc sur case blanche c4 · Pion blanc sur case blanche e4 · Fou blanc sur case noire h4 · Pion blanc sur case blanche b3 · Cavalier blanc sur case noire c3 · Pion blanc sur case blanche a2 · Cavalier blanc sur case noire d2 · Fou blanc sur case blanche e2 · Pion blanc sur case noire f2 · Pion blanc sur case blanche g2 · Pion blanc sur case noire h2 · Tour blanche sur case noire a1 · Dame blanche sur case blanche d1 · Tour blanche sur case blanche f1 · Roi blanc sur case noire g1 | Tour noire sur case blanche a8 · Dame noire sur case noire d8 · Tour noire sur case noire f8 · Roi noir sur case blanche g8 · Pion noir sur case blanche b7 · Pion noir sur case noire c7 · Fou noir sur case blanche d7 · Pion noir sur case blanche f7 · Fou noir sur case noire g7 · Pion noir sur case noire d6 · Cavalier noir sur case noire f6 · Pion noir sur case blanche g6 · Pion noir sur case noire h6 · Pion noir sur case noire a5 · Cavalier noir sur case noire c5 · Pion blanc sur case blanche d5 · Pion noir sur case noire e5 · Pion blanc sur case blanche c4 · Pion blanc sur case blanche e4 · Fou blanc sur case noire h4 · Pion blanc sur case blanche b3 · Cavalier blanc sur case noire c3 · Pion blanc sur case blanche a2 · Cavalier blanc sur case noire d2 · Fou blanc sur case blanche e2 · Pion blanc sur case noire f2 · Pion blanc sur case blanche g2 · Pion blanc sur case noire h2 · Tour blanche sur case noire a1 · Dame blanche sur case blanche d1 · Tour blanche sur case blanche f1 · Roi blanc sur case noire g1 | Tour noire sur case blanche a8 · Dame noire sur case noire d8 · Tour noire sur case noire f8 · Roi noir sur case blanche g8 · Pion noir sur case blanche b7 · Pion noir sur case noire c7 · Fou noir sur case blanche d7 · Pion noir sur case blanche f7 · Fou noir sur case noire g7 · Pion noir sur case noire d6 · Cavalier noir sur case noire f6 · Pion noir sur case blanche g6 · Pion noir sur case noire h6 · Pion noir sur case noire a5 · Cavalier noir sur case noire c5 · Pion blanc sur case blanche d5 · Pion noir sur case noire e5 · Pion blanc sur case blanche c4 · Pion blanc sur case blanche e4 · Fou blanc sur case noire h4 · Pion blanc sur case blanche b3 · Cavalier blanc sur case noire c3 · Pion blanc sur case blanche a2 · Cavalier blanc sur case noire d2 · Fou blanc sur case blanche e2 · Pion blanc sur case noire f2 · Pion blanc sur case blanche g2 · Pion blanc sur case noire h2 · Tour blanche sur case noire a1 · Dame blanche sur case blanche d1 · Tour blanche sur case blanche f1 · Roi blanc sur case noire g1 | Tour noire sur case blanche a8 · Dame noire sur case noire d8 · Tour noire sur case noire f8 · Roi noir sur case blanche g8 · Pion noir sur case blanche b7 · Pion noir sur case noire c7 · Fou noir sur case blanche d7 · Pion noir sur case blanche f7 · Fou noir sur case noire g7 · Pion noir sur case noire d6 · Cavalier noir sur case noire f6 · Pion noir sur case blanche g6 · Pion noir sur case noire h6 · Pion noir sur case noire a5 · Cavalier noir sur case noire c5 · Pion blanc sur case blanche d5 · Pion noir sur case noire e5 · Pion blanc sur case blanche c4 · Pion blanc sur case blanche e4 · Fou blanc sur case noire h4 · Pion blanc sur case blanche b3 · Cavalier blanc sur case noire c3 · Pion blanc sur case blanche a2 · Cavalier blanc sur case noire d2 · Fou blanc sur case blanche e2 · Pion blanc sur case noire f2 · Pion blanc sur case blanche g2 · Pion blanc sur case noire h2 · Tour blanche sur case noire a1 · Dame blanche sur case blanche d1 · Tour blanche sur case blanche f1 · Roi blanc sur case noire g1 | 4 |
| 3 | Tour noire sur case blanche a8 · Dame noire sur case noire d8 · Tour noire sur case noire f8 · Roi noir sur case blanche g8 · Pion noir sur case blanche b7 · Pion noir sur case noire c7 · Fou noir sur case blanche d7 · Pion noir sur case blanche f7 · Fou noir sur case noire g7 · Pion noir sur case noire d6 · Cavalier noir sur case noire f6 · Pion noir sur case blanche g6 · Pion noir sur case noire h6 · Pion noir sur case noire a5 · Cavalier noir sur case noire c5 · Pion blanc sur case blanche d5 · Pion noir sur case noire e5 · Pion blanc sur case blanche c4 · Pion blanc sur case blanche e4 · Fou blanc sur case noire h4 · Pion blanc sur case blanche b3 · Cavalier blanc sur case noire c3 · Pion blanc sur case blanche a2 · Cavalier blanc sur case noire d2 · Fou blanc sur case blanche e2 · Pion blanc sur case noire f2 · Pion blanc sur case blanche g2 · Pion blanc sur case noire h2 · Tour blanche sur case noire a1 · Dame blanche sur case blanche d1 · Tour blanche sur case blanche f1 · Roi blanc sur case noire g1 | Tour noire sur case blanche a8 · Dame noire sur case noire d8 · Tour noire sur case noire f8 · Roi noir sur case blanche g8 · Pion noir sur case blanche b7 · Pion noir sur case noire c7 · Fou noir sur case blanche d7 · Pion noir sur case blanche f7 · Fou noir sur case noire g7 · Pion noir sur case noire d6 · Cavalier noir sur case noire f6 · Pion noir sur case blanche g6 · Pion noir sur case noire h6 · Pion noir sur case noire a5 · Cavalier noir sur case noire c5 · Pion blanc sur case blanche d5 · Pion noir sur case noire e5 · Pion blanc sur case blanche c4 · Pion blanc sur case blanche e4 · Fou blanc sur case noire h4 · Pion blanc sur case blanche b3 · Cavalier blanc sur case noire c3 · Pion blanc sur case blanche a2 · Cavalier blanc sur case noire d2 · Fou blanc sur case blanche e2 · Pion blanc sur case noire f2 · Pion blanc sur case blanche g2 · Pion blanc sur case noire h2 · Tour blanche sur case noire a1 · Dame blanche sur case blanche d1 · Tour blanche sur case blanche f1 · Roi blanc sur case noire g1 | Tour noire sur case blanche a8 · Dame noire sur case noire d8 · Tour noire sur case noire f8 · Roi noir sur case blanche g8 · Pion noir sur case blanche b7 · Pion noir sur case noire c7 · Fou noir sur case blanche d7 · Pion noir sur case blanche f7 · Fou noir sur case noire g7 · Pion noir sur case noire d6 · Cavalier noir sur case noire f6 · Pion noir sur case blanche g6 · Pion noir sur case noire h6 · Pion noir sur case noire a5 · Cavalier noir sur case noire c5 · Pion blanc sur case blanche d5 · Pion noir sur case noire e5 · Pion blanc sur case blanche c4 · Pion blanc sur case blanche e4 · Fou blanc sur case noire h4 · Pion blanc sur case blanche b3 · Cavalier blanc sur case noire c3 · Pion blanc sur case blanche a2 · Cavalier blanc sur case noire d2 · Fou blanc sur case blanche e2 · Pion blanc sur case noire f2 · Pion blanc sur case blanche g2 · Pion blanc sur case noire h2 · Tour blanche sur case noire a1 · Dame blanche sur case blanche d1 · Tour blanche sur case blanche f1 · Roi blanc sur case noire g1 | Tour noire sur case blanche a8 · Dame noire sur case noire d8 · Tour noire sur case noire f8 · Roi noir sur case blanche g8 · Pion noir sur case blanche b7 · Pion noir sur case noire c7 · Fou noir sur case blanche d7 · Pion noir sur case blanche f7 · Fou noir sur case noire g7 · Pion noir sur case noire d6 · Cavalier noir sur case noire f6 · Pion noir sur case blanche g6 · Pion noir sur case noire h6 · Pion noir sur case noire a5 · Cavalier noir sur case noire c5 · Pion blanc sur case blanche d5 · Pion noir sur case noire e5 · Pion blanc sur case blanche c4 · Pion blanc sur case blanche e4 · Fou blanc sur case noire h4 · Pion blanc sur case blanche b3 · Cavalier blanc sur case noire c3 · Pion blanc sur case blanche a2 · Cavalier blanc sur case noire d2 · Fou blanc sur case blanche e2 · Pion blanc sur case noire f2 · Pion blanc sur case blanche g2 · Pion blanc sur case noire h2 · Tour blanche sur case noire a1 · Dame blanche sur case blanche d1 · Tour blanche sur case blanche f1 · Roi blanc sur case noire g1 | Tour noire sur case blanche a8 · Dame noire sur case noire d8 · Tour noire sur case noire f8 · Roi noir sur case blanche g8 · Pion noir sur case blanche b7 · Pion noir sur case noire c7 · Fou noir sur case blanche d7 · Pion noir sur case blanche f7 · Fou noir sur case noire g7 · Pion noir sur case noire d6 · Cavalier noir sur case noire f6 · Pion noir sur case blanche g6 · Pion noir sur case noire h6 · Pion noir sur case noire a5 · Cavalier noir sur case noire c5 · Pion blanc sur case blanche d5 · Pion noir sur case noire e5 · Pion blanc sur case blanche c4 · Pion blanc sur case blanche e4 · Fou blanc sur case noire h4 · Pion blanc sur case blanche b3 · Cavalier blanc sur case noire c3 · Pion blanc sur case blanche a2 · Cavalier blanc sur case noire d2 · Fou blanc sur case blanche e2 · Pion blanc sur case noire f2 · Pion blanc sur case blanche g2 · Pion blanc sur case noire h2 · Tour blanche sur case noire a1 · Dame blanche sur case blanche d1 · Tour blanche sur case blanche f1 · Roi blanc sur case noire g1 | Tour noire sur case blanche a8 · Dame noire sur case noire d8 · Tour noire sur case noire f8 · Roi noir sur case blanche g8 · Pion noir sur case blanche b7 · Pion noir sur case noire c7 · Fou noir sur case blanche d7 · Pion noir sur case blanche f7 · Fou noir sur case noire g7 · Pion noir sur case noire d6 · Cavalier noir sur case noire f6 · Pion noir sur case blanche g6 · Pion noir sur case noire h6 · Pion noir sur case noire a5 · Cavalier noir sur case noire c5 · Pion blanc sur case blanche d5 · Pion noir sur case noire e5 · Pion blanc sur case blanche c4 · Pion blanc sur case blanche e4 · Fou blanc sur case noire h4 · Pion blanc sur case blanche b3 · Cavalier blanc sur case noire c3 · Pion blanc sur case blanche a2 · Cavalier blanc sur case noire d2 · Fou blanc sur case blanche e2 · Pion blanc sur case noire f2 · Pion blanc sur case blanche g2 · Pion blanc sur case noire h2 · Tour blanche sur case noire a1 · Dame blanche sur case blanche d1 · Tour blanche sur case blanche f1 · Roi blanc sur case noire g1 | Tour noire sur case blanche a8 · Dame noire sur case noire d8 · Tour noire sur case noire f8 · Roi noir sur case blanche g8 · Pion noir sur case blanche b7 · Pion noir sur case noire c7 · Fou noir sur case blanche d7 · Pion noir sur case blanche f7 · Fou noir sur case noire g7 · Pion noir sur case noire d6 · Cavalier noir sur case noire f6 · Pion noir sur case blanche g6 · Pion noir sur case noire h6 · Pion noir sur case noire a5 · Cavalier noir sur case noire c5 · Pion blanc sur case blanche d5 · Pion noir sur case noire e5 · Pion blanc sur case blanche c4 · Pion blanc sur case blanche e4 · Fou blanc sur case noire h4 · Pion blanc sur case blanche b3 · Cavalier blanc sur case noire c3 · Pion blanc sur case blanche a2 · Cavalier blanc sur case noire d2 · Fou blanc sur case blanche e2 · Pion blanc sur case noire f2 · Pion blanc sur case blanche g2 · Pion blanc sur case noire h2 · Tour blanche sur case noire a1 · Dame blanche sur case blanche d1 · Tour blanche sur case blanche f1 · Roi blanc sur case noire g1 | Tour noire sur case blanche a8 · Dame noire sur case noire d8 · Tour noire sur case noire f8 · Roi noir sur case blanche g8 · Pion noir sur case blanche b7 · Pion noir sur case noire c7 · Fou noir sur case blanche d7 · Pion noir sur case blanche f7 · Fou noir sur case noire g7 · Pion noir sur case noire d6 · Cavalier noir sur case noire f6 · Pion noir sur case blanche g6 · Pion noir sur case noire h6 · Pion noir sur case noire a5 · Cavalier noir sur case noire c5 · Pion blanc sur case blanche d5 · Pion noir sur case noire e5 · Pion blanc sur case blanche c4 · Pion blanc sur case blanche e4 · Fou blanc sur case noire h4 · Pion blanc sur case blanche b3 · Cavalier blanc sur case noire c3 · Pion blanc sur case blanche a2 · Cavalier blanc sur case noire d2 · Fou blanc sur case blanche e2 · Pion blanc sur case noire f2 · Pion blanc sur case blanche g2 · Pion blanc sur case noire h2 · Tour blanche sur case noire a1 · Dame blanche sur case blanche d1 · Tour blanche sur case blanche f1 · Roi blanc sur case noire g1 | 3 |
| 2 | Tour noire sur case blanche a8 · Dame noire sur case noire d8 · Tour noire sur case noire f8 · Roi noir sur case blanche g8 · Pion noir sur case blanche b7 · Pion noir sur case noire c7 · Fou noir sur case blanche d7 · Pion noir sur case blanche f7 · Fou noir sur case noire g7 · Pion noir sur case noire d6 · Cavalier noir sur case noire f6 · Pion noir sur case blanche g6 · Pion noir sur case noire h6 · Pion noir sur case noire a5 · Cavalier noir sur case noire c5 · Pion blanc sur case blanche d5 · Pion noir sur case noire e5 · Pion blanc sur case blanche c4 · Pion blanc sur case blanche e4 · Fou blanc sur case noire h4 · Pion blanc sur case blanche b3 · Cavalier blanc sur case noire c3 · Pion blanc sur case blanche a2 · Cavalier blanc sur case noire d2 · Fou blanc sur case blanche e2 · Pion blanc sur case noire f2 · Pion blanc sur case blanche g2 · Pion blanc sur case noire h2 · Tour blanche sur case noire a1 · Dame blanche sur case blanche d1 · Tour blanche sur case blanche f1 · Roi blanc sur case noire g1 | Tour noire sur case blanche a8 · Dame noire sur case noire d8 · Tour noire sur case noire f8 · Roi noir sur case blanche g8 · Pion noir sur case blanche b7 · Pion noir sur case noire c7 · Fou noir sur case blanche d7 · Pion noir sur case blanche f7 · Fou noir sur case noire g7 · Pion noir sur case noire d6 · Cavalier noir sur case noire f6 · Pion noir sur case blanche g6 · Pion noir sur case noire h6 · Pion noir sur case noire a5 · Cavalier noir sur case noire c5 · Pion blanc sur case blanche d5 · Pion noir sur case noire e5 · Pion blanc sur case blanche c4 · Pion blanc sur case blanche e4 · Fou blanc sur case noire h4 · Pion blanc sur case blanche b3 · Cavalier blanc sur case noire c3 · Pion blanc sur case blanche a2 · Cavalier blanc sur case noire d2 · Fou blanc sur case blanche e2 · Pion blanc sur case noire f2 · Pion blanc sur case blanche g2 · Pion blanc sur case noire h2 · Tour blanche sur case noire a1 · Dame blanche sur case blanche d1 · Tour blanche sur case blanche f1 · Roi blanc sur case noire g1 | Tour noire sur case blanche a8 · Dame noire sur case noire d8 · Tour noire sur case noire f8 · Roi noir sur case blanche g8 · Pion noir sur case blanche b7 · Pion noir sur case noire c7 · Fou noir sur case blanche d7 · Pion noir sur case blanche f7 · Fou noir sur case noire g7 · Pion noir sur case noire d6 · Cavalier noir sur case noire f6 · Pion noir sur case blanche g6 · Pion noir sur case noire h6 · Pion noir sur case noire a5 · Cavalier noir sur case noire c5 · Pion blanc sur case blanche d5 · Pion noir sur case noire e5 · Pion blanc sur case blanche c4 · Pion blanc sur case blanche e4 · Fou blanc sur case noire h4 · Pion blanc sur case blanche b3 · Cavalier blanc sur case noire c3 · Pion blanc sur case blanche a2 · Cavalier blanc sur case noire d2 · Fou blanc sur case blanche e2 · Pion blanc sur case noire f2 · Pion blanc sur case blanche g2 · Pion blanc sur case noire h2 · Tour blanche sur case noire a1 · Dame blanche sur case blanche d1 · Tour blanche sur case blanche f1 · Roi blanc sur case noire g1 | Tour noire sur case blanche a8 · Dame noire sur case noire d8 · Tour noire sur case noire f8 · Roi noir sur case blanche g8 · Pion noir sur case blanche b7 · Pion noir sur case noire c7 · Fou noir sur case blanche d7 · Pion noir sur case blanche f7 · Fou noir sur case noire g7 · Pion noir sur case noire d6 · Cavalier noir sur case noire f6 · Pion noir sur case blanche g6 · Pion noir sur case noire h6 · Pion noir sur case noire a5 · Cavalier noir sur case noire c5 · Pion blanc sur case blanche d5 · Pion noir sur case noire e5 · Pion blanc sur case blanche c4 · Pion blanc sur case blanche e4 · Fou blanc sur case noire h4 · Pion blanc sur case blanche b3 · Cavalier blanc sur case noire c3 · Pion blanc sur case blanche a2 · Cavalier blanc sur case noire d2 · Fou blanc sur case blanche e2 · Pion blanc sur case noire f2 · Pion blanc sur case blanche g2 · Pion blanc sur case noire h2 · Tour blanche sur case noire a1 · Dame blanche sur case blanche d1 · Tour blanche sur case blanche f1 · Roi blanc sur case noire g1 | Tour noire sur case blanche a8 · Dame noire sur case noire d8 · Tour noire sur case noire f8 · Roi noir sur case blanche g8 · Pion noir sur case blanche b7 · Pion noir sur case noire c7 · Fou noir sur case blanche d7 · Pion noir sur case blanche f7 · Fou noir sur case noire g7 · Pion noir sur case noire d6 · Cavalier noir sur case noire f6 · Pion noir sur case blanche g6 · Pion noir sur case noire h6 · Pion noir sur case noire a5 · Cavalier noir sur case noire c5 · Pion blanc sur case blanche d5 · Pion noir sur case noire e5 · Pion blanc sur case blanche c4 · Pion blanc sur case blanche e4 · Fou blanc sur case noire h4 · Pion blanc sur case blanche b3 · Cavalier blanc sur case noire c3 · Pion blanc sur case blanche a2 · Cavalier blanc sur case noire d2 · Fou blanc sur case blanche e2 · Pion blanc sur case noire f2 · Pion blanc sur case blanche g2 · Pion blanc sur case noire h2 · Tour blanche sur case noire a1 · Dame blanche sur case blanche d1 · Tour blanche sur case blanche f1 · Roi blanc sur case noire g1 | Tour noire sur case blanche a8 · Dame noire sur case noire d8 · Tour noire sur case noire f8 · Roi noir sur case blanche g8 · Pion noir sur case blanche b7 · Pion noir sur case noire c7 · Fou noir sur case blanche d7 · Pion noir sur case blanche f7 · Fou noir sur case noire g7 · Pion noir sur case noire d6 · Cavalier noir sur case noire f6 · Pion noir sur case blanche g6 · Pion noir sur case noire h6 · Pion noir sur case noire a5 · Cavalier noir sur case noire c5 · Pion blanc sur case blanche d5 · Pion noir sur case noire e5 · Pion blanc sur case blanche c4 · Pion blanc sur case blanche e4 · Fou blanc sur case noire h4 · Pion blanc sur case blanche b3 · Cavalier blanc sur case noire c3 · Pion blanc sur case blanche a2 · Cavalier blanc sur case noire d2 · Fou blanc sur case blanche e2 · Pion blanc sur case noire f2 · Pion blanc sur case blanche g2 · Pion blanc sur case noire h2 · Tour blanche sur case noire a1 · Dame blanche sur case blanche d1 · Tour blanche sur case blanche f1 · Roi blanc sur case noire g1 | Tour noire sur case blanche a8 · Dame noire sur case noire d8 · Tour noire sur case noire f8 · Roi noir sur case blanche g8 · Pion noir sur case blanche b7 · Pion noir sur case noire c7 · Fou noir sur case blanche d7 · Pion noir sur case blanche f7 · Fou noir sur case noire g7 · Pion noir sur case noire d6 · Cavalier noir sur case noire f6 · Pion noir sur case blanche g6 · Pion noir sur case noire h6 · Pion noir sur case noire a5 · Cavalier noir sur case noire c5 · Pion blanc sur case blanche d5 · Pion noir sur case noire e5 · Pion blanc sur case blanche c4 · Pion blanc sur case blanche e4 · Fou blanc sur case noire h4 · Pion blanc sur case blanche b3 · Cavalier blanc sur case noire c3 · Pion blanc sur case blanche a2 · Cavalier blanc sur case noire d2 · Fou blanc sur case blanche e2 · Pion blanc sur case noire f2 · Pion blanc sur case blanche g2 · Pion blanc sur case noire h2 · Tour blanche sur case noire a1 · Dame blanche sur case blanche d1 · Tour blanche sur case blanche f1 · Roi blanc sur case noire g1 | Tour noire sur case blanche a8 · Dame noire sur case noire d8 · Tour noire sur case noire f8 · Roi noir sur case blanche g8 · Pion noir sur case blanche b7 · Pion noir sur case noire c7 · Fou noir sur case blanche d7 · Pion noir sur case blanche f7 · Fou noir sur case noire g7 · Pion noir sur case noire d6 · Cavalier noir sur case noire f6 · Pion noir sur case blanche g6 · Pion noir sur case noire h6 · Pion noir sur case noire a5 · Cavalier noir sur case noire c5 · Pion blanc sur case blanche d5 · Pion noir sur case noire e5 · Pion blanc sur case blanche c4 · Pion blanc sur case blanche e4 · Fou blanc sur case noire h4 · Pion blanc sur case blanche b3 · Cavalier blanc sur case noire c3 · Pion blanc sur case blanche a2 · Cavalier blanc sur case noire d2 · Fou blanc sur case blanche e2 · Pion blanc sur case noire f2 · Pion blanc sur case blanche g2 · Pion blanc sur case noire h2 · Tour blanche sur case noire a1 · Dame blanche sur case blanche d1 · Tour blanche sur case blanche f1 · Roi blanc sur case noire g1 | 2 |
| 1 | Tour noire sur case blanche a8 · Dame noire sur case noire d8 · Tour noire sur case noire f8 · Roi noir sur case blanche g8 · Pion noir sur case blanche b7 · Pion noir sur case noire c7 · Fou noir sur case blanche d7 · Pion noir sur case blanche f7 · Fou noir sur case noire g7 · Pion noir sur case noire d6 · Cavalier noir sur case noire f6 · Pion noir sur case blanche g6 · Pion noir sur case noire h6 · Pion noir sur case noire a5 · Cavalier noir sur case noire c5 · Pion blanc sur case blanche d5 · Pion noir sur case noire e5 · Pion blanc sur case blanche c4 · Pion blanc sur case blanche e4 · Fou blanc sur case noire h4 · Pion blanc sur case blanche b3 · Cavalier blanc sur case noire c3 · Pion blanc sur case blanche a2 · Cavalier blanc sur case noire d2 · Fou blanc sur case blanche e2 · Pion blanc sur case noire f2 · Pion blanc sur case blanche g2 · Pion blanc sur case noire h2 · Tour blanche sur case noire a1 · Dame blanche sur case blanche d1 · Tour blanche sur case blanche f1 · Roi blanc sur case noire g1 | Tour noire sur case blanche a8 · Dame noire sur case noire d8 · Tour noire sur case noire f8 · Roi noir sur case blanche g8 · Pion noir sur case blanche b7 · Pion noir sur case noire c7 · Fou noir sur case blanche d7 · Pion noir sur case blanche f7 · Fou noir sur case noire g7 · Pion noir sur case noire d6 · Cavalier noir sur case noire f6 · Pion noir sur case blanche g6 · Pion noir sur case noire h6 · Pion noir sur case noire a5 · Cavalier noir sur case noire c5 · Pion blanc sur case blanche d5 · Pion noir sur case noire e5 · Pion blanc sur case blanche c4 · Pion blanc sur case blanche e4 · Fou blanc sur case noire h4 · Pion blanc sur case blanche b3 · Cavalier blanc sur case noire c3 · Pion blanc sur case blanche a2 · Cavalier blanc sur case noire d2 · Fou blanc sur case blanche e2 · Pion blanc sur case noire f2 · Pion blanc sur case blanche g2 · Pion blanc sur case noire h2 · Tour blanche sur case noire a1 · Dame blanche sur case blanche d1 · Tour blanche sur case blanche f1 · Roi blanc sur case noire g1 | Tour noire sur case blanche a8 · Dame noire sur case noire d8 · Tour noire sur case noire f8 · Roi noir sur case blanche g8 · Pion noir sur case blanche b7 · Pion noir sur case noire c7 · Fou noir sur case blanche d7 · Pion noir sur case blanche f7 · Fou noir sur case noire g7 · Pion noir sur case noire d6 · Cavalier noir sur case noire f6 · Pion noir sur case blanche g6 · Pion noir sur case noire h6 · Pion noir sur case noire a5 · Cavalier noir sur case noire c5 · Pion blanc sur case blanche d5 · Pion noir sur case noire e5 · Pion blanc sur case blanche c4 · Pion blanc sur case blanche e4 · Fou blanc sur case noire h4 · Pion blanc sur case blanche b3 · Cavalier blanc sur case noire c3 · Pion blanc sur case blanche a2 · Cavalier blanc sur case noire d2 · Fou blanc sur case blanche e2 · Pion blanc sur case noire f2 · Pion blanc sur case blanche g2 · Pion blanc sur case noire h2 · Tour blanche sur case noire a1 · Dame blanche sur case blanche d1 · Tour blanche sur case blanche f1 · Roi blanc sur case noire g1 | Tour noire sur case blanche a8 · Dame noire sur case noire d8 · Tour noire sur case noire f8 · Roi noir sur case blanche g8 · Pion noir sur case blanche b7 · Pion noir sur case noire c7 · Fou noir sur case blanche d7 · Pion noir sur case blanche f7 · Fou noir sur case noire g7 · Pion noir sur case noire d6 · Cavalier noir sur case noire f6 · Pion noir sur case blanche g6 · Pion noir sur case noire h6 · Pion noir sur case noire a5 · Cavalier noir sur case noire c5 · Pion blanc sur case blanche d5 · Pion noir sur case noire e5 · Pion blanc sur case blanche c4 · Pion blanc sur case blanche e4 · Fou blanc sur case noire h4 · Pion blanc sur case blanche b3 · Cavalier blanc sur case noire c3 · Pion blanc sur case blanche a2 · Cavalier blanc sur case noire d2 · Fou blanc sur case blanche e2 · Pion blanc sur case noire f2 · Pion blanc sur case blanche g2 · Pion blanc sur case noire h2 · Tour blanche sur case noire a1 · Dame blanche sur case blanche d1 · Tour blanche sur case blanche f1 · Roi blanc sur case noire g1 | Tour noire sur case blanche a8 · Dame noire sur case noire d8 · Tour noire sur case noire f8 · Roi noir sur case blanche g8 · Pion noir sur case blanche b7 · Pion noir sur case noire c7 · Fou noir sur case blanche d7 · Pion noir sur case blanche f7 · Fou noir sur case noire g7 · Pion noir sur case noire d6 · Cavalier noir sur case noire f6 · Pion noir sur case blanche g6 · Pion noir sur case noire h6 · Pion noir sur case noire a5 · Cavalier noir sur case noire c5 · Pion blanc sur case blanche d5 · Pion noir sur case noire e5 · Pion blanc sur case blanche c4 · Pion blanc sur case blanche e4 · Fou blanc sur case noire h4 · Pion blanc sur case blanche b3 · Cavalier blanc sur case noire c3 · Pion blanc sur case blanche a2 · Cavalier blanc sur case noire d2 · Fou blanc sur case blanche e2 · Pion blanc sur case noire f2 · Pion blanc sur case blanche g2 · Pion blanc sur case noire h2 · Tour blanche sur case noire a1 · Dame blanche sur case blanche d1 · Tour blanche sur case blanche f1 · Roi blanc sur case noire g1 | Tour noire sur case blanche a8 · Dame noire sur case noire d8 · Tour noire sur case noire f8 · Roi noir sur case blanche g8 · Pion noir sur case blanche b7 · Pion noir sur case noire c7 · Fou noir sur case blanche d7 · Pion noir sur case blanche f7 · Fou noir sur case noire g7 · Pion noir sur case noire d6 · Cavalier noir sur case noire f6 · Pion noir sur case blanche g6 · Pion noir sur case noire h6 · Pion noir sur case noire a5 · Cavalier noir sur case noire c5 · Pion blanc sur case blanche d5 · Pion noir sur case noire e5 · Pion blanc sur case blanche c4 · Pion blanc sur case blanche e4 · Fou blanc sur case noire h4 · Pion blanc sur case blanche b3 · Cavalier blanc sur case noire c3 · Pion blanc sur case blanche a2 · Cavalier blanc sur case noire d2 · Fou blanc sur case blanche e2 · Pion blanc sur case noire f2 · Pion blanc sur case blanche g2 · Pion blanc sur case noire h2 · Tour blanche sur case noire a1 · Dame blanche sur case blanche d1 · Tour blanche sur case blanche f1 · Roi blanc sur case noire g1 | Tour noire sur case blanche a8 · Dame noire sur case noire d8 · Tour noire sur case noire f8 · Roi noir sur case blanche g8 · Pion noir sur case blanche b7 · Pion noir sur case noire c7 · Fou noir sur case blanche d7 · Pion noir sur case blanche f7 · Fou noir sur case noire g7 · Pion noir sur case noire d6 · Cavalier noir sur case noire f6 · Pion noir sur case blanche g6 · Pion noir sur case noire h6 · Pion noir sur case noire a5 · Cavalier noir sur case noire c5 · Pion blanc sur case blanche d5 · Pion noir sur case noire e5 · Pion blanc sur case blanche c4 · Pion blanc sur case blanche e4 · Fou blanc sur case noire h4 · Pion blanc sur case blanche b3 · Cavalier blanc sur case noire c3 · Pion blanc sur case blanche a2 · Cavalier blanc sur case noire d2 · Fou blanc sur case blanche e2 · Pion blanc sur case noire f2 · Pion blanc sur case blanche g2 · Pion blanc sur case noire h2 · Tour blanche sur case noire a1 · Dame blanche sur case blanche d1 · Tour blanche sur case blanche f1 · Roi blanc sur case noire g1 | Tour noire sur case blanche a8 · Dame noire sur case noire d8 · Tour noire sur case noire f8 · Roi noir sur case blanche g8 · Pion noir sur case blanche b7 · Pion noir sur case noire c7 · Fou noir sur case blanche d7 · Pion noir sur case blanche f7 · Fou noir sur case noire g7 · Pion noir sur case noire d6 · Cavalier noir sur case noire f6 · Pion noir sur case blanche g6 · Pion noir sur case noire h6 · Pion noir sur case noire a5 · Cavalier noir sur case noire c5 · Pion blanc sur case blanche d5 · Pion noir sur case noire e5 · Pion blanc sur case blanche c4 · Pion blanc sur case blanche e4 · Fou blanc sur case noire h4 · Pion blanc sur case blanche b3 · Cavalier blanc sur case noire c3 · Pion blanc sur case blanche a2 · Cavalier blanc sur case noire d2 · Fou blanc sur case blanche e2 · Pion blanc sur case noire f2 · Pion blanc sur case blanche g2 · Pion blanc sur case noire h2 · Tour blanche sur case noire a1 · Dame blanche sur case blanche d1 · Tour blanche sur case blanche f1 · Roi blanc sur case noire g1 | 1 |
|   | a | b | c | d | e | f | g | h |   |

Lors de cette partie jouée en blitz lors du tournoi « Intel World Chess Express Challenge » en 1994, Kasparov ose un inattendu sacrifice de dame au 12e coup, en échange d'un avantage positionnel très fort.
1.d4 Cf6 2.c4 g6 3.Cc3 Fg7 4.e4 d6 5.Cf3 O-O 6.Fe2 e5 7.d5 a5 8.Fg5 h6 9.Fh4 Ca6 10.O-O Fd7 11.Cd2 Cc5 12.b3
(diagramme)

12. ...Cfxe4!!

Ce dernier coup de cavalier est complètement imprévisible, puisque la dame noire est maintenant en prise.

13.Fxd8 Cxc3 14.De1 Tfxd8 15.Tc1 Cxa2 16.Ta1 Cb4 17.Fd1 e4 18.Tb1 Te8 19.De3 f5 20.h4 Tf8 21.g3 Tae8 22.Rg2 Cbd3 23.Tg1 f4 24.gxf4 Txf4 25.h5 g5 26.Tf1 Th4 27.Th1 Tf4 28.Tf1 Tef8 29.f3 Th4 30.fxe4 Cf4+ 31.Rg1 Ccd3 32.e5 Cxe5 33.Tc1 Th3 34.Cf3 g4 35.Cxe5 (finalement, les blancs rendent leur dame d'avance) 35... Txe3 36.Cxd7 Ch3+ 37.Rg2 Txf1 38.Rxf1 g3 39.Rg2 Cf4+ (l'attaque des noirs est trop forte, les blancs abandonnent) 0-1.

#### Kasparov-Anand, 1995
Dans la 10e partie du championnat du monde d'échecs 1995, Kasparov est mené au score par Viswanathan Anand qui a remporté la 9e partie. Au 15e coup, à la surprise générale, Kasparov laisse une tour en prise pour obtenir une attaque gagnante. La partie se déroula de la manière suivante :
|   | a | b | c | d | e | f | g | h |   |
| 8 | Tour noire sur case blanche a8 · Roi noir sur case blanche e8 · Fou noir sur case noire f8 · Tour noire sur case noire h8 · Pion noir sur case noire c7 · Pion noir sur case noire g7 · Pion noir sur case blanche h7 · Pion noir sur case blanche a6 · Cavalier noir sur case blanche c6 · Pion noir sur case blanche e6 · Pion noir sur case blanche b5 · Cavalier noir sur case noire c5 · Pion blanc sur case noire e5 · Fou blanc sur case blanche b3 · Pion blanc sur case noire c3 · Dame noire sur case blanche d3 · Pion blanc sur case blanche a2 · Cavalier blanc sur case noire d2 · Pion blanc sur case noire f2 · Pion blanc sur case blanche g2 · Pion blanc sur case noire h2 · Tour blanche sur case noire a1 · Fou blanc sur case noire c1 · Dame blanche sur case blanche d1 · Tour blanche sur case blanche f1 · Roi blanc sur case noire g1 | Tour noire sur case blanche a8 · Roi noir sur case blanche e8 · Fou noir sur case noire f8 · Tour noire sur case noire h8 · Pion noir sur case noire c7 · Pion noir sur case noire g7 · Pion noir sur case blanche h7 · Pion noir sur case blanche a6 · Cavalier noir sur case blanche c6 · Pion noir sur case blanche e6 · Pion noir sur case blanche b5 · Cavalier noir sur case noire c5 · Pion blanc sur case noire e5 · Fou blanc sur case blanche b3 · Pion blanc sur case noire c3 · Dame noire sur case blanche d3 · Pion blanc sur case blanche a2 · Cavalier blanc sur case noire d2 · Pion blanc sur case noire f2 · Pion blanc sur case blanche g2 · Pion blanc sur case noire h2 · Tour blanche sur case noire a1 · Fou blanc sur case noire c1 · Dame blanche sur case blanche d1 · Tour blanche sur case blanche f1 · Roi blanc sur case noire g1 | Tour noire sur case blanche a8 · Roi noir sur case blanche e8 · Fou noir sur case noire f8 · Tour noire sur case noire h8 · Pion noir sur case noire c7 · Pion noir sur case noire g7 · Pion noir sur case blanche h7 · Pion noir sur case blanche a6 · Cavalier noir sur case blanche c6 · Pion noir sur case blanche e6 · Pion noir sur case blanche b5 · Cavalier noir sur case noire c5 · Pion blanc sur case noire e5 · Fou blanc sur case blanche b3 · Pion blanc sur case noire c3 · Dame noire sur case blanche d3 · Pion blanc sur case blanche a2 · Cavalier blanc sur case noire d2 · Pion blanc sur case noire f2 · Pion blanc sur case blanche g2 · Pion blanc sur case noire h2 · Tour blanche sur case noire a1 · Fou blanc sur case noire c1 · Dame blanche sur case blanche d1 · Tour blanche sur case blanche f1 · Roi blanc sur case noire g1 | Tour noire sur case blanche a8 · Roi noir sur case blanche e8 · Fou noir sur case noire f8 · Tour noire sur case noire h8 · Pion noir sur case noire c7 · Pion noir sur case noire g7 · Pion noir sur case blanche h7 · Pion noir sur case blanche a6 · Cavalier noir sur case blanche c6 · Pion noir sur case blanche e6 · Pion noir sur case blanche b5 · Cavalier noir sur case noire c5 · Pion blanc sur case noire e5 · Fou blanc sur case blanche b3 · Pion blanc sur case noire c3 · Dame noire sur case blanche d3 · Pion blanc sur case blanche a2 · Cavalier blanc sur case noire d2 · Pion blanc sur case noire f2 · Pion blanc sur case blanche g2 · Pion blanc sur case noire h2 · Tour blanche sur case noire a1 · Fou blanc sur case noire c1 · Dame blanche sur case blanche d1 · Tour blanche sur case blanche f1 · Roi blanc sur case noire g1 | Tour noire sur case blanche a8 · Roi noir sur case blanche e8 · Fou noir sur case noire f8 · Tour noire sur case noire h8 · Pion noir sur case noire c7 · Pion noir sur case noire g7 · Pion noir sur case blanche h7 · Pion noir sur case blanche a6 · Cavalier noir sur case blanche c6 · Pion noir sur case blanche e6 · Pion noir sur case blanche b5 · Cavalier noir sur case noire c5 · Pion blanc sur case noire e5 · Fou blanc sur case blanche b3 · Pion blanc sur case noire c3 · Dame noire sur case blanche d3 · Pion blanc sur case blanche a2 · Cavalier blanc sur case noire d2 · Pion blanc sur case noire f2 · Pion blanc sur case blanche g2 · Pion blanc sur case noire h2 · Tour blanche sur case noire a1 · Fou blanc sur case noire c1 · Dame blanche sur case blanche d1 · Tour blanche sur case blanche f1 · Roi blanc sur case noire g1 | Tour noire sur case blanche a8 · Roi noir sur case blanche e8 · Fou noir sur case noire f8 · Tour noire sur case noire h8 · Pion noir sur case noire c7 · Pion noir sur case noire g7 · Pion noir sur case blanche h7 · Pion noir sur case blanche a6 · Cavalier noir sur case blanche c6 · Pion noir sur case blanche e6 · Pion noir sur case blanche b5 · Cavalier noir sur case noire c5 · Pion blanc sur case noire e5 · Fou blanc sur case blanche b3 · Pion blanc sur case noire c3 · Dame noire sur case blanche d3 · Pion blanc sur case blanche a2 · Cavalier blanc sur case noire d2 · Pion blanc sur case noire f2 · Pion blanc sur case blanche g2 · Pion blanc sur case noire h2 · Tour blanche sur case noire a1 · Fou blanc sur case noire c1 · Dame blanche sur case blanche d1 · Tour blanche sur case blanche f1 · Roi blanc sur case noire g1 | Tour noire sur case blanche a8 · Roi noir sur case blanche e8 · Fou noir sur case noire f8 · Tour noire sur case noire h8 · Pion noir sur case noire c7 · Pion noir sur case noire g7 · Pion noir sur case blanche h7 · Pion noir sur case blanche a6 · Cavalier noir sur case blanche c6 · Pion noir sur case blanche e6 · Pion noir sur case blanche b5 · Cavalier noir sur case noire c5 · Pion blanc sur case noire e5 · Fou blanc sur case blanche b3 · Pion blanc sur case noire c3 · Dame noire sur case blanche d3 · Pion blanc sur case blanche a2 · Cavalier blanc sur case noire d2 · Pion blanc sur case noire f2 · Pion blanc sur case blanche g2 · Pion blanc sur case noire h2 · Tour blanche sur case noire a1 · Fou blanc sur case noire c1 · Dame blanche sur case blanche d1 · Tour blanche sur case blanche f1 · Roi blanc sur case noire g1 | Tour noire sur case blanche a8 · Roi noir sur case blanche e8 · Fou noir sur case noire f8 · Tour noire sur case noire h8 · Pion noir sur case noire c7 · Pion noir sur case noire g7 · Pion noir sur case blanche h7 · Pion noir sur case blanche a6 · Cavalier noir sur case blanche c6 · Pion noir sur case blanche e6 · Pion noir sur case blanche b5 · Cavalier noir sur case noire c5 · Pion blanc sur case noire e5 · Fou blanc sur case blanche b3 · Pion blanc sur case noire c3 · Dame noire sur case blanche d3 · Pion blanc sur case blanche a2 · Cavalier blanc sur case noire d2 · Pion blanc sur case noire f2 · Pion blanc sur case blanche g2 · Pion blanc sur case noire h2 · Tour blanche sur case noire a1 · Fou blanc sur case noire c1 · Dame blanche sur case blanche d1 · Tour blanche sur case blanche f1 · Roi blanc sur case noire g1 | 8 |
| 7 | Tour noire sur case blanche a8 · Roi noir sur case blanche e8 · Fou noir sur case noire f8 · Tour noire sur case noire h8 · Pion noir sur case noire c7 · Pion noir sur case noire g7 · Pion noir sur case blanche h7 · Pion noir sur case blanche a6 · Cavalier noir sur case blanche c6 · Pion noir sur case blanche e6 · Pion noir sur case blanche b5 · Cavalier noir sur case noire c5 · Pion blanc sur case noire e5 · Fou blanc sur case blanche b3 · Pion blanc sur case noire c3 · Dame noire sur case blanche d3 · Pion blanc sur case blanche a2 · Cavalier blanc sur case noire d2 · Pion blanc sur case noire f2 · Pion blanc sur case blanche g2 · Pion blanc sur case noire h2 · Tour blanche sur case noire a1 · Fou blanc sur case noire c1 · Dame blanche sur case blanche d1 · Tour blanche sur case blanche f1 · Roi blanc sur case noire g1 | Tour noire sur case blanche a8 · Roi noir sur case blanche e8 · Fou noir sur case noire f8 · Tour noire sur case noire h8 · Pion noir sur case noire c7 · Pion noir sur case noire g7 · Pion noir sur case blanche h7 · Pion noir sur case blanche a6 · Cavalier noir sur case blanche c6 · Pion noir sur case blanche e6 · Pion noir sur case blanche b5 · Cavalier noir sur case noire c5 · Pion blanc sur case noire e5 · Fou blanc sur case blanche b3 · Pion blanc sur case noire c3 · Dame noire sur case blanche d3 · Pion blanc sur case blanche a2 · Cavalier blanc sur case noire d2 · Pion blanc sur case noire f2 · Pion blanc sur case blanche g2 · Pion blanc sur case noire h2 · Tour blanche sur case noire a1 · Fou blanc sur case noire c1 · Dame blanche sur case blanche d1 · Tour blanche sur case blanche f1 · Roi blanc sur case noire g1 | Tour noire sur case blanche a8 · Roi noir sur case blanche e8 · Fou noir sur case noire f8 · Tour noire sur case noire h8 · Pion noir sur case noire c7 · Pion noir sur case noire g7 · Pion noir sur case blanche h7 · Pion noir sur case blanche a6 · Cavalier noir sur case blanche c6 · Pion noir sur case blanche e6 · Pion noir sur case blanche b5 · Cavalier noir sur case noire c5 · Pion blanc sur case noire e5 · Fou blanc sur case blanche b3 · Pion blanc sur case noire c3 · Dame noire sur case blanche d3 · Pion blanc sur case blanche a2 · Cavalier blanc sur case noire d2 · Pion blanc sur case noire f2 · Pion blanc sur case blanche g2 · Pion blanc sur case noire h2 · Tour blanche sur case noire a1 · Fou blanc sur case noire c1 · Dame blanche sur case blanche d1 · Tour blanche sur case blanche f1 · Roi blanc sur case noire g1 | Tour noire sur case blanche a8 · Roi noir sur case blanche e8 · Fou noir sur case noire f8 · Tour noire sur case noire h8 · Pion noir sur case noire c7 · Pion noir sur case noire g7 · Pion noir sur case blanche h7 · Pion noir sur case blanche a6 · Cavalier noir sur case blanche c6 · Pion noir sur case blanche e6 · Pion noir sur case blanche b5 · Cavalier noir sur case noire c5 · Pion blanc sur case noire e5 · Fou blanc sur case blanche b3 · Pion blanc sur case noire c3 · Dame noire sur case blanche d3 · Pion blanc sur case blanche a2 · Cavalier blanc sur case noire d2 · Pion blanc sur case noire f2 · Pion blanc sur case blanche g2 · Pion blanc sur case noire h2 · Tour blanche sur case noire a1 · Fou blanc sur case noire c1 · Dame blanche sur case blanche d1 · Tour blanche sur case blanche f1 · Roi blanc sur case noire g1 | Tour noire sur case blanche a8 · Roi noir sur case blanche e8 · Fou noir sur case noire f8 · Tour noire sur case noire h8 · Pion noir sur case noire c7 · Pion noir sur case noire g7 · Pion noir sur case blanche h7 · Pion noir sur case blanche a6 · Cavalier noir sur case blanche c6 · Pion noir sur case blanche e6 · Pion noir sur case blanche b5 · Cavalier noir sur case noire c5 · Pion blanc sur case noire e5 · Fou blanc sur case blanche b3 · Pion blanc sur case noire c3 · Dame noire sur case blanche d3 · Pion blanc sur case blanche a2 · Cavalier blanc sur case noire d2 · Pion blanc sur case noire f2 · Pion blanc sur case blanche g2 · Pion blanc sur case noire h2 · Tour blanche sur case noire a1 · Fou blanc sur case noire c1 · Dame blanche sur case blanche d1 · Tour blanche sur case blanche f1 · Roi blanc sur case noire g1 | Tour noire sur case blanche a8 · Roi noir sur case blanche e8 · Fou noir sur case noire f8 · Tour noire sur case noire h8 · Pion noir sur case noire c7 · Pion noir sur case noire g7 · Pion noir sur case blanche h7 · Pion noir sur case blanche a6 · Cavalier noir sur case blanche c6 · Pion noir sur case blanche e6 · Pion noir sur case blanche b5 · Cavalier noir sur case noire c5 · Pion blanc sur case noire e5 · Fou blanc sur case blanche b3 · Pion blanc sur case noire c3 · Dame noire sur case blanche d3 · Pion blanc sur case blanche a2 · Cavalier blanc sur case noire d2 · Pion blanc sur case noire f2 · Pion blanc sur case blanche g2 · Pion blanc sur case noire h2 · Tour blanche sur case noire a1 · Fou blanc sur case noire c1 · Dame blanche sur case blanche d1 · Tour blanche sur case blanche f1 · Roi blanc sur case noire g1 | Tour noire sur case blanche a8 · Roi noir sur case blanche e8 · Fou noir sur case noire f8 · Tour noire sur case noire h8 · Pion noir sur case noire c7 · Pion noir sur case noire g7 · Pion noir sur case blanche h7 · Pion noir sur case blanche a6 · Cavalier noir sur case blanche c6 · Pion noir sur case blanche e6 · Pion noir sur case blanche b5 · Cavalier noir sur case noire c5 · Pion blanc sur case noire e5 · Fou blanc sur case blanche b3 · Pion blanc sur case noire c3 · Dame noire sur case blanche d3 · Pion blanc sur case blanche a2 · Cavalier blanc sur case noire d2 · Pion blanc sur case noire f2 · Pion blanc sur case blanche g2 · Pion blanc sur case noire h2 · Tour blanche sur case noire a1 · Fou blanc sur case noire c1 · Dame blanche sur case blanche d1 · Tour blanche sur case blanche f1 · Roi blanc sur case noire g1 | Tour noire sur case blanche a8 · Roi noir sur case blanche e8 · Fou noir sur case noire f8 · Tour noire sur case noire h8 · Pion noir sur case noire c7 · Pion noir sur case noire g7 · Pion noir sur case blanche h7 · Pion noir sur case blanche a6 · Cavalier noir sur case blanche c6 · Pion noir sur case blanche e6 · Pion noir sur case blanche b5 · Cavalier noir sur case noire c5 · Pion blanc sur case noire e5 · Fou blanc sur case blanche b3 · Pion blanc sur case noire c3 · Dame noire sur case blanche d3 · Pion blanc sur case blanche a2 · Cavalier blanc sur case noire d2 · Pion blanc sur case noire f2 · Pion blanc sur case blanche g2 · Pion blanc sur case noire h2 · Tour blanche sur case noire a1 · Fou blanc sur case noire c1 · Dame blanche sur case blanche d1 · Tour blanche sur case blanche f1 · Roi blanc sur case noire g1 | 7 |
| 6 | Tour noire sur case blanche a8 · Roi noir sur case blanche e8 · Fou noir sur case noire f8 · Tour noire sur case noire h8 · Pion noir sur case noire c7 · Pion noir sur case noire g7 · Pion noir sur case blanche h7 · Pion noir sur case blanche a6 · Cavalier noir sur case blanche c6 · Pion noir sur case blanche e6 · Pion noir sur case blanche b5 · Cavalier noir sur case noire c5 · Pion blanc sur case noire e5 · Fou blanc sur case blanche b3 · Pion blanc sur case noire c3 · Dame noire sur case blanche d3 · Pion blanc sur case blanche a2 · Cavalier blanc sur case noire d2 · Pion blanc sur case noire f2 · Pion blanc sur case blanche g2 · Pion blanc sur case noire h2 · Tour blanche sur case noire a1 · Fou blanc sur case noire c1 · Dame blanche sur case blanche d1 · Tour blanche sur case blanche f1 · Roi blanc sur case noire g1 | Tour noire sur case blanche a8 · Roi noir sur case blanche e8 · Fou noir sur case noire f8 · Tour noire sur case noire h8 · Pion noir sur case noire c7 · Pion noir sur case noire g7 · Pion noir sur case blanche h7 · Pion noir sur case blanche a6 · Cavalier noir sur case blanche c6 · Pion noir sur case blanche e6 · Pion noir sur case blanche b5 · Cavalier noir sur case noire c5 · Pion blanc sur case noire e5 · Fou blanc sur case blanche b3 · Pion blanc sur case noire c3 · Dame noire sur case blanche d3 · Pion blanc sur case blanche a2 · Cavalier blanc sur case noire d2 · Pion blanc sur case noire f2 · Pion blanc sur case blanche g2 · Pion blanc sur case noire h2 · Tour blanche sur case noire a1 · Fou blanc sur case noire c1 · Dame blanche sur case blanche d1 · Tour blanche sur case blanche f1 · Roi blanc sur case noire g1 | Tour noire sur case blanche a8 · Roi noir sur case blanche e8 · Fou noir sur case noire f8 · Tour noire sur case noire h8 · Pion noir sur case noire c7 · Pion noir sur case noire g7 · Pion noir sur case blanche h7 · Pion noir sur case blanche a6 · Cavalier noir sur case blanche c6 · Pion noir sur case blanche e6 · Pion noir sur case blanche b5 · Cavalier noir sur case noire c5 · Pion blanc sur case noire e5 · Fou blanc sur case blanche b3 · Pion blanc sur case noire c3 · Dame noire sur case blanche d3 · Pion blanc sur case blanche a2 · Cavalier blanc sur case noire d2 · Pion blanc sur case noire f2 · Pion blanc sur case blanche g2 · Pion blanc sur case noire h2 · Tour blanche sur case noire a1 · Fou blanc sur case noire c1 · Dame blanche sur case blanche d1 · Tour blanche sur case blanche f1 · Roi blanc sur case noire g1 | Tour noire sur case blanche a8 · Roi noir sur case blanche e8 · Fou noir sur case noire f8 · Tour noire sur case noire h8 · Pion noir sur case noire c7 · Pion noir sur case noire g7 · Pion noir sur case blanche h7 · Pion noir sur case blanche a6 · Cavalier noir sur case blanche c6 · Pion noir sur case blanche e6 · Pion noir sur case blanche b5 · Cavalier noir sur case noire c5 · Pion blanc sur case noire e5 · Fou blanc sur case blanche b3 · Pion blanc sur case noire c3 · Dame noire sur case blanche d3 · Pion blanc sur case blanche a2 · Cavalier blanc sur case noire d2 · Pion blanc sur case noire f2 · Pion blanc sur case blanche g2 · Pion blanc sur case noire h2 · Tour blanche sur case noire a1 · Fou blanc sur case noire c1 · Dame blanche sur case blanche d1 · Tour blanche sur case blanche f1 · Roi blanc sur case noire g1 | Tour noire sur case blanche a8 · Roi noir sur case blanche e8 · Fou noir sur case noire f8 · Tour noire sur case noire h8 · Pion noir sur case noire c7 · Pion noir sur case noire g7 · Pion noir sur case blanche h7 · Pion noir sur case blanche a6 · Cavalier noir sur case blanche c6 · Pion noir sur case blanche e6 · Pion noir sur case blanche b5 · Cavalier noir sur case noire c5 · Pion blanc sur case noire e5 · Fou blanc sur case blanche b3 · Pion blanc sur case noire c3 · Dame noire sur case blanche d3 · Pion blanc sur case blanche a2 · Cavalier blanc sur case noire d2 · Pion blanc sur case noire f2 · Pion blanc sur case blanche g2 · Pion blanc sur case noire h2 · Tour blanche sur case noire a1 · Fou blanc sur case noire c1 · Dame blanche sur case blanche d1 · Tour blanche sur case blanche f1 · Roi blanc sur case noire g1 | Tour noire sur case blanche a8 · Roi noir sur case blanche e8 · Fou noir sur case noire f8 · Tour noire sur case noire h8 · Pion noir sur case noire c7 · Pion noir sur case noire g7 · Pion noir sur case blanche h7 · Pion noir sur case blanche a6 · Cavalier noir sur case blanche c6 · Pion noir sur case blanche e6 · Pion noir sur case blanche b5 · Cavalier noir sur case noire c5 · Pion blanc sur case noire e5 · Fou blanc sur case blanche b3 · Pion blanc sur case noire c3 · Dame noire sur case blanche d3 · Pion blanc sur case blanche a2 · Cavalier blanc sur case noire d2 · Pion blanc sur case noire f2 · Pion blanc sur case blanche g2 · Pion blanc sur case noire h2 · Tour blanche sur case noire a1 · Fou blanc sur case noire c1 · Dame blanche sur case blanche d1 · Tour blanche sur case blanche f1 · Roi blanc sur case noire g1 | Tour noire sur case blanche a8 · Roi noir sur case blanche e8 · Fou noir sur case noire f8 · Tour noire sur case noire h8 · Pion noir sur case noire c7 · Pion noir sur case noire g7 · Pion noir sur case blanche h7 · Pion noir sur case blanche a6 · Cavalier noir sur case blanche c6 · Pion noir sur case blanche e6 · Pion noir sur case blanche b5 · Cavalier noir sur case noire c5 · Pion blanc sur case noire e5 · Fou blanc sur case blanche b3 · Pion blanc sur case noire c3 · Dame noire sur case blanche d3 · Pion blanc sur case blanche a2 · Cavalier blanc sur case noire d2 · Pion blanc sur case noire f2 · Pion blanc sur case blanche g2 · Pion blanc sur case noire h2 · Tour blanche sur case noire a1 · Fou blanc sur case noire c1 · Dame blanche sur case blanche d1 · Tour blanche sur case blanche f1 · Roi blanc sur case noire g1 | Tour noire sur case blanche a8 · Roi noir sur case blanche e8 · Fou noir sur case noire f8 · Tour noire sur case noire h8 · Pion noir sur case noire c7 · Pion noir sur case noire g7 · Pion noir sur case blanche h7 · Pion noir sur case blanche a6 · Cavalier noir sur case blanche c6 · Pion noir sur case blanche e6 · Pion noir sur case blanche b5 · Cavalier noir sur case noire c5 · Pion blanc sur case noire e5 · Fou blanc sur case blanche b3 · Pion blanc sur case noire c3 · Dame noire sur case blanche d3 · Pion blanc sur case blanche a2 · Cavalier blanc sur case noire d2 · Pion blanc sur case noire f2 · Pion blanc sur case blanche g2 · Pion blanc sur case noire h2 · Tour blanche sur case noire a1 · Fou blanc sur case noire c1 · Dame blanche sur case blanche d1 · Tour blanche sur case blanche f1 · Roi blanc sur case noire g1 | 6 |
| 5 | Tour noire sur case blanche a8 · Roi noir sur case blanche e8 · Fou noir sur case noire f8 · Tour noire sur case noire h8 · Pion noir sur case noire c7 · Pion noir sur case noire g7 · Pion noir sur case blanche h7 · Pion noir sur case blanche a6 · Cavalier noir sur case blanche c6 · Pion noir sur case blanche e6 · Pion noir sur case blanche b5 · Cavalier noir sur case noire c5 · Pion blanc sur case noire e5 · Fou blanc sur case blanche b3 · Pion blanc sur case noire c3 · Dame noire sur case blanche d3 · Pion blanc sur case blanche a2 · Cavalier blanc sur case noire d2 · Pion blanc sur case noire f2 · Pion blanc sur case blanche g2 · Pion blanc sur case noire h2 · Tour blanche sur case noire a1 · Fou blanc sur case noire c1 · Dame blanche sur case blanche d1 · Tour blanche sur case blanche f1 · Roi blanc sur case noire g1 | Tour noire sur case blanche a8 · Roi noir sur case blanche e8 · Fou noir sur case noire f8 · Tour noire sur case noire h8 · Pion noir sur case noire c7 · Pion noir sur case noire g7 · Pion noir sur case blanche h7 · Pion noir sur case blanche a6 · Cavalier noir sur case blanche c6 · Pion noir sur case blanche e6 · Pion noir sur case blanche b5 · Cavalier noir sur case noire c5 · Pion blanc sur case noire e5 · Fou blanc sur case blanche b3 · Pion blanc sur case noire c3 · Dame noire sur case blanche d3 · Pion blanc sur case blanche a2 · Cavalier blanc sur case noire d2 · Pion blanc sur case noire f2 · Pion blanc sur case blanche g2 · Pion blanc sur case noire h2 · Tour blanche sur case noire a1 · Fou blanc sur case noire c1 · Dame blanche sur case blanche d1 · Tour blanche sur case blanche f1 · Roi blanc sur case noire g1 | Tour noire sur case blanche a8 · Roi noir sur case blanche e8 · Fou noir sur case noire f8 · Tour noire sur case noire h8 · Pion noir sur case noire c7 · Pion noir sur case noire g7 · Pion noir sur case blanche h7 · Pion noir sur case blanche a6 · Cavalier noir sur case blanche c6 · Pion noir sur case blanche e6 · Pion noir sur case blanche b5 · Cavalier noir sur case noire c5 · Pion blanc sur case noire e5 · Fou blanc sur case blanche b3 · Pion blanc sur case noire c3 · Dame noire sur case blanche d3 · Pion blanc sur case blanche a2 · Cavalier blanc sur case noire d2 · Pion blanc sur case noire f2 · Pion blanc sur case blanche g2 · Pion blanc sur case noire h2 · Tour blanche sur case noire a1 · Fou blanc sur case noire c1 · Dame blanche sur case blanche d1 · Tour blanche sur case blanche f1 · Roi blanc sur case noire g1 | Tour noire sur case blanche a8 · Roi noir sur case blanche e8 · Fou noir sur case noire f8 · Tour noire sur case noire h8 · Pion noir sur case noire c7 · Pion noir sur case noire g7 · Pion noir sur case blanche h7 · Pion noir sur case blanche a6 · Cavalier noir sur case blanche c6 · Pion noir sur case blanche e6 · Pion noir sur case blanche b5 · Cavalier noir sur case noire c5 · Pion blanc sur case noire e5 · Fou blanc sur case blanche b3 · Pion blanc sur case noire c3 · Dame noire sur case blanche d3 · Pion blanc sur case blanche a2 · Cavalier blanc sur case noire d2 · Pion blanc sur case noire f2 · Pion blanc sur case blanche g2 · Pion blanc sur case noire h2 · Tour blanche sur case noire a1 · Fou blanc sur case noire c1 · Dame blanche sur case blanche d1 · Tour blanche sur case blanche f1 · Roi blanc sur case noire g1 | Tour noire sur case blanche a8 · Roi noir sur case blanche e8 · Fou noir sur case noire f8 · Tour noire sur case noire h8 · Pion noir sur case noire c7 · Pion noir sur case noire g7 · Pion noir sur case blanche h7 · Pion noir sur case blanche a6 · Cavalier noir sur case blanche c6 · Pion noir sur case blanche e6 · Pion noir sur case blanche b5 · Cavalier noir sur case noire c5 · Pion blanc sur case noire e5 · Fou blanc sur case blanche b3 · Pion blanc sur case noire c3 · Dame noire sur case blanche d3 · Pion blanc sur case blanche a2 · Cavalier blanc sur case noire d2 · Pion blanc sur case noire f2 · Pion blanc sur case blanche g2 · Pion blanc sur case noire h2 · Tour blanche sur case noire a1 · Fou blanc sur case noire c1 · Dame blanche sur case blanche d1 · Tour blanche sur case blanche f1 · Roi blanc sur case noire g1 | Tour noire sur case blanche a8 · Roi noir sur case blanche e8 · Fou noir sur case noire f8 · Tour noire sur case noire h8 · Pion noir sur case noire c7 · Pion noir sur case noire g7 · Pion noir sur case blanche h7 · Pion noir sur case blanche a6 · Cavalier noir sur case blanche c6 · Pion noir sur case blanche e6 · Pion noir sur case blanche b5 · Cavalier noir sur case noire c5 · Pion blanc sur case noire e5 · Fou blanc sur case blanche b3 · Pion blanc sur case noire c3 · Dame noire sur case blanche d3 · Pion blanc sur case blanche a2 · Cavalier blanc sur case noire d2 · Pion blanc sur case noire f2 · Pion blanc sur case blanche g2 · Pion blanc sur case noire h2 · Tour blanche sur case noire a1 · Fou blanc sur case noire c1 · Dame blanche sur case blanche d1 · Tour blanche sur case blanche f1 · Roi blanc sur case noire g1 | Tour noire sur case blanche a8 · Roi noir sur case blanche e8 · Fou noir sur case noire f8 · Tour noire sur case noire h8 · Pion noir sur case noire c7 · Pion noir sur case noire g7 · Pion noir sur case blanche h7 · Pion noir sur case blanche a6 · Cavalier noir sur case blanche c6 · Pion noir sur case blanche e6 · Pion noir sur case blanche b5 · Cavalier noir sur case noire c5 · Pion blanc sur case noire e5 · Fou blanc sur case blanche b3 · Pion blanc sur case noire c3 · Dame noire sur case blanche d3 · Pion blanc sur case blanche a2 · Cavalier blanc sur case noire d2 · Pion blanc sur case noire f2 · Pion blanc sur case blanche g2 · Pion blanc sur case noire h2 · Tour blanche sur case noire a1 · Fou blanc sur case noire c1 · Dame blanche sur case blanche d1 · Tour blanche sur case blanche f1 · Roi blanc sur case noire g1 | Tour noire sur case blanche a8 · Roi noir sur case blanche e8 · Fou noir sur case noire f8 · Tour noire sur case noire h8 · Pion noir sur case noire c7 · Pion noir sur case noire g7 · Pion noir sur case blanche h7 · Pion noir sur case blanche a6 · Cavalier noir sur case blanche c6 · Pion noir sur case blanche e6 · Pion noir sur case blanche b5 · Cavalier noir sur case noire c5 · Pion blanc sur case noire e5 · Fou blanc sur case blanche b3 · Pion blanc sur case noire c3 · Dame noire sur case blanche d3 · Pion blanc sur case blanche a2 · Cavalier blanc sur case noire d2 · Pion blanc sur case noire f2 · Pion blanc sur case blanche g2 · Pion blanc sur case noire h2 · Tour blanche sur case noire a1 · Fou blanc sur case noire c1 · Dame blanche sur case blanche d1 · Tour blanche sur case blanche f1 · Roi blanc sur case noire g1 | 5 |
| 4 | Tour noire sur case blanche a8 · Roi noir sur case blanche e8 · Fou noir sur case noire f8 · Tour noire sur case noire h8 · Pion noir sur case noire c7 · Pion noir sur case noire g7 · Pion noir sur case blanche h7 · Pion noir sur case blanche a6 · Cavalier noir sur case blanche c6 · Pion noir sur case blanche e6 · Pion noir sur case blanche b5 · Cavalier noir sur case noire c5 · Pion blanc sur case noire e5 · Fou blanc sur case blanche b3 · Pion blanc sur case noire c3 · Dame noire sur case blanche d3 · Pion blanc sur case blanche a2 · Cavalier blanc sur case noire d2 · Pion blanc sur case noire f2 · Pion blanc sur case blanche g2 · Pion blanc sur case noire h2 · Tour blanche sur case noire a1 · Fou blanc sur case noire c1 · Dame blanche sur case blanche d1 · Tour blanche sur case blanche f1 · Roi blanc sur case noire g1 | Tour noire sur case blanche a8 · Roi noir sur case blanche e8 · Fou noir sur case noire f8 · Tour noire sur case noire h8 · Pion noir sur case noire c7 · Pion noir sur case noire g7 · Pion noir sur case blanche h7 · Pion noir sur case blanche a6 · Cavalier noir sur case blanche c6 · Pion noir sur case blanche e6 · Pion noir sur case blanche b5 · Cavalier noir sur case noire c5 · Pion blanc sur case noire e5 · Fou blanc sur case blanche b3 · Pion blanc sur case noire c3 · Dame noire sur case blanche d3 · Pion blanc sur case blanche a2 · Cavalier blanc sur case noire d2 · Pion blanc sur case noire f2 · Pion blanc sur case blanche g2 · Pion blanc sur case noire h2 · Tour blanche sur case noire a1 · Fou blanc sur case noire c1 · Dame blanche sur case blanche d1 · Tour blanche sur case blanche f1 · Roi blanc sur case noire g1 | Tour noire sur case blanche a8 · Roi noir sur case blanche e8 · Fou noir sur case noire f8 · Tour noire sur case noire h8 · Pion noir sur case noire c7 · Pion noir sur case noire g7 · Pion noir sur case blanche h7 · Pion noir sur case blanche a6 · Cavalier noir sur case blanche c6 · Pion noir sur case blanche e6 · Pion noir sur case blanche b5 · Cavalier noir sur case noire c5 · Pion blanc sur case noire e5 · Fou blanc sur case blanche b3 · Pion blanc sur case noire c3 · Dame noire sur case blanche d3 · Pion blanc sur case blanche a2 · Cavalier blanc sur case noire d2 · Pion blanc sur case noire f2 · Pion blanc sur case blanche g2 · Pion blanc sur case noire h2 · Tour blanche sur case noire a1 · Fou blanc sur case noire c1 · Dame blanche sur case blanche d1 · Tour blanche sur case blanche f1 · Roi blanc sur case noire g1 | Tour noire sur case blanche a8 · Roi noir sur case blanche e8 · Fou noir sur case noire f8 · Tour noire sur case noire h8 · Pion noir sur case noire c7 · Pion noir sur case noire g7 · Pion noir sur case blanche h7 · Pion noir sur case blanche a6 · Cavalier noir sur case blanche c6 · Pion noir sur case blanche e6 · Pion noir sur case blanche b5 · Cavalier noir sur case noire c5 · Pion blanc sur case noire e5 · Fou blanc sur case blanche b3 · Pion blanc sur case noire c3 · Dame noire sur case blanche d3 · Pion blanc sur case blanche a2 · Cavalier blanc sur case noire d2 · Pion blanc sur case noire f2 · Pion blanc sur case blanche g2 · Pion blanc sur case noire h2 · Tour blanche sur case noire a1 · Fou blanc sur case noire c1 · Dame blanche sur case blanche d1 · Tour blanche sur case blanche f1 · Roi blanc sur case noire g1 | Tour noire sur case blanche a8 · Roi noir sur case blanche e8 · Fou noir sur case noire f8 · Tour noire sur case noire h8 · Pion noir sur case noire c7 · Pion noir sur case noire g7 · Pion noir sur case blanche h7 · Pion noir sur case blanche a6 · Cavalier noir sur case blanche c6 · Pion noir sur case blanche e6 · Pion noir sur case blanche b5 · Cavalier noir sur case noire c5 · Pion blanc sur case noire e5 · Fou blanc sur case blanche b3 · Pion blanc sur case noire c3 · Dame noire sur case blanche d3 · Pion blanc sur case blanche a2 · Cavalier blanc sur case noire d2 · Pion blanc sur case noire f2 · Pion blanc sur case blanche g2 · Pion blanc sur case noire h2 · Tour blanche sur case noire a1 · Fou blanc sur case noire c1 · Dame blanche sur case blanche d1 · Tour blanche sur case blanche f1 · Roi blanc sur case noire g1 | Tour noire sur case blanche a8 · Roi noir sur case blanche e8 · Fou noir sur case noire f8 · Tour noire sur case noire h8 · Pion noir sur case noire c7 · Pion noir sur case noire g7 · Pion noir sur case blanche h7 · Pion noir sur case blanche a6 · Cavalier noir sur case blanche c6 · Pion noir sur case blanche e6 · Pion noir sur case blanche b5 · Cavalier noir sur case noire c5 · Pion blanc sur case noire e5 · Fou blanc sur case blanche b3 · Pion blanc sur case noire c3 · Dame noire sur case blanche d3 · Pion blanc sur case blanche a2 · Cavalier blanc sur case noire d2 · Pion blanc sur case noire f2 · Pion blanc sur case blanche g2 · Pion blanc sur case noire h2 · Tour blanche sur case noire a1 · Fou blanc sur case noire c1 · Dame blanche sur case blanche d1 · Tour blanche sur case blanche f1 · Roi blanc sur case noire g1 | Tour noire sur case blanche a8 · Roi noir sur case blanche e8 · Fou noir sur case noire f8 · Tour noire sur case noire h8 · Pion noir sur case noire c7 · Pion noir sur case noire g7 · Pion noir sur case blanche h7 · Pion noir sur case blanche a6 · Cavalier noir sur case blanche c6 · Pion noir sur case blanche e6 · Pion noir sur case blanche b5 · Cavalier noir sur case noire c5 · Pion blanc sur case noire e5 · Fou blanc sur case blanche b3 · Pion blanc sur case noire c3 · Dame noire sur case blanche d3 · Pion blanc sur case blanche a2 · Cavalier blanc sur case noire d2 · Pion blanc sur case noire f2 · Pion blanc sur case blanche g2 · Pion blanc sur case noire h2 · Tour blanche sur case noire a1 · Fou blanc sur case noire c1 · Dame blanche sur case blanche d1 · Tour blanche sur case blanche f1 · Roi blanc sur case noire g1 | Tour noire sur case blanche a8 · Roi noir sur case blanche e8 · Fou noir sur case noire f8 · Tour noire sur case noire h8 · Pion noir sur case noire c7 · Pion noir sur case noire g7 · Pion noir sur case blanche h7 · Pion noir sur case blanche a6 · Cavalier noir sur case blanche c6 · Pion noir sur case blanche e6 · Pion noir sur case blanche b5 · Cavalier noir sur case noire c5 · Pion blanc sur case noire e5 · Fou blanc sur case blanche b3 · Pion blanc sur case noire c3 · Dame noire sur case blanche d3 · Pion blanc sur case blanche a2 · Cavalier blanc sur case noire d2 · Pion blanc sur case noire f2 · Pion blanc sur case blanche g2 · Pion blanc sur case noire h2 · Tour blanche sur case noire a1 · Fou blanc sur case noire c1 · Dame blanche sur case blanche d1 · Tour blanche sur case blanche f1 · Roi blanc sur case noire g1 | 4 |
| 3 | Tour noire sur case blanche a8 · Roi noir sur case blanche e8 · Fou noir sur case noire f8 · Tour noire sur case noire h8 · Pion noir sur case noire c7 · Pion noir sur case noire g7 · Pion noir sur case blanche h7 · Pion noir sur case blanche a6 · Cavalier noir sur case blanche c6 · Pion noir sur case blanche e6 · Pion noir sur case blanche b5 · Cavalier noir sur case noire c5 · Pion blanc sur case noire e5 · Fou blanc sur case blanche b3 · Pion blanc sur case noire c3 · Dame noire sur case blanche d3 · Pion blanc sur case blanche a2 · Cavalier blanc sur case noire d2 · Pion blanc sur case noire f2 · Pion blanc sur case blanche g2 · Pion blanc sur case noire h2 · Tour blanche sur case noire a1 · Fou blanc sur case noire c1 · Dame blanche sur case blanche d1 · Tour blanche sur case blanche f1 · Roi blanc sur case noire g1 | Tour noire sur case blanche a8 · Roi noir sur case blanche e8 · Fou noir sur case noire f8 · Tour noire sur case noire h8 · Pion noir sur case noire c7 · Pion noir sur case noire g7 · Pion noir sur case blanche h7 · Pion noir sur case blanche a6 · Cavalier noir sur case blanche c6 · Pion noir sur case blanche e6 · Pion noir sur case blanche b5 · Cavalier noir sur case noire c5 · Pion blanc sur case noire e5 · Fou blanc sur case blanche b3 · Pion blanc sur case noire c3 · Dame noire sur case blanche d3 · Pion blanc sur case blanche a2 · Cavalier blanc sur case noire d2 · Pion blanc sur case noire f2 · Pion blanc sur case blanche g2 · Pion blanc sur case noire h2 · Tour blanche sur case noire a1 · Fou blanc sur case noire c1 · Dame blanche sur case blanche d1 · Tour blanche sur case blanche f1 · Roi blanc sur case noire g1 | Tour noire sur case blanche a8 · Roi noir sur case blanche e8 · Fou noir sur case noire f8 · Tour noire sur case noire h8 · Pion noir sur case noire c7 · Pion noir sur case noire g7 · Pion noir sur case blanche h7 · Pion noir sur case blanche a6 · Cavalier noir sur case blanche c6 · Pion noir sur case blanche e6 · Pion noir sur case blanche b5 · Cavalier noir sur case noire c5 · Pion blanc sur case noire e5 · Fou blanc sur case blanche b3 · Pion blanc sur case noire c3 · Dame noire sur case blanche d3 · Pion blanc sur case blanche a2 · Cavalier blanc sur case noire d2 · Pion blanc sur case noire f2 · Pion blanc sur case blanche g2 · Pion blanc sur case noire h2 · Tour blanche sur case noire a1 · Fou blanc sur case noire c1 · Dame blanche sur case blanche d1 · Tour blanche sur case blanche f1 · Roi blanc sur case noire g1 | Tour noire sur case blanche a8 · Roi noir sur case blanche e8 · Fou noir sur case noire f8 · Tour noire sur case noire h8 · Pion noir sur case noire c7 · Pion noir sur case noire g7 · Pion noir sur case blanche h7 · Pion noir sur case blanche a6 · Cavalier noir sur case blanche c6 · Pion noir sur case blanche e6 · Pion noir sur case blanche b5 · Cavalier noir sur case noire c5 · Pion blanc sur case noire e5 · Fou blanc sur case blanche b3 · Pion blanc sur case noire c3 · Dame noire sur case blanche d3 · Pion blanc sur case blanche a2 · Cavalier blanc sur case noire d2 · Pion blanc sur case noire f2 · Pion blanc sur case blanche g2 · Pion blanc sur case noire h2 · Tour blanche sur case noire a1 · Fou blanc sur case noire c1 · Dame blanche sur case blanche d1 · Tour blanche sur case blanche f1 · Roi blanc sur case noire g1 | Tour noire sur case blanche a8 · Roi noir sur case blanche e8 · Fou noir sur case noire f8 · Tour noire sur case noire h8 · Pion noir sur case noire c7 · Pion noir sur case noire g7 · Pion noir sur case blanche h7 · Pion noir sur case blanche a6 · Cavalier noir sur case blanche c6 · Pion noir sur case blanche e6 · Pion noir sur case blanche b5 · Cavalier noir sur case noire c5 · Pion blanc sur case noire e5 · Fou blanc sur case blanche b3 · Pion blanc sur case noire c3 · Dame noire sur case blanche d3 · Pion blanc sur case blanche a2 · Cavalier blanc sur case noire d2 · Pion blanc sur case noire f2 · Pion blanc sur case blanche g2 · Pion blanc sur case noire h2 · Tour blanche sur case noire a1 · Fou blanc sur case noire c1 · Dame blanche sur case blanche d1 · Tour blanche sur case blanche f1 · Roi blanc sur case noire g1 | Tour noire sur case blanche a8 · Roi noir sur case blanche e8 · Fou noir sur case noire f8 · Tour noire sur case noire h8 · Pion noir sur case noire c7 · Pion noir sur case noire g7 · Pion noir sur case blanche h7 · Pion noir sur case blanche a6 · Cavalier noir sur case blanche c6 · Pion noir sur case blanche e6 · Pion noir sur case blanche b5 · Cavalier noir sur case noire c5 · Pion blanc sur case noire e5 · Fou blanc sur case blanche b3 · Pion blanc sur case noire c3 · Dame noire sur case blanche d3 · Pion blanc sur case blanche a2 · Cavalier blanc sur case noire d2 · Pion blanc sur case noire f2 · Pion blanc sur case blanche g2 · Pion blanc sur case noire h2 · Tour blanche sur case noire a1 · Fou blanc sur case noire c1 · Dame blanche sur case blanche d1 · Tour blanche sur case blanche f1 · Roi blanc sur case noire g1 | Tour noire sur case blanche a8 · Roi noir sur case blanche e8 · Fou noir sur case noire f8 · Tour noire sur case noire h8 · Pion noir sur case noire c7 · Pion noir sur case noire g7 · Pion noir sur case blanche h7 · Pion noir sur case blanche a6 · Cavalier noir sur case blanche c6 · Pion noir sur case blanche e6 · Pion noir sur case blanche b5 · Cavalier noir sur case noire c5 · Pion blanc sur case noire e5 · Fou blanc sur case blanche b3 · Pion blanc sur case noire c3 · Dame noire sur case blanche d3 · Pion blanc sur case blanche a2 · Cavalier blanc sur case noire d2 · Pion blanc sur case noire f2 · Pion blanc sur case blanche g2 · Pion blanc sur case noire h2 · Tour blanche sur case noire a1 · Fou blanc sur case noire c1 · Dame blanche sur case blanche d1 · Tour blanche sur case blanche f1 · Roi blanc sur case noire g1 | Tour noire sur case blanche a8 · Roi noir sur case blanche e8 · Fou noir sur case noire f8 · Tour noire sur case noire h8 · Pion noir sur case noire c7 · Pion noir sur case noire g7 · Pion noir sur case blanche h7 · Pion noir sur case blanche a6 · Cavalier noir sur case blanche c6 · Pion noir sur case blanche e6 · Pion noir sur case blanche b5 · Cavalier noir sur case noire c5 · Pion blanc sur case noire e5 · Fou blanc sur case blanche b3 · Pion blanc sur case noire c3 · Dame noire sur case blanche d3 · Pion blanc sur case blanche a2 · Cavalier blanc sur case noire d2 · Pion blanc sur case noire f2 · Pion blanc sur case blanche g2 · Pion blanc sur case noire h2 · Tour blanche sur case noire a1 · Fou blanc sur case noire c1 · Dame blanche sur case blanche d1 · Tour blanche sur case blanche f1 · Roi blanc sur case noire g1 | 3 |
| 2 | Tour noire sur case blanche a8 · Roi noir sur case blanche e8 · Fou noir sur case noire f8 · Tour noire sur case noire h8 · Pion noir sur case noire c7 · Pion noir sur case noire g7 · Pion noir sur case blanche h7 · Pion noir sur case blanche a6 · Cavalier noir sur case blanche c6 · Pion noir sur case blanche e6 · Pion noir sur case blanche b5 · Cavalier noir sur case noire c5 · Pion blanc sur case noire e5 · Fou blanc sur case blanche b3 · Pion blanc sur case noire c3 · Dame noire sur case blanche d3 · Pion blanc sur case blanche a2 · Cavalier blanc sur case noire d2 · Pion blanc sur case noire f2 · Pion blanc sur case blanche g2 · Pion blanc sur case noire h2 · Tour blanche sur case noire a1 · Fou blanc sur case noire c1 · Dame blanche sur case blanche d1 · Tour blanche sur case blanche f1 · Roi blanc sur case noire g1 | Tour noire sur case blanche a8 · Roi noir sur case blanche e8 · Fou noir sur case noire f8 · Tour noire sur case noire h8 · Pion noir sur case noire c7 · Pion noir sur case noire g7 · Pion noir sur case blanche h7 · Pion noir sur case blanche a6 · Cavalier noir sur case blanche c6 · Pion noir sur case blanche e6 · Pion noir sur case blanche b5 · Cavalier noir sur case noire c5 · Pion blanc sur case noire e5 · Fou blanc sur case blanche b3 · Pion blanc sur case noire c3 · Dame noire sur case blanche d3 · Pion blanc sur case blanche a2 · Cavalier blanc sur case noire d2 · Pion blanc sur case noire f2 · Pion blanc sur case blanche g2 · Pion blanc sur case noire h2 · Tour blanche sur case noire a1 · Fou blanc sur case noire c1 · Dame blanche sur case blanche d1 · Tour blanche sur case blanche f1 · Roi blanc sur case noire g1 | Tour noire sur case blanche a8 · Roi noir sur case blanche e8 · Fou noir sur case noire f8 · Tour noire sur case noire h8 · Pion noir sur case noire c7 · Pion noir sur case noire g7 · Pion noir sur case blanche h7 · Pion noir sur case blanche a6 · Cavalier noir sur case blanche c6 · Pion noir sur case blanche e6 · Pion noir sur case blanche b5 · Cavalier noir sur case noire c5 · Pion blanc sur case noire e5 · Fou blanc sur case blanche b3 · Pion blanc sur case noire c3 · Dame noire sur case blanche d3 · Pion blanc sur case blanche a2 · Cavalier blanc sur case noire d2 · Pion blanc sur case noire f2 · Pion blanc sur case blanche g2 · Pion blanc sur case noire h2 · Tour blanche sur case noire a1 · Fou blanc sur case noire c1 · Dame blanche sur case blanche d1 · Tour blanche sur case blanche f1 · Roi blanc sur case noire g1 | Tour noire sur case blanche a8 · Roi noir sur case blanche e8 · Fou noir sur case noire f8 · Tour noire sur case noire h8 · Pion noir sur case noire c7 · Pion noir sur case noire g7 · Pion noir sur case blanche h7 · Pion noir sur case blanche a6 · Cavalier noir sur case blanche c6 · Pion noir sur case blanche e6 · Pion noir sur case blanche b5 · Cavalier noir sur case noire c5 · Pion blanc sur case noire e5 · Fou blanc sur case blanche b3 · Pion blanc sur case noire c3 · Dame noire sur case blanche d3 · Pion blanc sur case blanche a2 · Cavalier blanc sur case noire d2 · Pion blanc sur case noire f2 · Pion blanc sur case blanche g2 · Pion blanc sur case noire h2 · Tour blanche sur case noire a1 · Fou blanc sur case noire c1 · Dame blanche sur case blanche d1 · Tour blanche sur case blanche f1 · Roi blanc sur case noire g1 | Tour noire sur case blanche a8 · Roi noir sur case blanche e8 · Fou noir sur case noire f8 · Tour noire sur case noire h8 · Pion noir sur case noire c7 · Pion noir sur case noire g7 · Pion noir sur case blanche h7 · Pion noir sur case blanche a6 · Cavalier noir sur case blanche c6 · Pion noir sur case blanche e6 · Pion noir sur case blanche b5 · Cavalier noir sur case noire c5 · Pion blanc sur case noire e5 · Fou blanc sur case blanche b3 · Pion blanc sur case noire c3 · Dame noire sur case blanche d3 · Pion blanc sur case blanche a2 · Cavalier blanc sur case noire d2 · Pion blanc sur case noire f2 · Pion blanc sur case blanche g2 · Pion blanc sur case noire h2 · Tour blanche sur case noire a1 · Fou blanc sur case noire c1 · Dame blanche sur case blanche d1 · Tour blanche sur case blanche f1 · Roi blanc sur case noire g1 | Tour noire sur case blanche a8 · Roi noir sur case blanche e8 · Fou noir sur case noire f8 · Tour noire sur case noire h8 · Pion noir sur case noire c7 · Pion noir sur case noire g7 · Pion noir sur case blanche h7 · Pion noir sur case blanche a6 · Cavalier noir sur case blanche c6 · Pion noir sur case blanche e6 · Pion noir sur case blanche b5 · Cavalier noir sur case noire c5 · Pion blanc sur case noire e5 · Fou blanc sur case blanche b3 · Pion blanc sur case noire c3 · Dame noire sur case blanche d3 · Pion blanc sur case blanche a2 · Cavalier blanc sur case noire d2 · Pion blanc sur case noire f2 · Pion blanc sur case blanche g2 · Pion blanc sur case noire h2 · Tour blanche sur case noire a1 · Fou blanc sur case noire c1 · Dame blanche sur case blanche d1 · Tour blanche sur case blanche f1 · Roi blanc sur case noire g1 | Tour noire sur case blanche a8 · Roi noir sur case blanche e8 · Fou noir sur case noire f8 · Tour noire sur case noire h8 · Pion noir sur case noire c7 · Pion noir sur case noire g7 · Pion noir sur case blanche h7 · Pion noir sur case blanche a6 · Cavalier noir sur case blanche c6 · Pion noir sur case blanche e6 · Pion noir sur case blanche b5 · Cavalier noir sur case noire c5 · Pion blanc sur case noire e5 · Fou blanc sur case blanche b3 · Pion blanc sur case noire c3 · Dame noire sur case blanche d3 · Pion blanc sur case blanche a2 · Cavalier blanc sur case noire d2 · Pion blanc sur case noire f2 · Pion blanc sur case blanche g2 · Pion blanc sur case noire h2 · Tour blanche sur case noire a1 · Fou blanc sur case noire c1 · Dame blanche sur case blanche d1 · Tour blanche sur case blanche f1 · Roi blanc sur case noire g1 | Tour noire sur case blanche a8 · Roi noir sur case blanche e8 · Fou noir sur case noire f8 · Tour noire sur case noire h8 · Pion noir sur case noire c7 · Pion noir sur case noire g7 · Pion noir sur case blanche h7 · Pion noir sur case blanche a6 · Cavalier noir sur case blanche c6 · Pion noir sur case blanche e6 · Pion noir sur case blanche b5 · Cavalier noir sur case noire c5 · Pion blanc sur case noire e5 · Fou blanc sur case blanche b3 · Pion blanc sur case noire c3 · Dame noire sur case blanche d3 · Pion blanc sur case blanche a2 · Cavalier blanc sur case noire d2 · Pion blanc sur case noire f2 · Pion blanc sur case blanche g2 · Pion blanc sur case noire h2 · Tour blanche sur case noire a1 · Fou blanc sur case noire c1 · Dame blanche sur case blanche d1 · Tour blanche sur case blanche f1 · Roi blanc sur case noire g1 | 2 |
| 1 | Tour noire sur case blanche a8 · Roi noir sur case blanche e8 · Fou noir sur case noire f8 · Tour noire sur case noire h8 · Pion noir sur case noire c7 · Pion noir sur case noire g7 · Pion noir sur case blanche h7 · Pion noir sur case blanche a6 · Cavalier noir sur case blanche c6 · Pion noir sur case blanche e6 · Pion noir sur case blanche b5 · Cavalier noir sur case noire c5 · Pion blanc sur case noire e5 · Fou blanc sur case blanche b3 · Pion blanc sur case noire c3 · Dame noire sur case blanche d3 · Pion blanc sur case blanche a2 · Cavalier blanc sur case noire d2 · Pion blanc sur case noire f2 · Pion blanc sur case blanche g2 · Pion blanc sur case noire h2 · Tour blanche sur case noire a1 · Fou blanc sur case noire c1 · Dame blanche sur case blanche d1 · Tour blanche sur case blanche f1 · Roi blanc sur case noire g1 | Tour noire sur case blanche a8 · Roi noir sur case blanche e8 · Fou noir sur case noire f8 · Tour noire sur case noire h8 · Pion noir sur case noire c7 · Pion noir sur case noire g7 · Pion noir sur case blanche h7 · Pion noir sur case blanche a6 · Cavalier noir sur case blanche c6 · Pion noir sur case blanche e6 · Pion noir sur case blanche b5 · Cavalier noir sur case noire c5 · Pion blanc sur case noire e5 · Fou blanc sur case blanche b3 · Pion blanc sur case noire c3 · Dame noire sur case blanche d3 · Pion blanc sur case blanche a2 · Cavalier blanc sur case noire d2 · Pion blanc sur case noire f2 · Pion blanc sur case blanche g2 · Pion blanc sur case noire h2 · Tour blanche sur case noire a1 · Fou blanc sur case noire c1 · Dame blanche sur case blanche d1 · Tour blanche sur case blanche f1 · Roi blanc sur case noire g1 | Tour noire sur case blanche a8 · Roi noir sur case blanche e8 · Fou noir sur case noire f8 · Tour noire sur case noire h8 · Pion noir sur case noire c7 · Pion noir sur case noire g7 · Pion noir sur case blanche h7 · Pion noir sur case blanche a6 · Cavalier noir sur case blanche c6 · Pion noir sur case blanche e6 · Pion noir sur case blanche b5 · Cavalier noir sur case noire c5 · Pion blanc sur case noire e5 · Fou blanc sur case blanche b3 · Pion blanc sur case noire c3 · Dame noire sur case blanche d3 · Pion blanc sur case blanche a2 · Cavalier blanc sur case noire d2 · Pion blanc sur case noire f2 · Pion blanc sur case blanche g2 · Pion blanc sur case noire h2 · Tour blanche sur case noire a1 · Fou blanc sur case noire c1 · Dame blanche sur case blanche d1 · Tour blanche sur case blanche f1 · Roi blanc sur case noire g1 | Tour noire sur case blanche a8 · Roi noir sur case blanche e8 · Fou noir sur case noire f8 · Tour noire sur case noire h8 · Pion noir sur case noire c7 · Pion noir sur case noire g7 · Pion noir sur case blanche h7 · Pion noir sur case blanche a6 · Cavalier noir sur case blanche c6 · Pion noir sur case blanche e6 · Pion noir sur case blanche b5 · Cavalier noir sur case noire c5 · Pion blanc sur case noire e5 · Fou blanc sur case blanche b3 · Pion blanc sur case noire c3 · Dame noire sur case blanche d3 · Pion blanc sur case blanche a2 · Cavalier blanc sur case noire d2 · Pion blanc sur case noire f2 · Pion blanc sur case blanche g2 · Pion blanc sur case noire h2 · Tour blanche sur case noire a1 · Fou blanc sur case noire c1 · Dame blanche sur case blanche d1 · Tour blanche sur case blanche f1 · Roi blanc sur case noire g1 | Tour noire sur case blanche a8 · Roi noir sur case blanche e8 · Fou noir sur case noire f8 · Tour noire sur case noire h8 · Pion noir sur case noire c7 · Pion noir sur case noire g7 · Pion noir sur case blanche h7 · Pion noir sur case blanche a6 · Cavalier noir sur case blanche c6 · Pion noir sur case blanche e6 · Pion noir sur case blanche b5 · Cavalier noir sur case noire c5 · Pion blanc sur case noire e5 · Fou blanc sur case blanche b3 · Pion blanc sur case noire c3 · Dame noire sur case blanche d3 · Pion blanc sur case blanche a2 · Cavalier blanc sur case noire d2 · Pion blanc sur case noire f2 · Pion blanc sur case blanche g2 · Pion blanc sur case noire h2 · Tour blanche sur case noire a1 · Fou blanc sur case noire c1 · Dame blanche sur case blanche d1 · Tour blanche sur case blanche f1 · Roi blanc sur case noire g1 | Tour noire sur case blanche a8 · Roi noir sur case blanche e8 · Fou noir sur case noire f8 · Tour noire sur case noire h8 · Pion noir sur case noire c7 · Pion noir sur case noire g7 · Pion noir sur case blanche h7 · Pion noir sur case blanche a6 · Cavalier noir sur case blanche c6 · Pion noir sur case blanche e6 · Pion noir sur case blanche b5 · Cavalier noir sur case noire c5 · Pion blanc sur case noire e5 · Fou blanc sur case blanche b3 · Pion blanc sur case noire c3 · Dame noire sur case blanche d3 · Pion blanc sur case blanche a2 · Cavalier blanc sur case noire d2 · Pion blanc sur case noire f2 · Pion blanc sur case blanche g2 · Pion blanc sur case noire h2 · Tour blanche sur case noire a1 · Fou blanc sur case noire c1 · Dame blanche sur case blanche d1 · Tour blanche sur case blanche f1 · Roi blanc sur case noire g1 | Tour noire sur case blanche a8 · Roi noir sur case blanche e8 · Fou noir sur case noire f8 · Tour noire sur case noire h8 · Pion noir sur case noire c7 · Pion noir sur case noire g7 · Pion noir sur case blanche h7 · Pion noir sur case blanche a6 · Cavalier noir sur case blanche c6 · Pion noir sur case blanche e6 · Pion noir sur case blanche b5 · Cavalier noir sur case noire c5 · Pion blanc sur case noire e5 · Fou blanc sur case blanche b3 · Pion blanc sur case noire c3 · Dame noire sur case blanche d3 · Pion blanc sur case blanche a2 · Cavalier blanc sur case noire d2 · Pion blanc sur case noire f2 · Pion blanc sur case blanche g2 · Pion blanc sur case noire h2 · Tour blanche sur case noire a1 · Fou blanc sur case noire c1 · Dame blanche sur case blanche d1 · Tour blanche sur case blanche f1 · Roi blanc sur case noire g1 | Tour noire sur case blanche a8 · Roi noir sur case blanche e8 · Fou noir sur case noire f8 · Tour noire sur case noire h8 · Pion noir sur case noire c7 · Pion noir sur case noire g7 · Pion noir sur case blanche h7 · Pion noir sur case blanche a6 · Cavalier noir sur case blanche c6 · Pion noir sur case blanche e6 · Pion noir sur case blanche b5 · Cavalier noir sur case noire c5 · Pion blanc sur case noire e5 · Fou blanc sur case blanche b3 · Pion blanc sur case noire c3 · Dame noire sur case blanche d3 · Pion blanc sur case blanche a2 · Cavalier blanc sur case noire d2 · Pion blanc sur case noire f2 · Pion blanc sur case blanche g2 · Pion blanc sur case noire h2 · Tour blanche sur case noire a1 · Fou blanc sur case noire c1 · Dame blanche sur case blanche d1 · Tour blanche sur case blanche f1 · Roi blanc sur case noire g1 | 1 |
|   | a | b | c | d | e | f | g | h |   |

1. e4 e5 2. Cf3 Cc6 3. Fb5 a6 4. Fa4 Cf6 5. 0-0 Cxe4 6. d4 b5 7. Fb3 d5 8. dxe5 Fe6 9. Cbd2 Cc5 10. c3 d4!? (le coup le plus agressif, mais aussi le plus risqué ; 10…Fg4 est plus sûr) 11. Cg5!? dxc3? (coup douteux, mais qui était alors considéré comme satisfaisant depuis la 10e partie entre Anatoli Karpov et Viktor Kortchnoï du Championnat du monde de 1978) 12. Cxe6 fxe6 13. bxc3 Dd3 (diagramme)

14. Fc2!! (un coup extraordinaire, basé sur un sacrifice de Tour ; l'idée elle-même n'était pas neuve, car elle avait déjà été évoquée par l'ancien champion du monde Mikhaïl Tal dans ses annotations de la partie entre Anatoli Karpov et Viktor Kortchnoï, mais c'est Kasparov qui a mis la touche finale à la variante, sonnant ainsi le glas du coup 11... dxc3 à haut niveau) ...Dxc3 15. Cb3!! Cxb3 16. Fxb3 Cd4 (temps de réflexion d'Anand pour jouer ce coup : près d'une heure) 17. Dg4! Dxa1 18. Fxe6 Td8 19. Fh6! Dc3 20. Fxg7 Dd3 21. Fxh8 (temps total de réflexion de Kasparov jusqu'à ce moment : près de six minutes, ce qui prouve son extraordinaire travail de préparation des ouvertures) 21...Dg6 22. Ff6 Fe7 23. Fxe7 Dxg4 24. Fxg4 Rxe7 25. Tc1 c6 26. f4 a5 27. Rf2 a4 28. Re3 b4 29. Fd1 a3 30. g4 Td5 31. Tc4 c5 32. Re4 Td8 33. Txc5 Ce6 34. Td5 Tc8 35. f5 Tc4+ 36. Re3 Cc5 37. g5 Tc1 38. Td6 1-0.
Cette victoire permet à Kasparov de revenir à égalité en termes de points, et sans doute de prendre l'ascendant psychologique sur son adversaire puisqu'il remporte ensuite 3 des 4 parties suivantes.

#### Kasparov-Deep Blue, 1996 et 1997
Deux parties ont spécialement marqué la progression de Deep Blue, symbolisant les progrès de l'informatique.
- 1996 : Deep Blue - Kasparov (1996, partie 1), première partie en cadence lente gagnée par un ordinateur contre un champion incontesté[128].
- 1997 : Deep Blue - Kasparov (1997, partie 6), première partie où un ordinateur bat un champion du monde des échecs sur le total d'une série de parties.

#### Partie«Kasparov contre le monde»sur internet, 1999
De juin à octobre 1999, Kasparov joue une partie via Internet contre le reste du monde, au rythme d'un coup par jour. Face à lui, 50 000 joueurs de 75 pays, conseillés par quatre joueurs professionnels, dont le Français Étienne Bacrot. Kasparov gagne en 62 coups.

#### Kasparov-Topalov, Wijk aan Zee, 1999
|   | a | b | c | d | e | f | g | h |   |
| 8 | Fou noir sur case blanche a8 · Tour noire sur case noire d8 · Tour noire sur case noire h8 · Roi noir sur case noire a7 · Pion noir sur case blanche f7 · Pion noir sur case blanche h7 · Pion noir sur case blanche a6 · Dame noire sur case noire d6 · Cavalier noir sur case noire f6 · Pion noir sur case blanche g6 · Cavalier blanc sur case noire a5 · Pion noir sur case blanche b5 · Pion noir sur case noire c5 · Pion blanc sur case blanche d5 · Pion noir sur case noire d4 · Dame blanche sur case noire f4 · Pion blanc sur case noire a3 · Pion blanc sur case blanche f3 · Pion blanc sur case noire g3 · Fou blanc sur case blanche h3 · Pion blanc sur case noire b2 · Pion blanc sur case blanche c2 · Pion blanc sur case noire h2 · Roi blanc sur case blanche b1 · Tour blanche sur case blanche d1 · Tour blanche sur case noire e1 | Fou noir sur case blanche a8 · Tour noire sur case noire d8 · Tour noire sur case noire h8 · Roi noir sur case noire a7 · Pion noir sur case blanche f7 · Pion noir sur case blanche h7 · Pion noir sur case blanche a6 · Dame noire sur case noire d6 · Cavalier noir sur case noire f6 · Pion noir sur case blanche g6 · Cavalier blanc sur case noire a5 · Pion noir sur case blanche b5 · Pion noir sur case noire c5 · Pion blanc sur case blanche d5 · Pion noir sur case noire d4 · Dame blanche sur case noire f4 · Pion blanc sur case noire a3 · Pion blanc sur case blanche f3 · Pion blanc sur case noire g3 · Fou blanc sur case blanche h3 · Pion blanc sur case noire b2 · Pion blanc sur case blanche c2 · Pion blanc sur case noire h2 · Roi blanc sur case blanche b1 · Tour blanche sur case blanche d1 · Tour blanche sur case noire e1 | Fou noir sur case blanche a8 · Tour noire sur case noire d8 · Tour noire sur case noire h8 · Roi noir sur case noire a7 · Pion noir sur case blanche f7 · Pion noir sur case blanche h7 · Pion noir sur case blanche a6 · Dame noire sur case noire d6 · Cavalier noir sur case noire f6 · Pion noir sur case blanche g6 · Cavalier blanc sur case noire a5 · Pion noir sur case blanche b5 · Pion noir sur case noire c5 · Pion blanc sur case blanche d5 · Pion noir sur case noire d4 · Dame blanche sur case noire f4 · Pion blanc sur case noire a3 · Pion blanc sur case blanche f3 · Pion blanc sur case noire g3 · Fou blanc sur case blanche h3 · Pion blanc sur case noire b2 · Pion blanc sur case blanche c2 · Pion blanc sur case noire h2 · Roi blanc sur case blanche b1 · Tour blanche sur case blanche d1 · Tour blanche sur case noire e1 | Fou noir sur case blanche a8 · Tour noire sur case noire d8 · Tour noire sur case noire h8 · Roi noir sur case noire a7 · Pion noir sur case blanche f7 · Pion noir sur case blanche h7 · Pion noir sur case blanche a6 · Dame noire sur case noire d6 · Cavalier noir sur case noire f6 · Pion noir sur case blanche g6 · Cavalier blanc sur case noire a5 · Pion noir sur case blanche b5 · Pion noir sur case noire c5 · Pion blanc sur case blanche d5 · Pion noir sur case noire d4 · Dame blanche sur case noire f4 · Pion blanc sur case noire a3 · Pion blanc sur case blanche f3 · Pion blanc sur case noire g3 · Fou blanc sur case blanche h3 · Pion blanc sur case noire b2 · Pion blanc sur case blanche c2 · Pion blanc sur case noire h2 · Roi blanc sur case blanche b1 · Tour blanche sur case blanche d1 · Tour blanche sur case noire e1 | Fou noir sur case blanche a8 · Tour noire sur case noire d8 · Tour noire sur case noire h8 · Roi noir sur case noire a7 · Pion noir sur case blanche f7 · Pion noir sur case blanche h7 · Pion noir sur case blanche a6 · Dame noire sur case noire d6 · Cavalier noir sur case noire f6 · Pion noir sur case blanche g6 · Cavalier blanc sur case noire a5 · Pion noir sur case blanche b5 · Pion noir sur case noire c5 · Pion blanc sur case blanche d5 · Pion noir sur case noire d4 · Dame blanche sur case noire f4 · Pion blanc sur case noire a3 · Pion blanc sur case blanche f3 · Pion blanc sur case noire g3 · Fou blanc sur case blanche h3 · Pion blanc sur case noire b2 · Pion blanc sur case blanche c2 · Pion blanc sur case noire h2 · Roi blanc sur case blanche b1 · Tour blanche sur case blanche d1 · Tour blanche sur case noire e1 | Fou noir sur case blanche a8 · Tour noire sur case noire d8 · Tour noire sur case noire h8 · Roi noir sur case noire a7 · Pion noir sur case blanche f7 · Pion noir sur case blanche h7 · Pion noir sur case blanche a6 · Dame noire sur case noire d6 · Cavalier noir sur case noire f6 · Pion noir sur case blanche g6 · Cavalier blanc sur case noire a5 · Pion noir sur case blanche b5 · Pion noir sur case noire c5 · Pion blanc sur case blanche d5 · Pion noir sur case noire d4 · Dame blanche sur case noire f4 · Pion blanc sur case noire a3 · Pion blanc sur case blanche f3 · Pion blanc sur case noire g3 · Fou blanc sur case blanche h3 · Pion blanc sur case noire b2 · Pion blanc sur case blanche c2 · Pion blanc sur case noire h2 · Roi blanc sur case blanche b1 · Tour blanche sur case blanche d1 · Tour blanche sur case noire e1 | Fou noir sur case blanche a8 · Tour noire sur case noire d8 · Tour noire sur case noire h8 · Roi noir sur case noire a7 · Pion noir sur case blanche f7 · Pion noir sur case blanche h7 · Pion noir sur case blanche a6 · Dame noire sur case noire d6 · Cavalier noir sur case noire f6 · Pion noir sur case blanche g6 · Cavalier blanc sur case noire a5 · Pion noir sur case blanche b5 · Pion noir sur case noire c5 · Pion blanc sur case blanche d5 · Pion noir sur case noire d4 · Dame blanche sur case noire f4 · Pion blanc sur case noire a3 · Pion blanc sur case blanche f3 · Pion blanc sur case noire g3 · Fou blanc sur case blanche h3 · Pion blanc sur case noire b2 · Pion blanc sur case blanche c2 · Pion blanc sur case noire h2 · Roi blanc sur case blanche b1 · Tour blanche sur case blanche d1 · Tour blanche sur case noire e1 | Fou noir sur case blanche a8 · Tour noire sur case noire d8 · Tour noire sur case noire h8 · Roi noir sur case noire a7 · Pion noir sur case blanche f7 · Pion noir sur case blanche h7 · Pion noir sur case blanche a6 · Dame noire sur case noire d6 · Cavalier noir sur case noire f6 · Pion noir sur case blanche g6 · Cavalier blanc sur case noire a5 · Pion noir sur case blanche b5 · Pion noir sur case noire c5 · Pion blanc sur case blanche d5 · Pion noir sur case noire d4 · Dame blanche sur case noire f4 · Pion blanc sur case noire a3 · Pion blanc sur case blanche f3 · Pion blanc sur case noire g3 · Fou blanc sur case blanche h3 · Pion blanc sur case noire b2 · Pion blanc sur case blanche c2 · Pion blanc sur case noire h2 · Roi blanc sur case blanche b1 · Tour blanche sur case blanche d1 · Tour blanche sur case noire e1 | 8 |
| 7 | Fou noir sur case blanche a8 · Tour noire sur case noire d8 · Tour noire sur case noire h8 · Roi noir sur case noire a7 · Pion noir sur case blanche f7 · Pion noir sur case blanche h7 · Pion noir sur case blanche a6 · Dame noire sur case noire d6 · Cavalier noir sur case noire f6 · Pion noir sur case blanche g6 · Cavalier blanc sur case noire a5 · Pion noir sur case blanche b5 · Pion noir sur case noire c5 · Pion blanc sur case blanche d5 · Pion noir sur case noire d4 · Dame blanche sur case noire f4 · Pion blanc sur case noire a3 · Pion blanc sur case blanche f3 · Pion blanc sur case noire g3 · Fou blanc sur case blanche h3 · Pion blanc sur case noire b2 · Pion blanc sur case blanche c2 · Pion blanc sur case noire h2 · Roi blanc sur case blanche b1 · Tour blanche sur case blanche d1 · Tour blanche sur case noire e1 | Fou noir sur case blanche a8 · Tour noire sur case noire d8 · Tour noire sur case noire h8 · Roi noir sur case noire a7 · Pion noir sur case blanche f7 · Pion noir sur case blanche h7 · Pion noir sur case blanche a6 · Dame noire sur case noire d6 · Cavalier noir sur case noire f6 · Pion noir sur case blanche g6 · Cavalier blanc sur case noire a5 · Pion noir sur case blanche b5 · Pion noir sur case noire c5 · Pion blanc sur case blanche d5 · Pion noir sur case noire d4 · Dame blanche sur case noire f4 · Pion blanc sur case noire a3 · Pion blanc sur case blanche f3 · Pion blanc sur case noire g3 · Fou blanc sur case blanche h3 · Pion blanc sur case noire b2 · Pion blanc sur case blanche c2 · Pion blanc sur case noire h2 · Roi blanc sur case blanche b1 · Tour blanche sur case blanche d1 · Tour blanche sur case noire e1 | Fou noir sur case blanche a8 · Tour noire sur case noire d8 · Tour noire sur case noire h8 · Roi noir sur case noire a7 · Pion noir sur case blanche f7 · Pion noir sur case blanche h7 · Pion noir sur case blanche a6 · Dame noire sur case noire d6 · Cavalier noir sur case noire f6 · Pion noir sur case blanche g6 · Cavalier blanc sur case noire a5 · Pion noir sur case blanche b5 · Pion noir sur case noire c5 · Pion blanc sur case blanche d5 · Pion noir sur case noire d4 · Dame blanche sur case noire f4 · Pion blanc sur case noire a3 · Pion blanc sur case blanche f3 · Pion blanc sur case noire g3 · Fou blanc sur case blanche h3 · Pion blanc sur case noire b2 · Pion blanc sur case blanche c2 · Pion blanc sur case noire h2 · Roi blanc sur case blanche b1 · Tour blanche sur case blanche d1 · Tour blanche sur case noire e1 | Fou noir sur case blanche a8 · Tour noire sur case noire d8 · Tour noire sur case noire h8 · Roi noir sur case noire a7 · Pion noir sur case blanche f7 · Pion noir sur case blanche h7 · Pion noir sur case blanche a6 · Dame noire sur case noire d6 · Cavalier noir sur case noire f6 · Pion noir sur case blanche g6 · Cavalier blanc sur case noire a5 · Pion noir sur case blanche b5 · Pion noir sur case noire c5 · Pion blanc sur case blanche d5 · Pion noir sur case noire d4 · Dame blanche sur case noire f4 · Pion blanc sur case noire a3 · Pion blanc sur case blanche f3 · Pion blanc sur case noire g3 · Fou blanc sur case blanche h3 · Pion blanc sur case noire b2 · Pion blanc sur case blanche c2 · Pion blanc sur case noire h2 · Roi blanc sur case blanche b1 · Tour blanche sur case blanche d1 · Tour blanche sur case noire e1 | Fou noir sur case blanche a8 · Tour noire sur case noire d8 · Tour noire sur case noire h8 · Roi noir sur case noire a7 · Pion noir sur case blanche f7 · Pion noir sur case blanche h7 · Pion noir sur case blanche a6 · Dame noire sur case noire d6 · Cavalier noir sur case noire f6 · Pion noir sur case blanche g6 · Cavalier blanc sur case noire a5 · Pion noir sur case blanche b5 · Pion noir sur case noire c5 · Pion blanc sur case blanche d5 · Pion noir sur case noire d4 · Dame blanche sur case noire f4 · Pion blanc sur case noire a3 · Pion blanc sur case blanche f3 · Pion blanc sur case noire g3 · Fou blanc sur case blanche h3 · Pion blanc sur case noire b2 · Pion blanc sur case blanche c2 · Pion blanc sur case noire h2 · Roi blanc sur case blanche b1 · Tour blanche sur case blanche d1 · Tour blanche sur case noire e1 | Fou noir sur case blanche a8 · Tour noire sur case noire d8 · Tour noire sur case noire h8 · Roi noir sur case noire a7 · Pion noir sur case blanche f7 · Pion noir sur case blanche h7 · Pion noir sur case blanche a6 · Dame noire sur case noire d6 · Cavalier noir sur case noire f6 · Pion noir sur case blanche g6 · Cavalier blanc sur case noire a5 · Pion noir sur case blanche b5 · Pion noir sur case noire c5 · Pion blanc sur case blanche d5 · Pion noir sur case noire d4 · Dame blanche sur case noire f4 · Pion blanc sur case noire a3 · Pion blanc sur case blanche f3 · Pion blanc sur case noire g3 · Fou blanc sur case blanche h3 · Pion blanc sur case noire b2 · Pion blanc sur case blanche c2 · Pion blanc sur case noire h2 · Roi blanc sur case blanche b1 · Tour blanche sur case blanche d1 · Tour blanche sur case noire e1 | Fou noir sur case blanche a8 · Tour noire sur case noire d8 · Tour noire sur case noire h8 · Roi noir sur case noire a7 · Pion noir sur case blanche f7 · Pion noir sur case blanche h7 · Pion noir sur case blanche a6 · Dame noire sur case noire d6 · Cavalier noir sur case noire f6 · Pion noir sur case blanche g6 · Cavalier blanc sur case noire a5 · Pion noir sur case blanche b5 · Pion noir sur case noire c5 · Pion blanc sur case blanche d5 · Pion noir sur case noire d4 · Dame blanche sur case noire f4 · Pion blanc sur case noire a3 · Pion blanc sur case blanche f3 · Pion blanc sur case noire g3 · Fou blanc sur case blanche h3 · Pion blanc sur case noire b2 · Pion blanc sur case blanche c2 · Pion blanc sur case noire h2 · Roi blanc sur case blanche b1 · Tour blanche sur case blanche d1 · Tour blanche sur case noire e1 | Fou noir sur case blanche a8 · Tour noire sur case noire d8 · Tour noire sur case noire h8 · Roi noir sur case noire a7 · Pion noir sur case blanche f7 · Pion noir sur case blanche h7 · Pion noir sur case blanche a6 · Dame noire sur case noire d6 · Cavalier noir sur case noire f6 · Pion noir sur case blanche g6 · Cavalier blanc sur case noire a5 · Pion noir sur case blanche b5 · Pion noir sur case noire c5 · Pion blanc sur case blanche d5 · Pion noir sur case noire d4 · Dame blanche sur case noire f4 · Pion blanc sur case noire a3 · Pion blanc sur case blanche f3 · Pion blanc sur case noire g3 · Fou blanc sur case blanche h3 · Pion blanc sur case noire b2 · Pion blanc sur case blanche c2 · Pion blanc sur case noire h2 · Roi blanc sur case blanche b1 · Tour blanche sur case blanche d1 · Tour blanche sur case noire e1 | 7 |
| 6 | Fou noir sur case blanche a8 · Tour noire sur case noire d8 · Tour noire sur case noire h8 · Roi noir sur case noire a7 · Pion noir sur case blanche f7 · Pion noir sur case blanche h7 · Pion noir sur case blanche a6 · Dame noire sur case noire d6 · Cavalier noir sur case noire f6 · Pion noir sur case blanche g6 · Cavalier blanc sur case noire a5 · Pion noir sur case blanche b5 · Pion noir sur case noire c5 · Pion blanc sur case blanche d5 · Pion noir sur case noire d4 · Dame blanche sur case noire f4 · Pion blanc sur case noire a3 · Pion blanc sur case blanche f3 · Pion blanc sur case noire g3 · Fou blanc sur case blanche h3 · Pion blanc sur case noire b2 · Pion blanc sur case blanche c2 · Pion blanc sur case noire h2 · Roi blanc sur case blanche b1 · Tour blanche sur case blanche d1 · Tour blanche sur case noire e1 | Fou noir sur case blanche a8 · Tour noire sur case noire d8 · Tour noire sur case noire h8 · Roi noir sur case noire a7 · Pion noir sur case blanche f7 · Pion noir sur case blanche h7 · Pion noir sur case blanche a6 · Dame noire sur case noire d6 · Cavalier noir sur case noire f6 · Pion noir sur case blanche g6 · Cavalier blanc sur case noire a5 · Pion noir sur case blanche b5 · Pion noir sur case noire c5 · Pion blanc sur case blanche d5 · Pion noir sur case noire d4 · Dame blanche sur case noire f4 · Pion blanc sur case noire a3 · Pion blanc sur case blanche f3 · Pion blanc sur case noire g3 · Fou blanc sur case blanche h3 · Pion blanc sur case noire b2 · Pion blanc sur case blanche c2 · Pion blanc sur case noire h2 · Roi blanc sur case blanche b1 · Tour blanche sur case blanche d1 · Tour blanche sur case noire e1 | Fou noir sur case blanche a8 · Tour noire sur case noire d8 · Tour noire sur case noire h8 · Roi noir sur case noire a7 · Pion noir sur case blanche f7 · Pion noir sur case blanche h7 · Pion noir sur case blanche a6 · Dame noire sur case noire d6 · Cavalier noir sur case noire f6 · Pion noir sur case blanche g6 · Cavalier blanc sur case noire a5 · Pion noir sur case blanche b5 · Pion noir sur case noire c5 · Pion blanc sur case blanche d5 · Pion noir sur case noire d4 · Dame blanche sur case noire f4 · Pion blanc sur case noire a3 · Pion blanc sur case blanche f3 · Pion blanc sur case noire g3 · Fou blanc sur case blanche h3 · Pion blanc sur case noire b2 · Pion blanc sur case blanche c2 · Pion blanc sur case noire h2 · Roi blanc sur case blanche b1 · Tour blanche sur case blanche d1 · Tour blanche sur case noire e1 | Fou noir sur case blanche a8 · Tour noire sur case noire d8 · Tour noire sur case noire h8 · Roi noir sur case noire a7 · Pion noir sur case blanche f7 · Pion noir sur case blanche h7 · Pion noir sur case blanche a6 · Dame noire sur case noire d6 · Cavalier noir sur case noire f6 · Pion noir sur case blanche g6 · Cavalier blanc sur case noire a5 · Pion noir sur case blanche b5 · Pion noir sur case noire c5 · Pion blanc sur case blanche d5 · Pion noir sur case noire d4 · Dame blanche sur case noire f4 · Pion blanc sur case noire a3 · Pion blanc sur case blanche f3 · Pion blanc sur case noire g3 · Fou blanc sur case blanche h3 · Pion blanc sur case noire b2 · Pion blanc sur case blanche c2 · Pion blanc sur case noire h2 · Roi blanc sur case blanche b1 · Tour blanche sur case blanche d1 · Tour blanche sur case noire e1 | Fou noir sur case blanche a8 · Tour noire sur case noire d8 · Tour noire sur case noire h8 · Roi noir sur case noire a7 · Pion noir sur case blanche f7 · Pion noir sur case blanche h7 · Pion noir sur case blanche a6 · Dame noire sur case noire d6 · Cavalier noir sur case noire f6 · Pion noir sur case blanche g6 · Cavalier blanc sur case noire a5 · Pion noir sur case blanche b5 · Pion noir sur case noire c5 · Pion blanc sur case blanche d5 · Pion noir sur case noire d4 · Dame blanche sur case noire f4 · Pion blanc sur case noire a3 · Pion blanc sur case blanche f3 · Pion blanc sur case noire g3 · Fou blanc sur case blanche h3 · Pion blanc sur case noire b2 · Pion blanc sur case blanche c2 · Pion blanc sur case noire h2 · Roi blanc sur case blanche b1 · Tour blanche sur case blanche d1 · Tour blanche sur case noire e1 | Fou noir sur case blanche a8 · Tour noire sur case noire d8 · Tour noire sur case noire h8 · Roi noir sur case noire a7 · Pion noir sur case blanche f7 · Pion noir sur case blanche h7 · Pion noir sur case blanche a6 · Dame noire sur case noire d6 · Cavalier noir sur case noire f6 · Pion noir sur case blanche g6 · Cavalier blanc sur case noire a5 · Pion noir sur case blanche b5 · Pion noir sur case noire c5 · Pion blanc sur case blanche d5 · Pion noir sur case noire d4 · Dame blanche sur case noire f4 · Pion blanc sur case noire a3 · Pion blanc sur case blanche f3 · Pion blanc sur case noire g3 · Fou blanc sur case blanche h3 · Pion blanc sur case noire b2 · Pion blanc sur case blanche c2 · Pion blanc sur case noire h2 · Roi blanc sur case blanche b1 · Tour blanche sur case blanche d1 · Tour blanche sur case noire e1 | Fou noir sur case blanche a8 · Tour noire sur case noire d8 · Tour noire sur case noire h8 · Roi noir sur case noire a7 · Pion noir sur case blanche f7 · Pion noir sur case blanche h7 · Pion noir sur case blanche a6 · Dame noire sur case noire d6 · Cavalier noir sur case noire f6 · Pion noir sur case blanche g6 · Cavalier blanc sur case noire a5 · Pion noir sur case blanche b5 · Pion noir sur case noire c5 · Pion blanc sur case blanche d5 · Pion noir sur case noire d4 · Dame blanche sur case noire f4 · Pion blanc sur case noire a3 · Pion blanc sur case blanche f3 · Pion blanc sur case noire g3 · Fou blanc sur case blanche h3 · Pion blanc sur case noire b2 · Pion blanc sur case blanche c2 · Pion blanc sur case noire h2 · Roi blanc sur case blanche b1 · Tour blanche sur case blanche d1 · Tour blanche sur case noire e1 | Fou noir sur case blanche a8 · Tour noire sur case noire d8 · Tour noire sur case noire h8 · Roi noir sur case noire a7 · Pion noir sur case blanche f7 · Pion noir sur case blanche h7 · Pion noir sur case blanche a6 · Dame noire sur case noire d6 · Cavalier noir sur case noire f6 · Pion noir sur case blanche g6 · Cavalier blanc sur case noire a5 · Pion noir sur case blanche b5 · Pion noir sur case noire c5 · Pion blanc sur case blanche d5 · Pion noir sur case noire d4 · Dame blanche sur case noire f4 · Pion blanc sur case noire a3 · Pion blanc sur case blanche f3 · Pion blanc sur case noire g3 · Fou blanc sur case blanche h3 · Pion blanc sur case noire b2 · Pion blanc sur case blanche c2 · Pion blanc sur case noire h2 · Roi blanc sur case blanche b1 · Tour blanche sur case blanche d1 · Tour blanche sur case noire e1 | 6 |
| 5 | Fou noir sur case blanche a8 · Tour noire sur case noire d8 · Tour noire sur case noire h8 · Roi noir sur case noire a7 · Pion noir sur case blanche f7 · Pion noir sur case blanche h7 · Pion noir sur case blanche a6 · Dame noire sur case noire d6 · Cavalier noir sur case noire f6 · Pion noir sur case blanche g6 · Cavalier blanc sur case noire a5 · Pion noir sur case blanche b5 · Pion noir sur case noire c5 · Pion blanc sur case blanche d5 · Pion noir sur case noire d4 · Dame blanche sur case noire f4 · Pion blanc sur case noire a3 · Pion blanc sur case blanche f3 · Pion blanc sur case noire g3 · Fou blanc sur case blanche h3 · Pion blanc sur case noire b2 · Pion blanc sur case blanche c2 · Pion blanc sur case noire h2 · Roi blanc sur case blanche b1 · Tour blanche sur case blanche d1 · Tour blanche sur case noire e1 | Fou noir sur case blanche a8 · Tour noire sur case noire d8 · Tour noire sur case noire h8 · Roi noir sur case noire a7 · Pion noir sur case blanche f7 · Pion noir sur case blanche h7 · Pion noir sur case blanche a6 · Dame noire sur case noire d6 · Cavalier noir sur case noire f6 · Pion noir sur case blanche g6 · Cavalier blanc sur case noire a5 · Pion noir sur case blanche b5 · Pion noir sur case noire c5 · Pion blanc sur case blanche d5 · Pion noir sur case noire d4 · Dame blanche sur case noire f4 · Pion blanc sur case noire a3 · Pion blanc sur case blanche f3 · Pion blanc sur case noire g3 · Fou blanc sur case blanche h3 · Pion blanc sur case noire b2 · Pion blanc sur case blanche c2 · Pion blanc sur case noire h2 · Roi blanc sur case blanche b1 · Tour blanche sur case blanche d1 · Tour blanche sur case noire e1 | Fou noir sur case blanche a8 · Tour noire sur case noire d8 · Tour noire sur case noire h8 · Roi noir sur case noire a7 · Pion noir sur case blanche f7 · Pion noir sur case blanche h7 · Pion noir sur case blanche a6 · Dame noire sur case noire d6 · Cavalier noir sur case noire f6 · Pion noir sur case blanche g6 · Cavalier blanc sur case noire a5 · Pion noir sur case blanche b5 · Pion noir sur case noire c5 · Pion blanc sur case blanche d5 · Pion noir sur case noire d4 · Dame blanche sur case noire f4 · Pion blanc sur case noire a3 · Pion blanc sur case blanche f3 · Pion blanc sur case noire g3 · Fou blanc sur case blanche h3 · Pion blanc sur case noire b2 · Pion blanc sur case blanche c2 · Pion blanc sur case noire h2 · Roi blanc sur case blanche b1 · Tour blanche sur case blanche d1 · Tour blanche sur case noire e1 | Fou noir sur case blanche a8 · Tour noire sur case noire d8 · Tour noire sur case noire h8 · Roi noir sur case noire a7 · Pion noir sur case blanche f7 · Pion noir sur case blanche h7 · Pion noir sur case blanche a6 · Dame noire sur case noire d6 · Cavalier noir sur case noire f6 · Pion noir sur case blanche g6 · Cavalier blanc sur case noire a5 · Pion noir sur case blanche b5 · Pion noir sur case noire c5 · Pion blanc sur case blanche d5 · Pion noir sur case noire d4 · Dame blanche sur case noire f4 · Pion blanc sur case noire a3 · Pion blanc sur case blanche f3 · Pion blanc sur case noire g3 · Fou blanc sur case blanche h3 · Pion blanc sur case noire b2 · Pion blanc sur case blanche c2 · Pion blanc sur case noire h2 · Roi blanc sur case blanche b1 · Tour blanche sur case blanche d1 · Tour blanche sur case noire e1 | Fou noir sur case blanche a8 · Tour noire sur case noire d8 · Tour noire sur case noire h8 · Roi noir sur case noire a7 · Pion noir sur case blanche f7 · Pion noir sur case blanche h7 · Pion noir sur case blanche a6 · Dame noire sur case noire d6 · Cavalier noir sur case noire f6 · Pion noir sur case blanche g6 · Cavalier blanc sur case noire a5 · Pion noir sur case blanche b5 · Pion noir sur case noire c5 · Pion blanc sur case blanche d5 · Pion noir sur case noire d4 · Dame blanche sur case noire f4 · Pion blanc sur case noire a3 · Pion blanc sur case blanche f3 · Pion blanc sur case noire g3 · Fou blanc sur case blanche h3 · Pion blanc sur case noire b2 · Pion blanc sur case blanche c2 · Pion blanc sur case noire h2 · Roi blanc sur case blanche b1 · Tour blanche sur case blanche d1 · Tour blanche sur case noire e1 | Fou noir sur case blanche a8 · Tour noire sur case noire d8 · Tour noire sur case noire h8 · Roi noir sur case noire a7 · Pion noir sur case blanche f7 · Pion noir sur case blanche h7 · Pion noir sur case blanche a6 · Dame noire sur case noire d6 · Cavalier noir sur case noire f6 · Pion noir sur case blanche g6 · Cavalier blanc sur case noire a5 · Pion noir sur case blanche b5 · Pion noir sur case noire c5 · Pion blanc sur case blanche d5 · Pion noir sur case noire d4 · Dame blanche sur case noire f4 · Pion blanc sur case noire a3 · Pion blanc sur case blanche f3 · Pion blanc sur case noire g3 · Fou blanc sur case blanche h3 · Pion blanc sur case noire b2 · Pion blanc sur case blanche c2 · Pion blanc sur case noire h2 · Roi blanc sur case blanche b1 · Tour blanche sur case blanche d1 · Tour blanche sur case noire e1 | Fou noir sur case blanche a8 · Tour noire sur case noire d8 · Tour noire sur case noire h8 · Roi noir sur case noire a7 · Pion noir sur case blanche f7 · Pion noir sur case blanche h7 · Pion noir sur case blanche a6 · Dame noire sur case noire d6 · Cavalier noir sur case noire f6 · Pion noir sur case blanche g6 · Cavalier blanc sur case noire a5 · Pion noir sur case blanche b5 · Pion noir sur case noire c5 · Pion blanc sur case blanche d5 · Pion noir sur case noire d4 · Dame blanche sur case noire f4 · Pion blanc sur case noire a3 · Pion blanc sur case blanche f3 · Pion blanc sur case noire g3 · Fou blanc sur case blanche h3 · Pion blanc sur case noire b2 · Pion blanc sur case blanche c2 · Pion blanc sur case noire h2 · Roi blanc sur case blanche b1 · Tour blanche sur case blanche d1 · Tour blanche sur case noire e1 | Fou noir sur case blanche a8 · Tour noire sur case noire d8 · Tour noire sur case noire h8 · Roi noir sur case noire a7 · Pion noir sur case blanche f7 · Pion noir sur case blanche h7 · Pion noir sur case blanche a6 · Dame noire sur case noire d6 · Cavalier noir sur case noire f6 · Pion noir sur case blanche g6 · Cavalier blanc sur case noire a5 · Pion noir sur case blanche b5 · Pion noir sur case noire c5 · Pion blanc sur case blanche d5 · Pion noir sur case noire d4 · Dame blanche sur case noire f4 · Pion blanc sur case noire a3 · Pion blanc sur case blanche f3 · Pion blanc sur case noire g3 · Fou blanc sur case blanche h3 · Pion blanc sur case noire b2 · Pion blanc sur case blanche c2 · Pion blanc sur case noire h2 · Roi blanc sur case blanche b1 · Tour blanche sur case blanche d1 · Tour blanche sur case noire e1 | 5 |
| 4 | Fou noir sur case blanche a8 · Tour noire sur case noire d8 · Tour noire sur case noire h8 · Roi noir sur case noire a7 · Pion noir sur case blanche f7 · Pion noir sur case blanche h7 · Pion noir sur case blanche a6 · Dame noire sur case noire d6 · Cavalier noir sur case noire f6 · Pion noir sur case blanche g6 · Cavalier blanc sur case noire a5 · Pion noir sur case blanche b5 · Pion noir sur case noire c5 · Pion blanc sur case blanche d5 · Pion noir sur case noire d4 · Dame blanche sur case noire f4 · Pion blanc sur case noire a3 · Pion blanc sur case blanche f3 · Pion blanc sur case noire g3 · Fou blanc sur case blanche h3 · Pion blanc sur case noire b2 · Pion blanc sur case blanche c2 · Pion blanc sur case noire h2 · Roi blanc sur case blanche b1 · Tour blanche sur case blanche d1 · Tour blanche sur case noire e1 | Fou noir sur case blanche a8 · Tour noire sur case noire d8 · Tour noire sur case noire h8 · Roi noir sur case noire a7 · Pion noir sur case blanche f7 · Pion noir sur case blanche h7 · Pion noir sur case blanche a6 · Dame noire sur case noire d6 · Cavalier noir sur case noire f6 · Pion noir sur case blanche g6 · Cavalier blanc sur case noire a5 · Pion noir sur case blanche b5 · Pion noir sur case noire c5 · Pion blanc sur case blanche d5 · Pion noir sur case noire d4 · Dame blanche sur case noire f4 · Pion blanc sur case noire a3 · Pion blanc sur case blanche f3 · Pion blanc sur case noire g3 · Fou blanc sur case blanche h3 · Pion blanc sur case noire b2 · Pion blanc sur case blanche c2 · Pion blanc sur case noire h2 · Roi blanc sur case blanche b1 · Tour blanche sur case blanche d1 · Tour blanche sur case noire e1 | Fou noir sur case blanche a8 · Tour noire sur case noire d8 · Tour noire sur case noire h8 · Roi noir sur case noire a7 · Pion noir sur case blanche f7 · Pion noir sur case blanche h7 · Pion noir sur case blanche a6 · Dame noire sur case noire d6 · Cavalier noir sur case noire f6 · Pion noir sur case blanche g6 · Cavalier blanc sur case noire a5 · Pion noir sur case blanche b5 · Pion noir sur case noire c5 · Pion blanc sur case blanche d5 · Pion noir sur case noire d4 · Dame blanche sur case noire f4 · Pion blanc sur case noire a3 · Pion blanc sur case blanche f3 · Pion blanc sur case noire g3 · Fou blanc sur case blanche h3 · Pion blanc sur case noire b2 · Pion blanc sur case blanche c2 · Pion blanc sur case noire h2 · Roi blanc sur case blanche b1 · Tour blanche sur case blanche d1 · Tour blanche sur case noire e1 | Fou noir sur case blanche a8 · Tour noire sur case noire d8 · Tour noire sur case noire h8 · Roi noir sur case noire a7 · Pion noir sur case blanche f7 · Pion noir sur case blanche h7 · Pion noir sur case blanche a6 · Dame noire sur case noire d6 · Cavalier noir sur case noire f6 · Pion noir sur case blanche g6 · Cavalier blanc sur case noire a5 · Pion noir sur case blanche b5 · Pion noir sur case noire c5 · Pion blanc sur case blanche d5 · Pion noir sur case noire d4 · Dame blanche sur case noire f4 · Pion blanc sur case noire a3 · Pion blanc sur case blanche f3 · Pion blanc sur case noire g3 · Fou blanc sur case blanche h3 · Pion blanc sur case noire b2 · Pion blanc sur case blanche c2 · Pion blanc sur case noire h2 · Roi blanc sur case blanche b1 · Tour blanche sur case blanche d1 · Tour blanche sur case noire e1 | Fou noir sur case blanche a8 · Tour noire sur case noire d8 · Tour noire sur case noire h8 · Roi noir sur case noire a7 · Pion noir sur case blanche f7 · Pion noir sur case blanche h7 · Pion noir sur case blanche a6 · Dame noire sur case noire d6 · Cavalier noir sur case noire f6 · Pion noir sur case blanche g6 · Cavalier blanc sur case noire a5 · Pion noir sur case blanche b5 · Pion noir sur case noire c5 · Pion blanc sur case blanche d5 · Pion noir sur case noire d4 · Dame blanche sur case noire f4 · Pion blanc sur case noire a3 · Pion blanc sur case blanche f3 · Pion blanc sur case noire g3 · Fou blanc sur case blanche h3 · Pion blanc sur case noire b2 · Pion blanc sur case blanche c2 · Pion blanc sur case noire h2 · Roi blanc sur case blanche b1 · Tour blanche sur case blanche d1 · Tour blanche sur case noire e1 | Fou noir sur case blanche a8 · Tour noire sur case noire d8 · Tour noire sur case noire h8 · Roi noir sur case noire a7 · Pion noir sur case blanche f7 · Pion noir sur case blanche h7 · Pion noir sur case blanche a6 · Dame noire sur case noire d6 · Cavalier noir sur case noire f6 · Pion noir sur case blanche g6 · Cavalier blanc sur case noire a5 · Pion noir sur case blanche b5 · Pion noir sur case noire c5 · Pion blanc sur case blanche d5 · Pion noir sur case noire d4 · Dame blanche sur case noire f4 · Pion blanc sur case noire a3 · Pion blanc sur case blanche f3 · Pion blanc sur case noire g3 · Fou blanc sur case blanche h3 · Pion blanc sur case noire b2 · Pion blanc sur case blanche c2 · Pion blanc sur case noire h2 · Roi blanc sur case blanche b1 · Tour blanche sur case blanche d1 · Tour blanche sur case noire e1 | Fou noir sur case blanche a8 · Tour noire sur case noire d8 · Tour noire sur case noire h8 · Roi noir sur case noire a7 · Pion noir sur case blanche f7 · Pion noir sur case blanche h7 · Pion noir sur case blanche a6 · Dame noire sur case noire d6 · Cavalier noir sur case noire f6 · Pion noir sur case blanche g6 · Cavalier blanc sur case noire a5 · Pion noir sur case blanche b5 · Pion noir sur case noire c5 · Pion blanc sur case blanche d5 · Pion noir sur case noire d4 · Dame blanche sur case noire f4 · Pion blanc sur case noire a3 · Pion blanc sur case blanche f3 · Pion blanc sur case noire g3 · Fou blanc sur case blanche h3 · Pion blanc sur case noire b2 · Pion blanc sur case blanche c2 · Pion blanc sur case noire h2 · Roi blanc sur case blanche b1 · Tour blanche sur case blanche d1 · Tour blanche sur case noire e1 | Fou noir sur case blanche a8 · Tour noire sur case noire d8 · Tour noire sur case noire h8 · Roi noir sur case noire a7 · Pion noir sur case blanche f7 · Pion noir sur case blanche h7 · Pion noir sur case blanche a6 · Dame noire sur case noire d6 · Cavalier noir sur case noire f6 · Pion noir sur case blanche g6 · Cavalier blanc sur case noire a5 · Pion noir sur case blanche b5 · Pion noir sur case noire c5 · Pion blanc sur case blanche d5 · Pion noir sur case noire d4 · Dame blanche sur case noire f4 · Pion blanc sur case noire a3 · Pion blanc sur case blanche f3 · Pion blanc sur case noire g3 · Fou blanc sur case blanche h3 · Pion blanc sur case noire b2 · Pion blanc sur case blanche c2 · Pion blanc sur case noire h2 · Roi blanc sur case blanche b1 · Tour blanche sur case blanche d1 · Tour blanche sur case noire e1 | 4 |
| 3 | Fou noir sur case blanche a8 · Tour noire sur case noire d8 · Tour noire sur case noire h8 · Roi noir sur case noire a7 · Pion noir sur case blanche f7 · Pion noir sur case blanche h7 · Pion noir sur case blanche a6 · Dame noire sur case noire d6 · Cavalier noir sur case noire f6 · Pion noir sur case blanche g6 · Cavalier blanc sur case noire a5 · Pion noir sur case blanche b5 · Pion noir sur case noire c5 · Pion blanc sur case blanche d5 · Pion noir sur case noire d4 · Dame blanche sur case noire f4 · Pion blanc sur case noire a3 · Pion blanc sur case blanche f3 · Pion blanc sur case noire g3 · Fou blanc sur case blanche h3 · Pion blanc sur case noire b2 · Pion blanc sur case blanche c2 · Pion blanc sur case noire h2 · Roi blanc sur case blanche b1 · Tour blanche sur case blanche d1 · Tour blanche sur case noire e1 | Fou noir sur case blanche a8 · Tour noire sur case noire d8 · Tour noire sur case noire h8 · Roi noir sur case noire a7 · Pion noir sur case blanche f7 · Pion noir sur case blanche h7 · Pion noir sur case blanche a6 · Dame noire sur case noire d6 · Cavalier noir sur case noire f6 · Pion noir sur case blanche g6 · Cavalier blanc sur case noire a5 · Pion noir sur case blanche b5 · Pion noir sur case noire c5 · Pion blanc sur case blanche d5 · Pion noir sur case noire d4 · Dame blanche sur case noire f4 · Pion blanc sur case noire a3 · Pion blanc sur case blanche f3 · Pion blanc sur case noire g3 · Fou blanc sur case blanche h3 · Pion blanc sur case noire b2 · Pion blanc sur case blanche c2 · Pion blanc sur case noire h2 · Roi blanc sur case blanche b1 · Tour blanche sur case blanche d1 · Tour blanche sur case noire e1 | Fou noir sur case blanche a8 · Tour noire sur case noire d8 · Tour noire sur case noire h8 · Roi noir sur case noire a7 · Pion noir sur case blanche f7 · Pion noir sur case blanche h7 · Pion noir sur case blanche a6 · Dame noire sur case noire d6 · Cavalier noir sur case noire f6 · Pion noir sur case blanche g6 · Cavalier blanc sur case noire a5 · Pion noir sur case blanche b5 · Pion noir sur case noire c5 · Pion blanc sur case blanche d5 · Pion noir sur case noire d4 · Dame blanche sur case noire f4 · Pion blanc sur case noire a3 · Pion blanc sur case blanche f3 · Pion blanc sur case noire g3 · Fou blanc sur case blanche h3 · Pion blanc sur case noire b2 · Pion blanc sur case blanche c2 · Pion blanc sur case noire h2 · Roi blanc sur case blanche b1 · Tour blanche sur case blanche d1 · Tour blanche sur case noire e1 | Fou noir sur case blanche a8 · Tour noire sur case noire d8 · Tour noire sur case noire h8 · Roi noir sur case noire a7 · Pion noir sur case blanche f7 · Pion noir sur case blanche h7 · Pion noir sur case blanche a6 · Dame noire sur case noire d6 · Cavalier noir sur case noire f6 · Pion noir sur case blanche g6 · Cavalier blanc sur case noire a5 · Pion noir sur case blanche b5 · Pion noir sur case noire c5 · Pion blanc sur case blanche d5 · Pion noir sur case noire d4 · Dame blanche sur case noire f4 · Pion blanc sur case noire a3 · Pion blanc sur case blanche f3 · Pion blanc sur case noire g3 · Fou blanc sur case blanche h3 · Pion blanc sur case noire b2 · Pion blanc sur case blanche c2 · Pion blanc sur case noire h2 · Roi blanc sur case blanche b1 · Tour blanche sur case blanche d1 · Tour blanche sur case noire e1 | Fou noir sur case blanche a8 · Tour noire sur case noire d8 · Tour noire sur case noire h8 · Roi noir sur case noire a7 · Pion noir sur case blanche f7 · Pion noir sur case blanche h7 · Pion noir sur case blanche a6 · Dame noire sur case noire d6 · Cavalier noir sur case noire f6 · Pion noir sur case blanche g6 · Cavalier blanc sur case noire a5 · Pion noir sur case blanche b5 · Pion noir sur case noire c5 · Pion blanc sur case blanche d5 · Pion noir sur case noire d4 · Dame blanche sur case noire f4 · Pion blanc sur case noire a3 · Pion blanc sur case blanche f3 · Pion blanc sur case noire g3 · Fou blanc sur case blanche h3 · Pion blanc sur case noire b2 · Pion blanc sur case blanche c2 · Pion blanc sur case noire h2 · Roi blanc sur case blanche b1 · Tour blanche sur case blanche d1 · Tour blanche sur case noire e1 | Fou noir sur case blanche a8 · Tour noire sur case noire d8 · Tour noire sur case noire h8 · Roi noir sur case noire a7 · Pion noir sur case blanche f7 · Pion noir sur case blanche h7 · Pion noir sur case blanche a6 · Dame noire sur case noire d6 · Cavalier noir sur case noire f6 · Pion noir sur case blanche g6 · Cavalier blanc sur case noire a5 · Pion noir sur case blanche b5 · Pion noir sur case noire c5 · Pion blanc sur case blanche d5 · Pion noir sur case noire d4 · Dame blanche sur case noire f4 · Pion blanc sur case noire a3 · Pion blanc sur case blanche f3 · Pion blanc sur case noire g3 · Fou blanc sur case blanche h3 · Pion blanc sur case noire b2 · Pion blanc sur case blanche c2 · Pion blanc sur case noire h2 · Roi blanc sur case blanche b1 · Tour blanche sur case blanche d1 · Tour blanche sur case noire e1 | Fou noir sur case blanche a8 · Tour noire sur case noire d8 · Tour noire sur case noire h8 · Roi noir sur case noire a7 · Pion noir sur case blanche f7 · Pion noir sur case blanche h7 · Pion noir sur case blanche a6 · Dame noire sur case noire d6 · Cavalier noir sur case noire f6 · Pion noir sur case blanche g6 · Cavalier blanc sur case noire a5 · Pion noir sur case blanche b5 · Pion noir sur case noire c5 · Pion blanc sur case blanche d5 · Pion noir sur case noire d4 · Dame blanche sur case noire f4 · Pion blanc sur case noire a3 · Pion blanc sur case blanche f3 · Pion blanc sur case noire g3 · Fou blanc sur case blanche h3 · Pion blanc sur case noire b2 · Pion blanc sur case blanche c2 · Pion blanc sur case noire h2 · Roi blanc sur case blanche b1 · Tour blanche sur case blanche d1 · Tour blanche sur case noire e1 | Fou noir sur case blanche a8 · Tour noire sur case noire d8 · Tour noire sur case noire h8 · Roi noir sur case noire a7 · Pion noir sur case blanche f7 · Pion noir sur case blanche h7 · Pion noir sur case blanche a6 · Dame noire sur case noire d6 · Cavalier noir sur case noire f6 · Pion noir sur case blanche g6 · Cavalier blanc sur case noire a5 · Pion noir sur case blanche b5 · Pion noir sur case noire c5 · Pion blanc sur case blanche d5 · Pion noir sur case noire d4 · Dame blanche sur case noire f4 · Pion blanc sur case noire a3 · Pion blanc sur case blanche f3 · Pion blanc sur case noire g3 · Fou blanc sur case blanche h3 · Pion blanc sur case noire b2 · Pion blanc sur case blanche c2 · Pion blanc sur case noire h2 · Roi blanc sur case blanche b1 · Tour blanche sur case blanche d1 · Tour blanche sur case noire e1 | 3 |
| 2 | Fou noir sur case blanche a8 · Tour noire sur case noire d8 · Tour noire sur case noire h8 · Roi noir sur case noire a7 · Pion noir sur case blanche f7 · Pion noir sur case blanche h7 · Pion noir sur case blanche a6 · Dame noire sur case noire d6 · Cavalier noir sur case noire f6 · Pion noir sur case blanche g6 · Cavalier blanc sur case noire a5 · Pion noir sur case blanche b5 · Pion noir sur case noire c5 · Pion blanc sur case blanche d5 · Pion noir sur case noire d4 · Dame blanche sur case noire f4 · Pion blanc sur case noire a3 · Pion blanc sur case blanche f3 · Pion blanc sur case noire g3 · Fou blanc sur case blanche h3 · Pion blanc sur case noire b2 · Pion blanc sur case blanche c2 · Pion blanc sur case noire h2 · Roi blanc sur case blanche b1 · Tour blanche sur case blanche d1 · Tour blanche sur case noire e1 | Fou noir sur case blanche a8 · Tour noire sur case noire d8 · Tour noire sur case noire h8 · Roi noir sur case noire a7 · Pion noir sur case blanche f7 · Pion noir sur case blanche h7 · Pion noir sur case blanche a6 · Dame noire sur case noire d6 · Cavalier noir sur case noire f6 · Pion noir sur case blanche g6 · Cavalier blanc sur case noire a5 · Pion noir sur case blanche b5 · Pion noir sur case noire c5 · Pion blanc sur case blanche d5 · Pion noir sur case noire d4 · Dame blanche sur case noire f4 · Pion blanc sur case noire a3 · Pion blanc sur case blanche f3 · Pion blanc sur case noire g3 · Fou blanc sur case blanche h3 · Pion blanc sur case noire b2 · Pion blanc sur case blanche c2 · Pion blanc sur case noire h2 · Roi blanc sur case blanche b1 · Tour blanche sur case blanche d1 · Tour blanche sur case noire e1 | Fou noir sur case blanche a8 · Tour noire sur case noire d8 · Tour noire sur case noire h8 · Roi noir sur case noire a7 · Pion noir sur case blanche f7 · Pion noir sur case blanche h7 · Pion noir sur case blanche a6 · Dame noire sur case noire d6 · Cavalier noir sur case noire f6 · Pion noir sur case blanche g6 · Cavalier blanc sur case noire a5 · Pion noir sur case blanche b5 · Pion noir sur case noire c5 · Pion blanc sur case blanche d5 · Pion noir sur case noire d4 · Dame blanche sur case noire f4 · Pion blanc sur case noire a3 · Pion blanc sur case blanche f3 · Pion blanc sur case noire g3 · Fou blanc sur case blanche h3 · Pion blanc sur case noire b2 · Pion blanc sur case blanche c2 · Pion blanc sur case noire h2 · Roi blanc sur case blanche b1 · Tour blanche sur case blanche d1 · Tour blanche sur case noire e1 | Fou noir sur case blanche a8 · Tour noire sur case noire d8 · Tour noire sur case noire h8 · Roi noir sur case noire a7 · Pion noir sur case blanche f7 · Pion noir sur case blanche h7 · Pion noir sur case blanche a6 · Dame noire sur case noire d6 · Cavalier noir sur case noire f6 · Pion noir sur case blanche g6 · Cavalier blanc sur case noire a5 · Pion noir sur case blanche b5 · Pion noir sur case noire c5 · Pion blanc sur case blanche d5 · Pion noir sur case noire d4 · Dame blanche sur case noire f4 · Pion blanc sur case noire a3 · Pion blanc sur case blanche f3 · Pion blanc sur case noire g3 · Fou blanc sur case blanche h3 · Pion blanc sur case noire b2 · Pion blanc sur case blanche c2 · Pion blanc sur case noire h2 · Roi blanc sur case blanche b1 · Tour blanche sur case blanche d1 · Tour blanche sur case noire e1 | Fou noir sur case blanche a8 · Tour noire sur case noire d8 · Tour noire sur case noire h8 · Roi noir sur case noire a7 · Pion noir sur case blanche f7 · Pion noir sur case blanche h7 · Pion noir sur case blanche a6 · Dame noire sur case noire d6 · Cavalier noir sur case noire f6 · Pion noir sur case blanche g6 · Cavalier blanc sur case noire a5 · Pion noir sur case blanche b5 · Pion noir sur case noire c5 · Pion blanc sur case blanche d5 · Pion noir sur case noire d4 · Dame blanche sur case noire f4 · Pion blanc sur case noire a3 · Pion blanc sur case blanche f3 · Pion blanc sur case noire g3 · Fou blanc sur case blanche h3 · Pion blanc sur case noire b2 · Pion blanc sur case blanche c2 · Pion blanc sur case noire h2 · Roi blanc sur case blanche b1 · Tour blanche sur case blanche d1 · Tour blanche sur case noire e1 | Fou noir sur case blanche a8 · Tour noire sur case noire d8 · Tour noire sur case noire h8 · Roi noir sur case noire a7 · Pion noir sur case blanche f7 · Pion noir sur case blanche h7 · Pion noir sur case blanche a6 · Dame noire sur case noire d6 · Cavalier noir sur case noire f6 · Pion noir sur case blanche g6 · Cavalier blanc sur case noire a5 · Pion noir sur case blanche b5 · Pion noir sur case noire c5 · Pion blanc sur case blanche d5 · Pion noir sur case noire d4 · Dame blanche sur case noire f4 · Pion blanc sur case noire a3 · Pion blanc sur case blanche f3 · Pion blanc sur case noire g3 · Fou blanc sur case blanche h3 · Pion blanc sur case noire b2 · Pion blanc sur case blanche c2 · Pion blanc sur case noire h2 · Roi blanc sur case blanche b1 · Tour blanche sur case blanche d1 · Tour blanche sur case noire e1 | Fou noir sur case blanche a8 · Tour noire sur case noire d8 · Tour noire sur case noire h8 · Roi noir sur case noire a7 · Pion noir sur case blanche f7 · Pion noir sur case blanche h7 · Pion noir sur case blanche a6 · Dame noire sur case noire d6 · Cavalier noir sur case noire f6 · Pion noir sur case blanche g6 · Cavalier blanc sur case noire a5 · Pion noir sur case blanche b5 · Pion noir sur case noire c5 · Pion blanc sur case blanche d5 · Pion noir sur case noire d4 · Dame blanche sur case noire f4 · Pion blanc sur case noire a3 · Pion blanc sur case blanche f3 · Pion blanc sur case noire g3 · Fou blanc sur case blanche h3 · Pion blanc sur case noire b2 · Pion blanc sur case blanche c2 · Pion blanc sur case noire h2 · Roi blanc sur case blanche b1 · Tour blanche sur case blanche d1 · Tour blanche sur case noire e1 | Fou noir sur case blanche a8 · Tour noire sur case noire d8 · Tour noire sur case noire h8 · Roi noir sur case noire a7 · Pion noir sur case blanche f7 · Pion noir sur case blanche h7 · Pion noir sur case blanche a6 · Dame noire sur case noire d6 · Cavalier noir sur case noire f6 · Pion noir sur case blanche g6 · Cavalier blanc sur case noire a5 · Pion noir sur case blanche b5 · Pion noir sur case noire c5 · Pion blanc sur case blanche d5 · Pion noir sur case noire d4 · Dame blanche sur case noire f4 · Pion blanc sur case noire a3 · Pion blanc sur case blanche f3 · Pion blanc sur case noire g3 · Fou blanc sur case blanche h3 · Pion blanc sur case noire b2 · Pion blanc sur case blanche c2 · Pion blanc sur case noire h2 · Roi blanc sur case blanche b1 · Tour blanche sur case blanche d1 · Tour blanche sur case noire e1 | 2 |
| 1 | Fou noir sur case blanche a8 · Tour noire sur case noire d8 · Tour noire sur case noire h8 · Roi noir sur case noire a7 · Pion noir sur case blanche f7 · Pion noir sur case blanche h7 · Pion noir sur case blanche a6 · Dame noire sur case noire d6 · Cavalier noir sur case noire f6 · Pion noir sur case blanche g6 · Cavalier blanc sur case noire a5 · Pion noir sur case blanche b5 · Pion noir sur case noire c5 · Pion blanc sur case blanche d5 · Pion noir sur case noire d4 · Dame blanche sur case noire f4 · Pion blanc sur case noire a3 · Pion blanc sur case blanche f3 · Pion blanc sur case noire g3 · Fou blanc sur case blanche h3 · Pion blanc sur case noire b2 · Pion blanc sur case blanche c2 · Pion blanc sur case noire h2 · Roi blanc sur case blanche b1 · Tour blanche sur case blanche d1 · Tour blanche sur case noire e1 | Fou noir sur case blanche a8 · Tour noire sur case noire d8 · Tour noire sur case noire h8 · Roi noir sur case noire a7 · Pion noir sur case blanche f7 · Pion noir sur case blanche h7 · Pion noir sur case blanche a6 · Dame noire sur case noire d6 · Cavalier noir sur case noire f6 · Pion noir sur case blanche g6 · Cavalier blanc sur case noire a5 · Pion noir sur case blanche b5 · Pion noir sur case noire c5 · Pion blanc sur case blanche d5 · Pion noir sur case noire d4 · Dame blanche sur case noire f4 · Pion blanc sur case noire a3 · Pion blanc sur case blanche f3 · Pion blanc sur case noire g3 · Fou blanc sur case blanche h3 · Pion blanc sur case noire b2 · Pion blanc sur case blanche c2 · Pion blanc sur case noire h2 · Roi blanc sur case blanche b1 · Tour blanche sur case blanche d1 · Tour blanche sur case noire e1 | Fou noir sur case blanche a8 · Tour noire sur case noire d8 · Tour noire sur case noire h8 · Roi noir sur case noire a7 · Pion noir sur case blanche f7 · Pion noir sur case blanche h7 · Pion noir sur case blanche a6 · Dame noire sur case noire d6 · Cavalier noir sur case noire f6 · Pion noir sur case blanche g6 · Cavalier blanc sur case noire a5 · Pion noir sur case blanche b5 · Pion noir sur case noire c5 · Pion blanc sur case blanche d5 · Pion noir sur case noire d4 · Dame blanche sur case noire f4 · Pion blanc sur case noire a3 · Pion blanc sur case blanche f3 · Pion blanc sur case noire g3 · Fou blanc sur case blanche h3 · Pion blanc sur case noire b2 · Pion blanc sur case blanche c2 · Pion blanc sur case noire h2 · Roi blanc sur case blanche b1 · Tour blanche sur case blanche d1 · Tour blanche sur case noire e1 | Fou noir sur case blanche a8 · Tour noire sur case noire d8 · Tour noire sur case noire h8 · Roi noir sur case noire a7 · Pion noir sur case blanche f7 · Pion noir sur case blanche h7 · Pion noir sur case blanche a6 · Dame noire sur case noire d6 · Cavalier noir sur case noire f6 · Pion noir sur case blanche g6 · Cavalier blanc sur case noire a5 · Pion noir sur case blanche b5 · Pion noir sur case noire c5 · Pion blanc sur case blanche d5 · Pion noir sur case noire d4 · Dame blanche sur case noire f4 · Pion blanc sur case noire a3 · Pion blanc sur case blanche f3 · Pion blanc sur case noire g3 · Fou blanc sur case blanche h3 · Pion blanc sur case noire b2 · Pion blanc sur case blanche c2 · Pion blanc sur case noire h2 · Roi blanc sur case blanche b1 · Tour blanche sur case blanche d1 · Tour blanche sur case noire e1 | Fou noir sur case blanche a8 · Tour noire sur case noire d8 · Tour noire sur case noire h8 · Roi noir sur case noire a7 · Pion noir sur case blanche f7 · Pion noir sur case blanche h7 · Pion noir sur case blanche a6 · Dame noire sur case noire d6 · Cavalier noir sur case noire f6 · Pion noir sur case blanche g6 · Cavalier blanc sur case noire a5 · Pion noir sur case blanche b5 · Pion noir sur case noire c5 · Pion blanc sur case blanche d5 · Pion noir sur case noire d4 · Dame blanche sur case noire f4 · Pion blanc sur case noire a3 · Pion blanc sur case blanche f3 · Pion blanc sur case noire g3 · Fou blanc sur case blanche h3 · Pion blanc sur case noire b2 · Pion blanc sur case blanche c2 · Pion blanc sur case noire h2 · Roi blanc sur case blanche b1 · Tour blanche sur case blanche d1 · Tour blanche sur case noire e1 | Fou noir sur case blanche a8 · Tour noire sur case noire d8 · Tour noire sur case noire h8 · Roi noir sur case noire a7 · Pion noir sur case blanche f7 · Pion noir sur case blanche h7 · Pion noir sur case blanche a6 · Dame noire sur case noire d6 · Cavalier noir sur case noire f6 · Pion noir sur case blanche g6 · Cavalier blanc sur case noire a5 · Pion noir sur case blanche b5 · Pion noir sur case noire c5 · Pion blanc sur case blanche d5 · Pion noir sur case noire d4 · Dame blanche sur case noire f4 · Pion blanc sur case noire a3 · Pion blanc sur case blanche f3 · Pion blanc sur case noire g3 · Fou blanc sur case blanche h3 · Pion blanc sur case noire b2 · Pion blanc sur case blanche c2 · Pion blanc sur case noire h2 · Roi blanc sur case blanche b1 · Tour blanche sur case blanche d1 · Tour blanche sur case noire e1 | Fou noir sur case blanche a8 · Tour noire sur case noire d8 · Tour noire sur case noire h8 · Roi noir sur case noire a7 · Pion noir sur case blanche f7 · Pion noir sur case blanche h7 · Pion noir sur case blanche a6 · Dame noire sur case noire d6 · Cavalier noir sur case noire f6 · Pion noir sur case blanche g6 · Cavalier blanc sur case noire a5 · Pion noir sur case blanche b5 · Pion noir sur case noire c5 · Pion blanc sur case blanche d5 · Pion noir sur case noire d4 · Dame blanche sur case noire f4 · Pion blanc sur case noire a3 · Pion blanc sur case blanche f3 · Pion blanc sur case noire g3 · Fou blanc sur case blanche h3 · Pion blanc sur case noire b2 · Pion blanc sur case blanche c2 · Pion blanc sur case noire h2 · Roi blanc sur case blanche b1 · Tour blanche sur case blanche d1 · Tour blanche sur case noire e1 | Fou noir sur case blanche a8 · Tour noire sur case noire d8 · Tour noire sur case noire h8 · Roi noir sur case noire a7 · Pion noir sur case blanche f7 · Pion noir sur case blanche h7 · Pion noir sur case blanche a6 · Dame noire sur case noire d6 · Cavalier noir sur case noire f6 · Pion noir sur case blanche g6 · Cavalier blanc sur case noire a5 · Pion noir sur case blanche b5 · Pion noir sur case noire c5 · Pion blanc sur case blanche d5 · Pion noir sur case noire d4 · Dame blanche sur case noire f4 · Pion blanc sur case noire a3 · Pion blanc sur case blanche f3 · Pion blanc sur case noire g3 · Fou blanc sur case blanche h3 · Pion blanc sur case noire b2 · Pion blanc sur case blanche c2 · Pion blanc sur case noire h2 · Roi blanc sur case blanche b1 · Tour blanche sur case blanche d1 · Tour blanche sur case noire e1 | 1 |
|   | a | b | c | d | e | f | g | h |   |

Kasparov-Topalov, 1999.

Quand on demande à Kasparov quelle est sa meilleure partie, il cite celle qu'il a jouée avec les Blancs contre Veselin Topalov au tournoi de Wijk aan Zee en 1999. Cette dernière montre en effet une de ses meilleures combinaisons. Il semble cependant que le remarquable sacrifice de Tour de Kasparov au 24e coup lui aurait seulement assuré le partage du point si Topalov avait joué au mieux.
Après les coups : 1.e4 d6 2.d4 Cf6 3.Cc3 g6 4.Fe3 Fg7 5.Dd2 c6 6.f3 b5 7.Cge2 Cbd7 8.Fh6 Fxh6 9.Dxh6 Fb7 10.a3 e5 11.0-0-0 De7 12.Rb1 a6 13.Cc1 0-0-0 14.Cb3 exd4 15.Txd4 c5 16.Td1 Cb6 17.g3 Rb8 18.Ca5 Fa8 19.Fh3 d5 20.Df4+ Ra7 21.The1 d4 22.Cd5 Cbxd5 23.exd5 Dd6 (diagramme), Kasparov joua :

24.Txd4!

Il suivit : 24…cxd4 25.Te7+! Rb6 (Dxe7? 26.Dxd4+ Rb8 27.Db6+, suivi du mat) 26.Dxd4+ Rxa5 27.b4+ Ra4 28.Dc3 Dxd5 29.Ta7 Fb7 30.Txb7 Dc4 (la menace des Blancs était Ff1, suivi de Fxb5) 31.Dxf6 Rxa3 32.Dxa6+ Rxb4 33.c3+! Rxc3 34.Da1+ Rd2 35.Db2+ Rd1 36.Ff1! Td2 (Dxf1 37.Dc2+, suivi du mat) 37.Td7! Txd7 38.Fxc4 bxc4 39.Dxh8 Td3 40.Da8 c3 41.Da4+ Re1 42.f4 f5 43.Rc1 Td2 44.Da7 1-0
Cette partie reste dans l'histoire des échecs comme l'« Immortelle de Kasparov ».

#### Kasparov-Kramnik, 2000, partie 3
Dans cette 3e partie du Championnat du monde des échecs en 2000, Kasparov est mené au score. Il a les blancs et doit remporter une victoire contre Kramnik pour revenir au score. Mais Kramnik est très bien préparé. Dans l'ouverture Partie espagnole, il ressuscite la défense berlinoise pour neutraliser avec les Noirs les agressions de Kasparov.
Kasparov ne parviendra pas à percer une seule fois la muraille érigée par Kramnik

### Incidents de jeu
En 1994, au tournoi de Linares, dans une partie qui l'oppose à Judit Polgár Kasparov joue un coup de cavalier 36...Cc5 pour le reprendre aussitôt et jouer un autre coup 36...Cf8, ce qui est contraire aux règles du jeu. Judit Polgár ne proteste pas, croyant qu'il n'y avait pas de témoins. La partie est gagnée par Kasparov, et sera nommée J'adoube.
En 2003, au Tournoi de Linares, Kasparov est dans une position désespérée face au jeune Azéri Teimour Radjabov, et plutôt que d'abandonner et de serrer la main de son adversaire comme c'est l'usage, il préfère quitter l'aire de jeu et perdre au temps. Il crée un nouvel incident lors de la cérémonie de clôture, alors que le prix de beauté est décerné à Radjabov.
En 2004, encore à Linares, il quitte deux fois l'aire de jeu sans autorisations pendant une partie, pour se rendre dans sa chambre d'hôtel afin, dit-il, de prendre des médicaments. Ce comportement n'est évidemment pas autorisé car, dans sa chambre d'hôtel, il peut avoir accès à un ordinateur et ses bases de données.
En 2016, lors de l'Ultimate blitz challenge à Saint-Louis, il reprend son coup face à Hikaru Nakamura, qui s'en rend compte, mais ne dit rien,.

## Publications

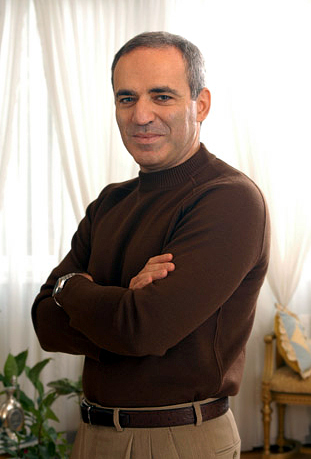
Kasparov en 2007.

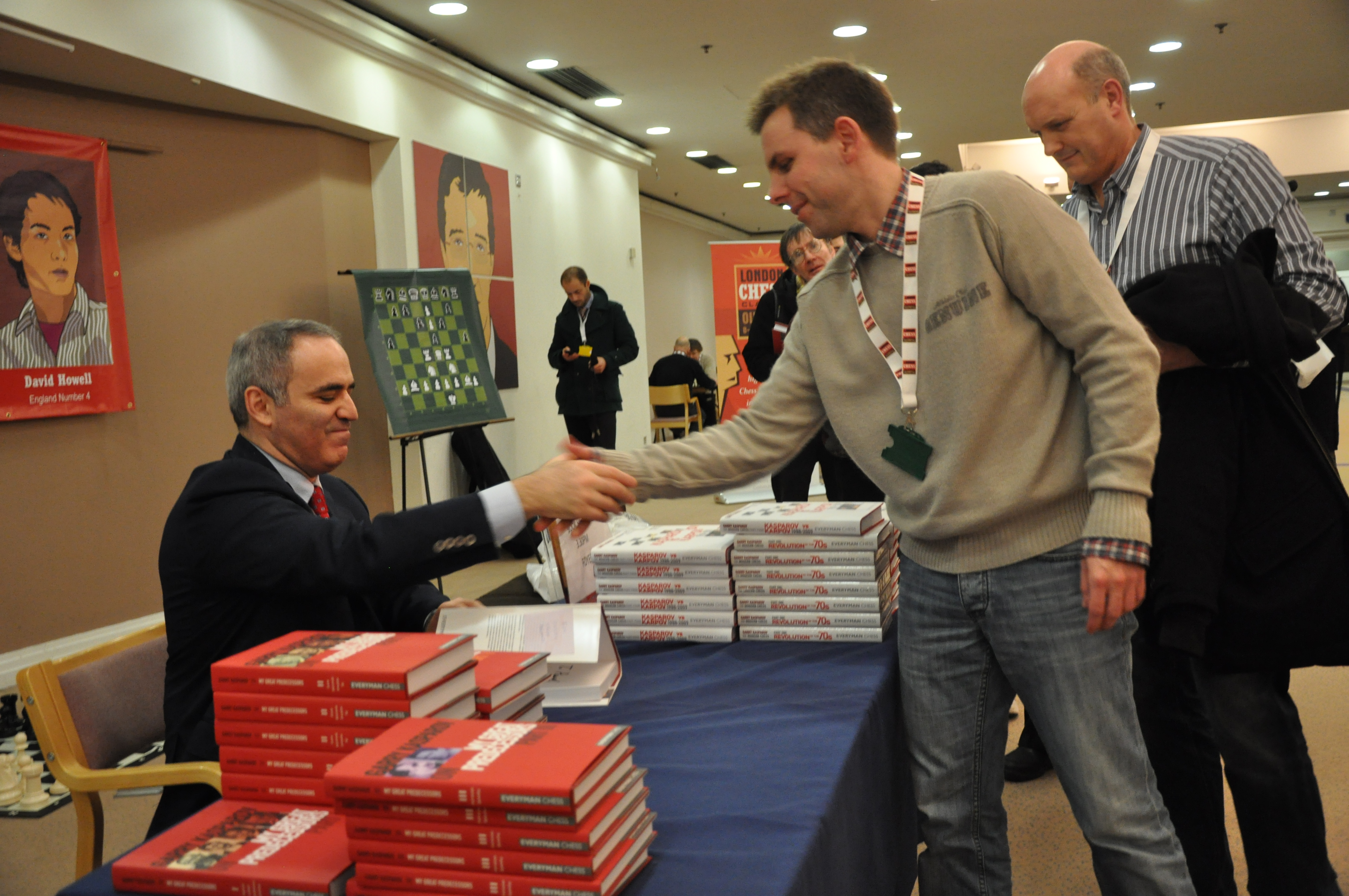
Kasparov à Londres en 2010 pour signer ses livres My Great Predecessors et Kasparov vs Karpov.

: document utilisé comme source pour la rédaction de cet article.

### Recueils de parties
- L'Épreuve du temps, éd. Grasset-Europe échecs, 1987 ((en) The test of time, 1986)recueil d'articles parus de 1978 à 1984, avec des annotations vérifiées et complétées en 1984
- En collaboration avec Wade et Speelman,
  - Échecs offensifs, éd. Dumerchez-Naoum, 1986 
  - (en) Fighting Chess : My Games and Career, Batsford, édition mise à jour, 1995,
- (en) On My Great Predecessors (5 volumes), Everyman Chess, 2003–2006,
  - Part I : Steinitz, Lasker, Capablanca, Alekhine, Everyman Chess, mai 2003
  - Part II : Euwe, Botvinnik, Smyslov, Tal, Everyman Chess, décembre 2003
  - Part III : Petrosian, Spassky, Everyman Chess, octobre 2004
  - Part IV : Fischer, Everyman Chess, décembre 2004,
  - Part V : Korchnoi, Karpov, Everyman Chess, 2006
- (en) Garry Kasparov on Modern Chess, éd. Everyman Chess, 2007–2010 
  - Part 1: Revolution in the 70s, Everyman Chess, 2007
  - Part 2: Kasparov vs Karpov 1975–1985, Everyman Chess, 2008
  - Part 3: Kasparov vs Karpov 1986–1987, Everyman Chess, 2009
  - Part 4: Kasparov vs Karpov 1988–2009, Everyman Chess, 2010
- (en) Garry Kasparov on Garry Kasparov, éd. Everyman Chess, 2011–2014 
  - (en) Part I : 1973-1985, Londres, Everyman Chess, octobre 2011, 520 p. (ISBN 978-1-85744-672-2). 
  - (en) Part II : 1985-1993, Everyman Chess, août 2013, 496 p. (ISBN 978-1-78194-024-2). 
  - (en) Part III : 1993-2005, Everyman Chess, 2014, 500 p. (ISBN 978-1-78194-183-6)

### Autobiographies
- Et le fou devint roi, Éditions Albin Michel, 1987 ((en) Child of change, 1987)
- La vie est une partie d'échecs [« How Life imitates chess »] (trad. de l'anglais), Paris, Éditions JC Lattès, 2007, 439 p. (ISBN 978-2-7096-2771-9)

### Théorie des ouvertures
- Avec Aleksandr Nikitine,
  - (en) The Sicilian Scheveningen, Batsford 1983
- Avec A. Sakharov,
  - (en) The Caro-Kann Classical, Batsford 1984
- Avec Raymond Keene, Jonathan Tisdall, Eric Schiller
  - (en) Batsford Chess Openings, deux éditions (Batsford 1982 et 1989)
- Avec Raymond Keene,
  - L'Est-indienne entre les mains de Kasparov, Éditions Grasset-Europe échecs, 1995 ((en) Kasparov on the King's Indian, 1993)rassemble les annotations de Kasparov parues de 1978 à 1993 dans l'informateur ou dans des revues

DVD édités par Chessbase.
- (en) How to play the Najdorf
- (en) How to play the Queen's Gambit

### Textes politiques
- Poutine, Échec et mat, Éditions de L'Herne, octobre 2012
- Winter Is Coming: Why Vladimir Putin and the Enemies of the Free World Must Be Stopped, octobre 2015
  - Winter is coming, stopper Vladimir Poutine et les ennemis du monde libre, Michel Lafon, 2016